# Göttingen

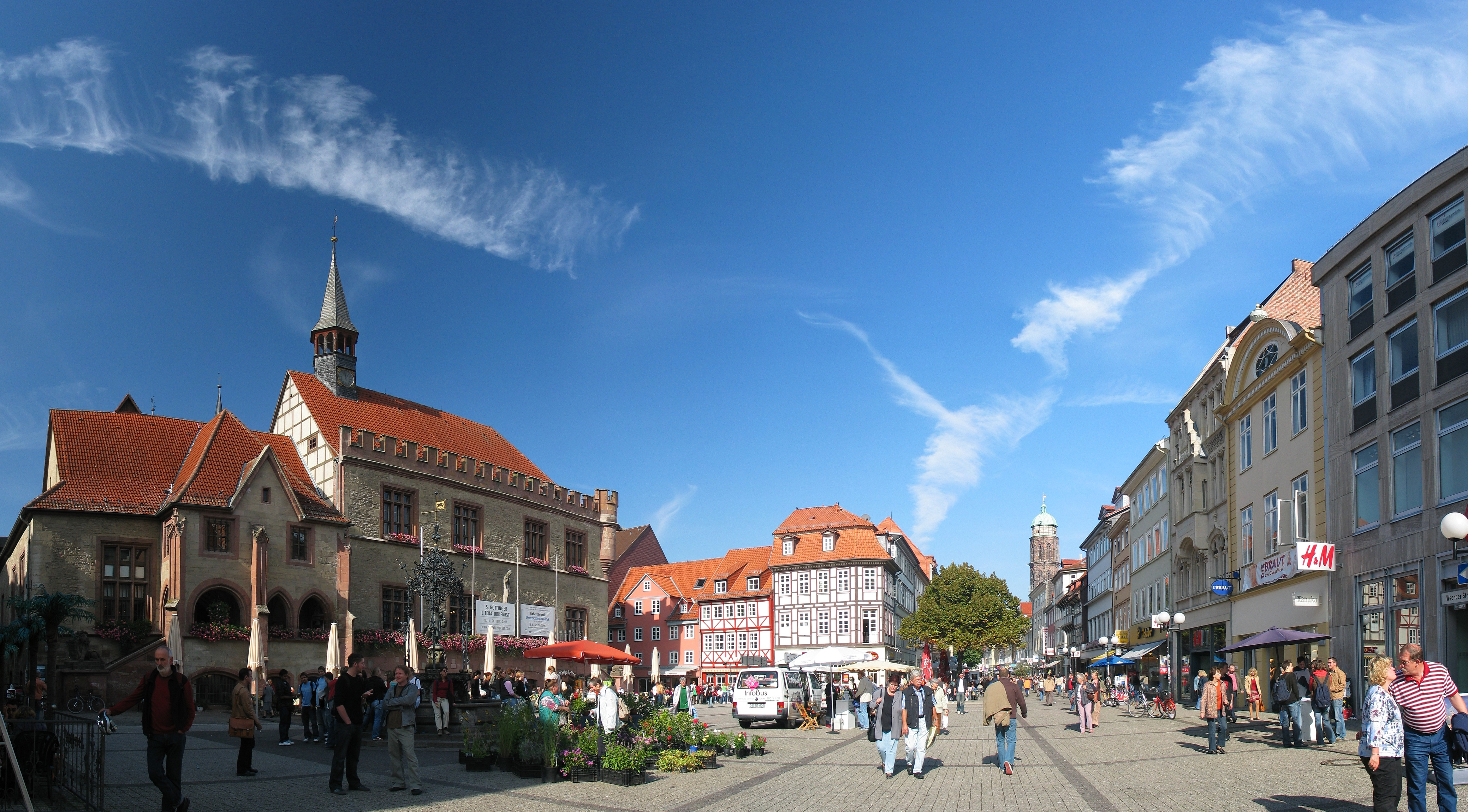
Marktplatz mit Altem Rathaus und Fußgängerzone

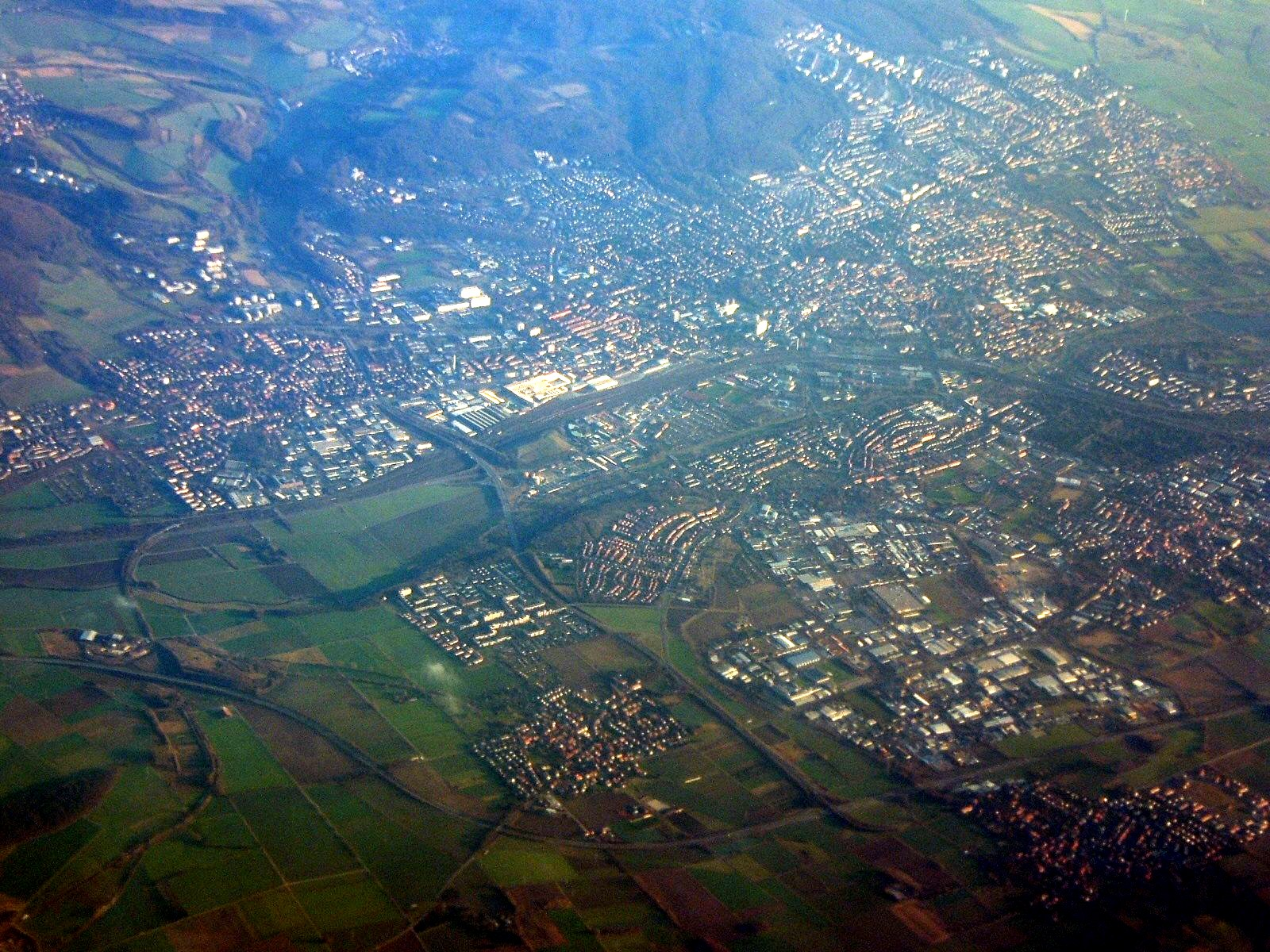
Luftbild von Göttingen (2006 von Nordwesten fotografiert)

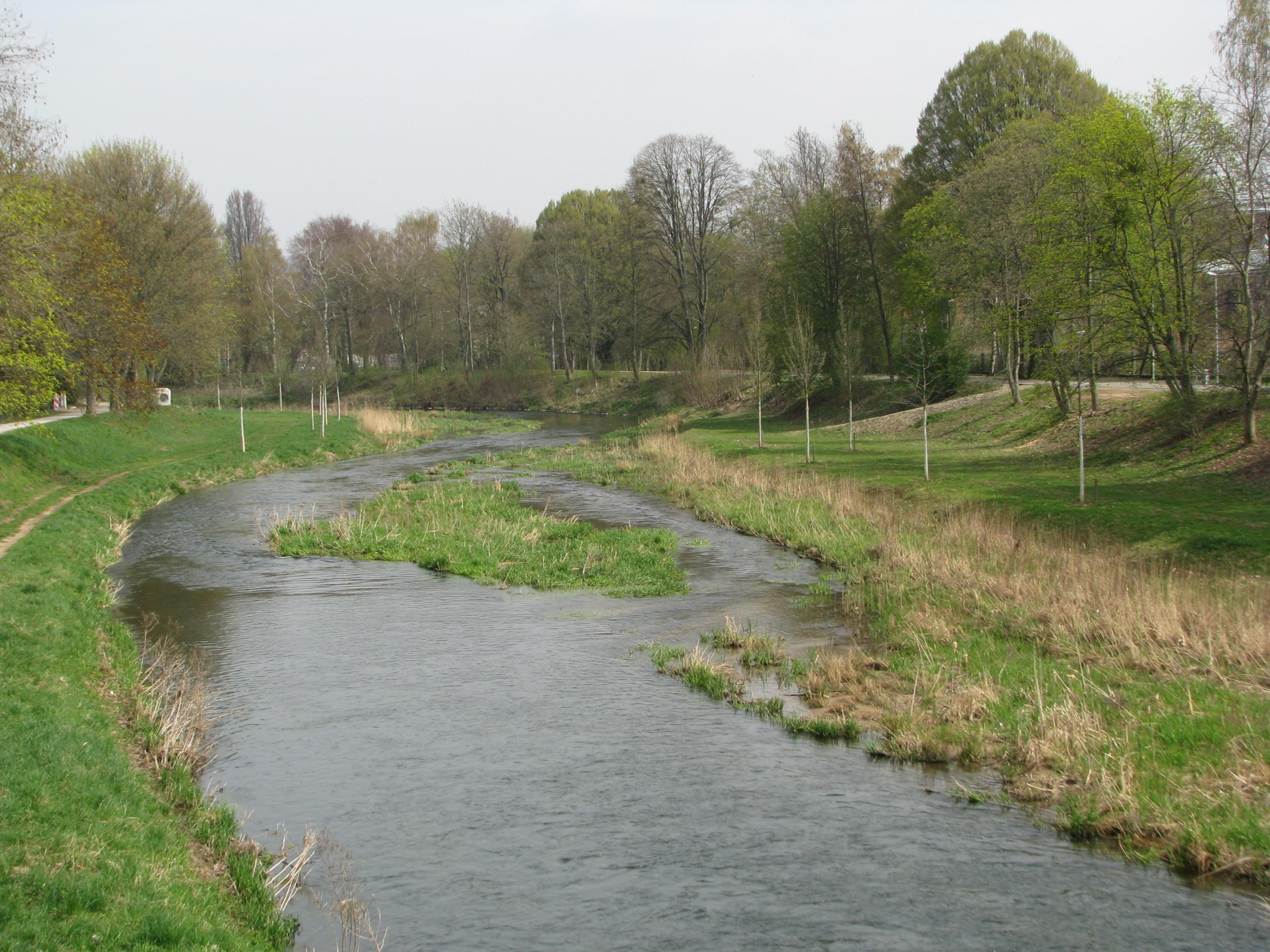
Die Leine an der Groner Landstraße (2013)

Göttingen (ⓘ [ɡœtˈtɪŋən], niederdeutsch Chöttingen) ist eine Universitätsstadt in Südniedersachsen. Mit einem Anteil von rund 20 Prozent Studenten an der Bevölkerung ist das städtische Leben stark vom Bildungs- und Forschungsbetrieb der Georg-August-Universität, der ältesten und (nach der Leibniz-Universität Hannover) zweitgrößten Universität Niedersachsens, und zweier weiterer Hochschulen geprägt.
Das erstmals 953 als Gutingi urkundlich erwähnte Dorf am Fluss Leine entstand im Umfeld der heutigen St.-Albani-Kirche. Der später gegründete Marktflecken Gotingen erlangte um 1230 die Stadtrechte, während das ursprüngliche Dorf Gutingi für lange Zeit außen vor blieb und ein Schattendasein fristete. Göttingen wurde 1964 zur Großstadt und ist eines der neun Oberzentren von Niedersachsen. Die Kreisstadt und größte Stadt des Landkreises Göttingen wurde 1964 als bis dahin kreisfreie Stadt durch das vom Niedersächsischen Landtag verabschiedete Göttingen-Gesetz in den gleichnamigen Landkreis integriert, ist jedoch weiterhin den kreisfreien Städten gleichgestellt.
Göttingen liegt im Süden der Europäischen Metropolregion (EMR) Hannover-Braunschweig-Göttingen-Wolfsburg.
Nach Angaben der Stadt lag die Einwohnerzahl am 31. Dezember 2023 bei 135.460, davon hatten 122.313 ihre Hauptwohnung in Göttingen.

## Geographie

### Lage
Göttingen liegt am Leinegraben an der Grenze der Leine-Ilme-Senke zum Göttinger Wald und wird in Süd-Nord-Richtung von der Leine durchflossen, der nördliche Stadtteil Weende von der Weende, mehrere nordöstliche Stadtgebiete von der Lutter und mehrere westliche Stadtbereiche von der Grone. Wenige Kilometer weiter nördlich schließt sich der Nörtener Wald an.
Am südlichen Stadtrand von Göttingen liegt der vom Wasser der Leine gespeiste Göttinger Kiessee, drei Kilometer südlich davon der Rosdorfer Baggersee.
Das zu Göttingen gehörende Gebiet liegt auf 138 bis 427 m ü. NN westlich der Berge Kleperberg (332 m) und Hainberg (315 m), wobei die Mackenröder Spitze (427 m) an der Ostgrenze des Göttinger Walds der höchste Berg Göttingens ist. Im Stadtgebiet sowie westlich der Leine liegen mit gleichnamigen Stadtvierteln der Hagenberg (auch Kleiner Hagen genannt; 174 m) und ungefähr 2 km südlich davon die sanfte Erhöhung des Egelsbergs. An der westlichen Stadtgrenze erheben sich Knutberg (363 m) und Kuhberg (288 m).
Das direkt westlich des Göttinger Walds befindliche Göttingen liegt zwischen Solling (etwa 34 km nordwestlich), Harz (etwa 60 km nordöstlich), Kaufunger Wald (etwa 27 km südsüdwestlich), Dransfelder Stadtwald (13 km südwestlich) und Bramwald (19 km westlich); die Entfernungen beziehen sich per Luftlinie gemessen auf die Strecke Göttingen-Innenstadt bis zu den Zentren und Hochlagen der jeweiligen Mittelgebirge.

### Naturschutzgebiete
Im Gebiet der Stadt Göttingen sind zur Erhaltung wertvoller und gefährdeter Lebensräume zwei Naturschutzgebiete ausgewiesen: Das Naturschutzgebiet Stadtwald Göttingen und Kerstlingeröder Feld wurde im Mai 2007 ausgewiesen und umfasst eine Fläche von 1193 Hektar, das Naturschutzgebiet Bratental in den Gemarkungen Nikolausberg und Roringen besteht seit September 1982 und umfasst 115 Hektar in drei räumlich voneinander getrennten Flächen.

### Klima

Klimadiagramm von Göttingen, 1981 bis 2010

Die Stadt Göttingen liegt innerhalb der gemäßigten Breiten im Übergangsbereich zwischen ozeanisch und kontinental geprägten Gebieten. Die Jahresmitteltemperatur beträgt 9,2 °C, die durchschnittliche jährliche Niederschlagsmenge liegt bei 644 mm. Die wärmsten Monate sind Juli mit durchschnittlich 17,8 °C und August mit 17,6 °C und die kältesten Januar mit 0,9 °C und Februar mit 1,8 °C im Mittel. Der meiste Niederschlag fällt im Mai bis Juli mit durchschnittlich 65–66 mm, der geringste im Februar mit durchschnittlich 39 mm. Im Juli ist mit 6,6 Stunden täglich der meiste Sonnenschein zu erwarten.
Ende Februar 2021 wurde laut DWD die höchste Temperaturdifferenz seit 1880 (in Jena) binnen einer Woche verzeichnet. Innerhalb einer Woche stieg die Temperatur in Göttingen ausgehend von der Tiefsttemperatur des 14. Februar von −23,8 °C um 41,9 °C auf die Höchsttemperatur des 21. Februar 18,1 °C.

### Stadtgliederung

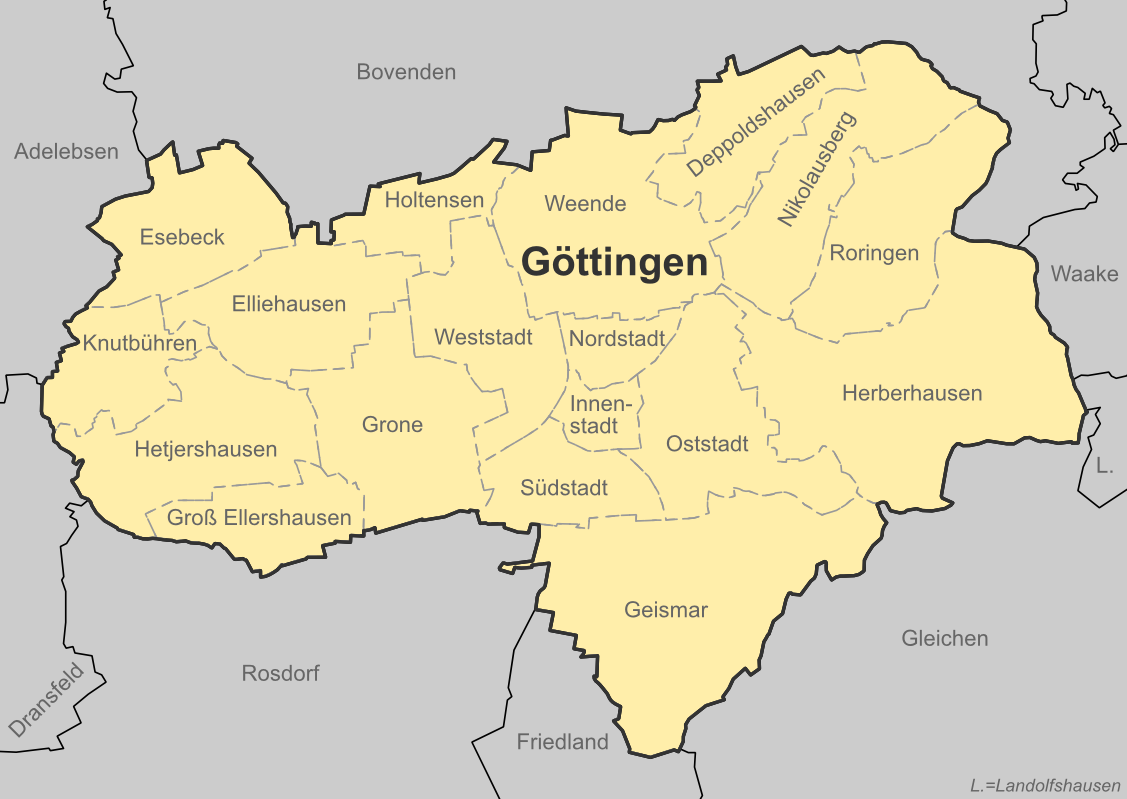
Die Göttinger Stadtbezirke

Das Stadtgebiet Göttingens ist in 18 Stadtbezirke und Stadtteile eingeteilt. Einige Stadtteile sind allein oder mit benachbarten Stadtteilen zusammen Ortschaften im Sinne des Niedersächsischen Kommunalverfassungsgesetzes (NKomVG). Sie haben einen vom Volk gewählten Ortsrat, der je nach Einwohnerzahl der Ortschaft zwischen 9 und 13 Mitglieder hat; deren Vorsitzender ist ein Ortsbürgermeister. Die Ortsräte sind zu wichtigen, die Ortschaft betreffenden Angelegenheiten zu hören. Die endgültige Entscheidung über eine Maßnahme obliegt jedoch dem Rat der Stadt Göttingen.

### Nachbargemeinden
Folgende Gemeinden grenzen an die Stadt Göttingen. Sie werden im Uhrzeigersinn beginnend im Norden genannt und gehören alle zum Landkreis Göttingen: Flecken Bovenden, Waake und Landolfshausen (beide Samtgemeinde Radolfshausen), Gleichen, Friedland, Rosdorf, Stadt Dransfeld (Samtgemeinde Dransfeld) und Flecken Adelebsen.
| Höxter 67 km     | Hildesheim 79 km                            | Osterode am Harz 42 km |
| Paderborn 112 km | Kompassrose, die auf Nachbargemeinden zeigt | Nordhausen 86 km       |
| Kassel 49 km     | Bad Hersfeld 99 km                          | Erfurt 154 km          |

* Entfernungen sind gerundete Straßenkilometer bis zum Ortszentrum.

## Geschichte

### Ur- und Frühgeschichte
Das Stadtgebiet Göttingens ist seit der frühen Jungsteinzeit besiedelt, wie zahlreiche Fundstellen der bandkeramischen Kultur zeigen. Eine dieser Fundstellen wurde beim Bau des heutigen Einkaufszentrums Kauf Park im Stadtteil Grone in den 1990er Jahren von der Stadtarchäologie großflächig ausgegraben. Darüber hinaus finden sich Besiedlungsspuren der Bronze- und Eisenzeit.

### Dorf Gutingi
Göttingen geht auf ein Dorf zurück, das sich archäologisch bis ins 7. Jahrhundert nachweisen lässt. Dieses Dorf wurde 953 unter dem Namen Gutingi erstmals in einer Urkunde König Ottos I. erwähnt – mit der Beurkundung schenkte der spätere Kaiser dem Kloster St. Moritz in Magdeburg Besitz im damaligen Gutingi  – und lag am Ostrand des Leinetalgrabens im Umkreis der heutigen St.-Albani-Kirche auf einem Hügel. Diese Kirche wurde spätestens zu Beginn des 11. Jahrhunderts dem Heiligen Albanus geweiht und ist damit die älteste Kirche Göttingens, wobei das heutige Gebäude ein Nachfolgebau aus dem 14. und 15. Jahrhundert ist. Neuere archäologische Funde im Bereich des alten Dorfes weisen auf ein ausgebildetes Handwerk hin und lassen auf weitreichende Handelsbeziehungen schließen. Durch das Dorf floss ein kleiner Bach, die Gote, von der das Dorf seinen Namen bezog („-ing“ = „Bewohner bei“).

### Pfalz Grona

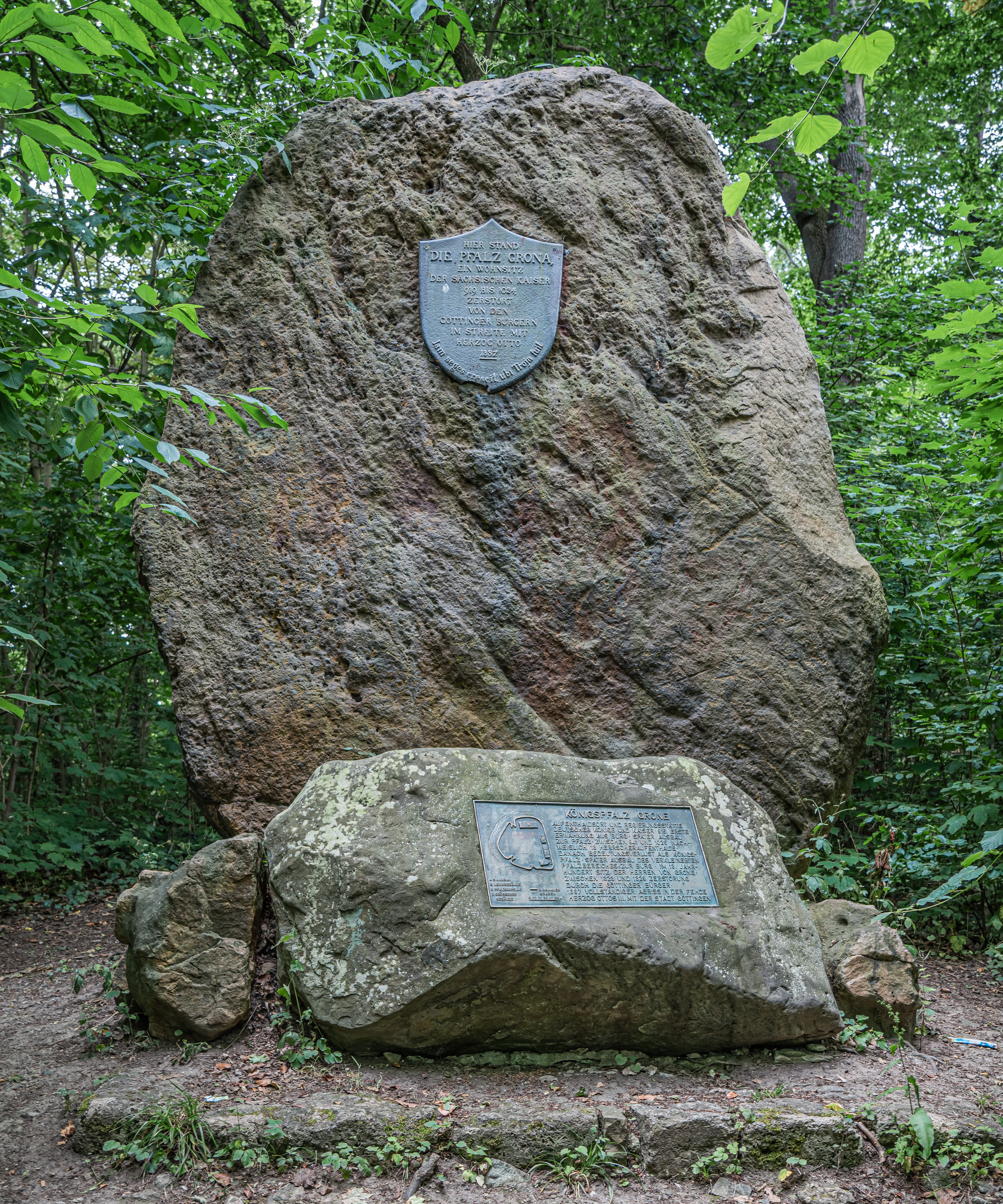
Gedenkstein an der Stelle der früheren Pfalz Grona bei Göttingen

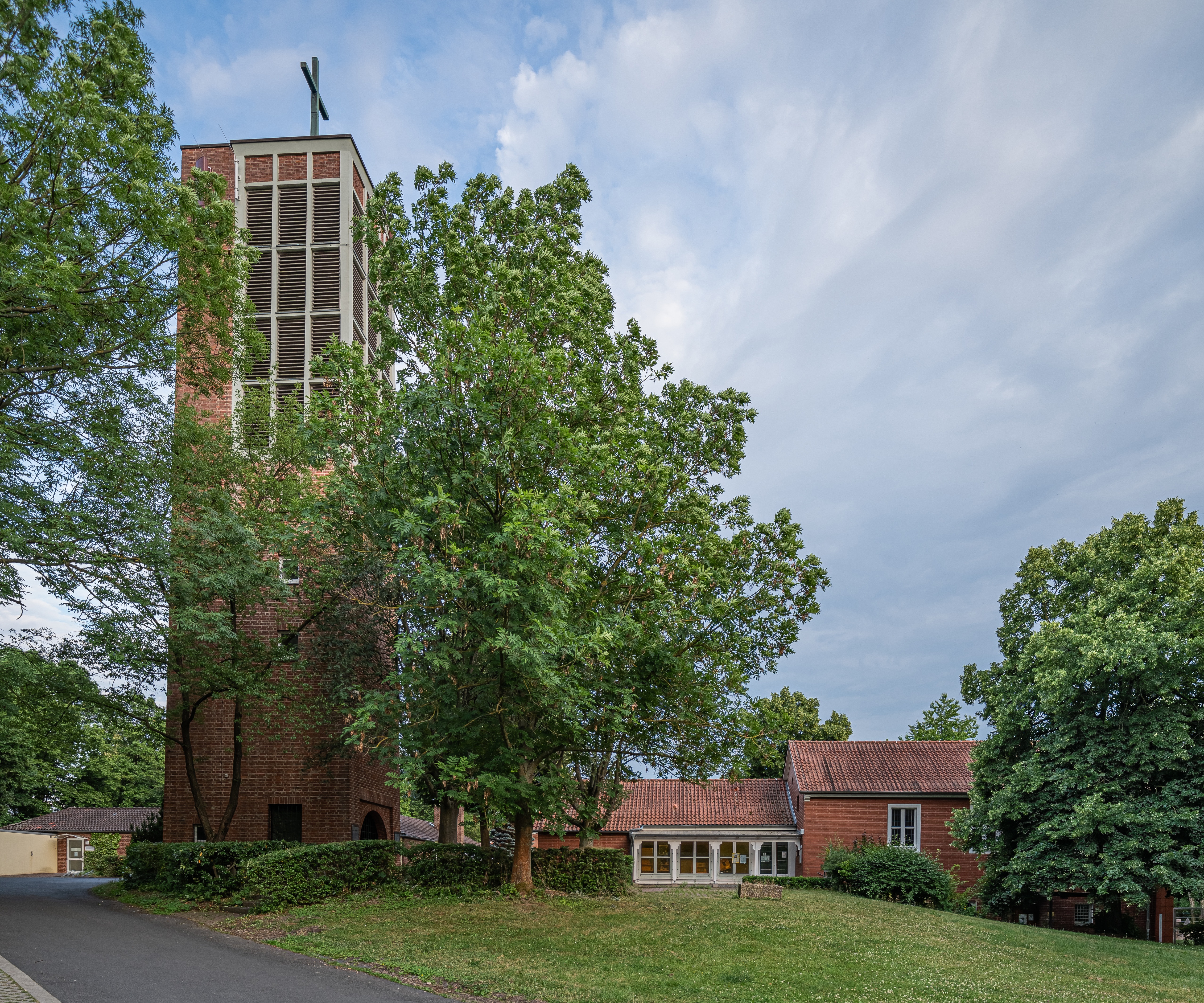
Evangelische Friedenskirche, erbaut in den 1950er Jahren am Rande des Geländes der ehemaligen Pfalz Grona (Informationstafeln dazu am Kirchturm und in einem Gedenkraum im Erdgeschoss)

Während – abgesehen von den archäologischen Funden – über das Schicksal des Dorfes Gutingi im frühen Mittelalter nicht viel bekannt ist, tritt mit der Pfalz Grona (dt. Grone) zwei Kilometer nordwestlich des Dorfes ein Ort deutlicher in der Geschichte hervor. Als neu erbaute Burg 915 urkundlich erwähnt, wurde sie später zur Pfalz ausgebaut. Diese über dem gegenüberliegenden Ufer der Leine auf dem südlichen Sporn des Hagenbergs gelegene Pfalz gilt mit ihren insgesamt 18 bezeugten Königs- und Kaiseraufenthalten zwischen 941 und 1025 als spezifisch ottonische Pfalz mittleren Ranges. Insbesondere für Kaiser Heinrich II. und seine Gemahlin Kunigunde war Grone ein beliebter Aufenthaltsort. Hierher zog sich Heinrich II. schwer erkrankt im Sommer 1024 zurück, wo er am 13. Juli 1024 verstarb.
Die Burg verlor später ihre Funktion als Pfalz und wurde im 13. Jahrhundert zur Burg der Herren von Grone umgebaut. Zwischen 1323 und 1329 wurde sie von den Bürgern der Stadt Göttingen zerstört. Die Reste wurden 1387 von Otto dem Quaden wegen seiner Fehde mit der Stadt Göttingen abgetragen.

### Stadtgründung

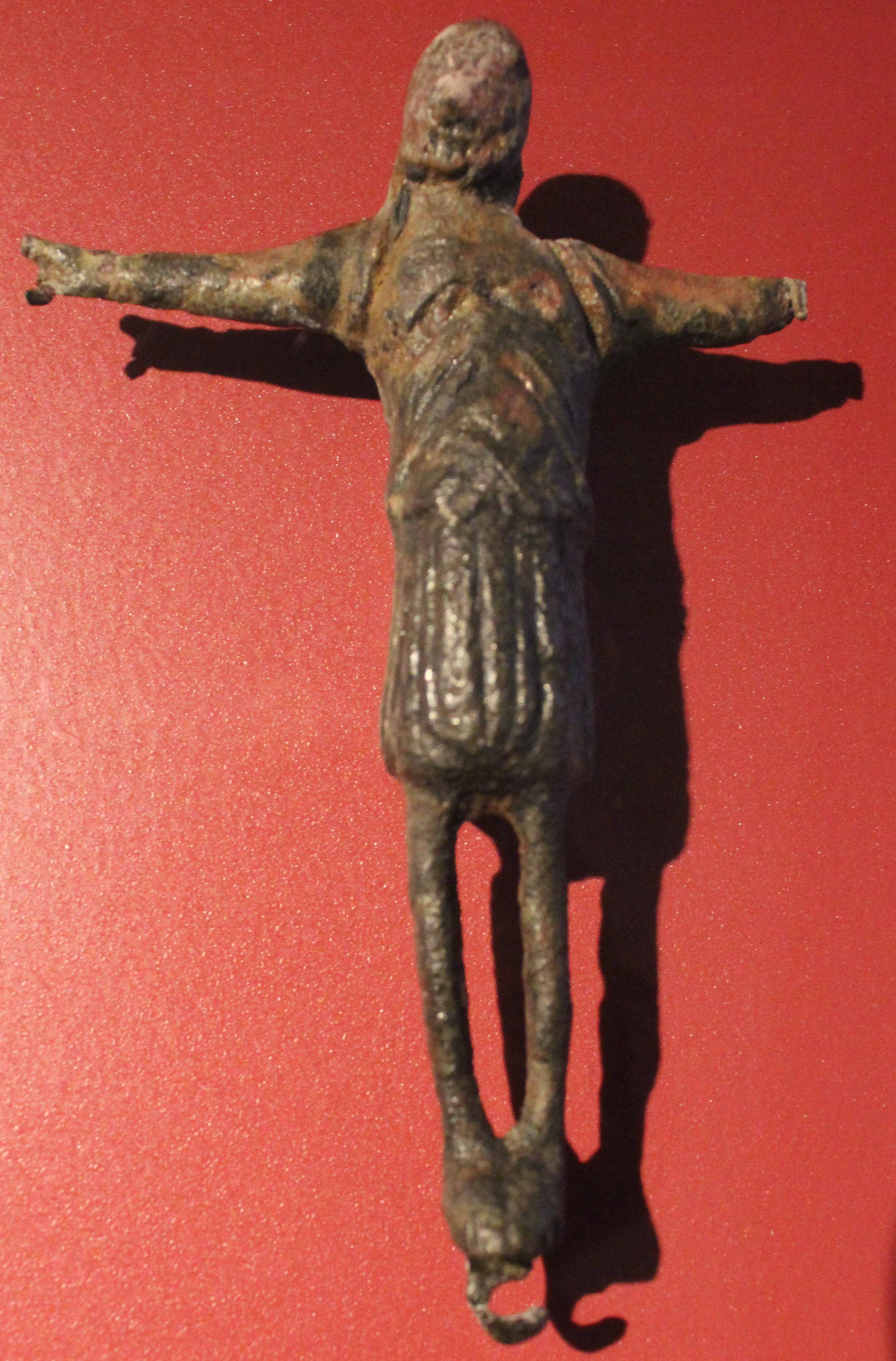
Kruzifix aus dem 12. Jahrhundert, das beim Jacobifriedhof gefunden wurde

An der zur Furt über die Leine führenden Straße, westlich des Dorfes Gutingi, entstand im Laufe der Zeit ein Wik (= eine kaufmännische Siedlung), das den Ortsnamen als „gotingi“ weiterführte und später 1230 als „Gotingen“ das Stadtrecht erhielt.
Das nunmehr so genannte Alte Dorf, das der Stadt anfangs den Namen gab, war nicht die eigentliche Keimzelle der neuen Stadt; es lag vielmehr außerhalb der ersten Stadtmauer und ist noch im Stadtgrundriss als gesonderter Bereich um die Albanikirche und die heutige Lange-Geismar-Straße erkennbar. Unter welchen Umständen die Stadt Göttingen entstand, ist historisch nicht exakt zu bestimmen. Man geht davon aus, dass Heinrich der Löwe die Stadtgründung zwischen 1150 und 1180/1200 initiierte. In der Zeit zwischen 1201 und 1208 wird Pfalzgraf Heinrich, der Bruder Ottos IV., als Stadtherr angegeben. In dieser Zeit wurden bereits von Göttingen aus welfische Besitz- und Herrschaftsrechte wahrgenommen. Zu dieser Zeit wurden erstmals Göttinger Bürger (burgenses) erwähnt, was darauf schließen lässt, dass Göttingen bereits auf spezifisch städtische Weise organisiert war. Die Welfen verwalteten ihren Besitz um Göttingen von einem Hofe aus, der nördlich des alten Dorfes, am heutigen Ritterplan, lag und in späterer Zeit zu einer Burg, dem „Ballerhus“ (balrus) ausgebaut wurde. Die Ackerflur, die zu diesem Wirtschaftshof gehörte, wird als „Bünde“ (gebundenes Land) bezeichnet und so noch in spätmittelalterlichen Urkunden erwähnt. Die Hofleute besaßen ihren Wohnsitz neben dem Herrensitz. In enger Verbindung zum Hof und zur späteren Burg befand sich zudem die Jacobikirche, welche eine Stiftung Heinrichs des Löwen war, und ein südlich angrenzender Hof, der 1303 von Herzog Albrecht an das Kloster Walkenried verkauft wurde. Es liegt nahe, dass durch die Einbeziehung der Jacobikirche und des angrenzenden Hofes der gesamte Burgkomplex im Süden bis an die heutige Speckstraße sowie bis in die Nähe der Weender Straße gereicht haben mag.
Göttingen war jedoch keine Reichsstadt, sondern den welfischen Herzögen von Braunschweig-Lüneburg unterworfen. Die landesherrlichen Statthalter hatten ihre Residenz in der Burg, die in der nordöstlichen Ecke der ältesten, vor 1250 errichteten Stadtbefestigung lag und an die noch der Name Burgstraße erinnert. Gleichwohl mussten die Herzöge der Stadt gewisse Freiheiten zubilligen und Kompromisse schließen. Göttingen wurde in der Frühzeit seiner Geschichte als Stadt in Konflikte der Welfen mit ihren Widersachern im südlichen Niedersachsen hineingezogen. Die Auseinandersetzungen in den ersten Jahrzehnten des 13. Jahrhunderts waren den politischen Interessen der Göttinger Bürger förderlich, und diese konnten die politisch-militärische Situation geschickt ausnutzen und sich umwerben lassen. In einer Urkunde aus dem Jahre 1232 bestätigte Herzog Otto das Kind den Göttingern die Rechte, die sie zur Zeit seiner Onkel – also Otto IV. und Pfalzgraf Heinrich – besessen hätten. Dabei wird es sich um solche Privilegien gehandelt haben, die den Handel erleichterten, am Ort wohnende Kaufleute schützten und Befugnisse der Göttinger Selbstverwaltung absteckten. Er stellte in Aussicht, dass die Stadt nicht in fremde Hände gelangen solle. Es ist davon auszugehen, dass spätestens zu dieser Zeit ein von den Bürgern gestellter Stadtrat und damit ein praktikables Instrument der Selbstverwaltung existierte. Namen von Ratsherren werden erstmals in einer Urkunde aus dem Jahre 1247 genannt.

### Ausbau und Erweiterung

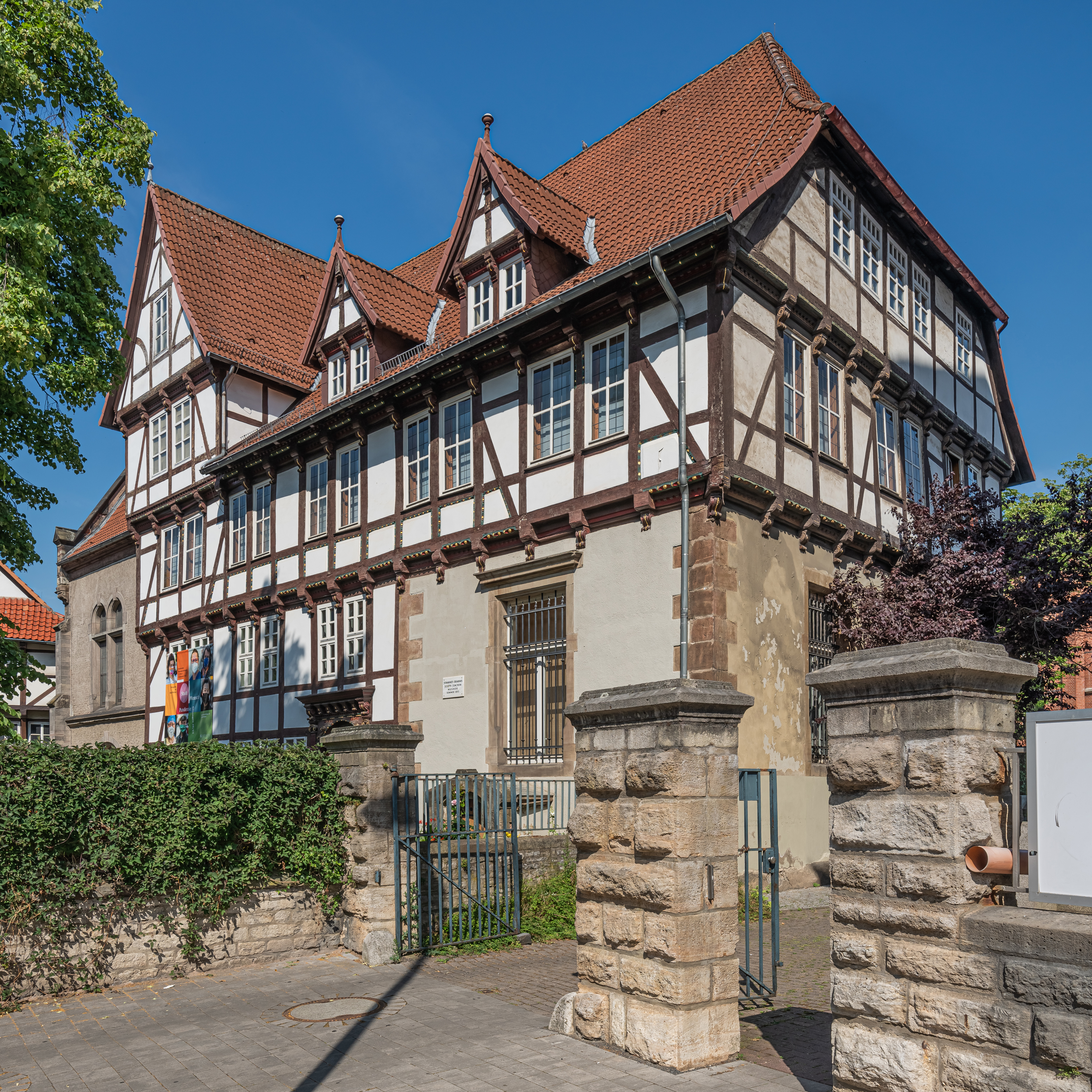
Städtisches Museum im Hardenberger Hof am Ritterplan

Der von der alten Stadtbefestigung zunächst geschützte Bereich umfasste den Markt, das heutige alte Rathaus, die beiden Hauptkirchen St. Johannis und St. Jacobi, die kleinere St.-Nikolai-Kirche, sowie die wichtigsten Verkehrswege Weender, Groner und Rote Straße. Außerhalb dieser Befestigung, vor dem inneren Geismarer Tor, lag noch das alte Dorf, das danach Geismarer altes Dorf genannt wurde, mit der Kirche St. Albani. Das Dorf gehörte im Hochmittelalter nur zu Teilen zum welfischen Herrschaftsbereich und konnte deswegen nicht an den städtischen Privilegien und am Schutz durch die Stadtmauer teilhaben.
Geschützt wurde die Stadt zunächst durch Wälle, spätestens Ende des 13. Jahrhunderts durch Mauern auf den Wällen. Von dieser alten Stadtbefestigung ist nur in der Turmstraße der Mauerturm sowie ein Teil der Mauer erhalten. Das damals befestigte Areal umfasste maximal 600 mal 600 m, etwa 25 ha, und war damit zwar kleiner als Hannover, jedoch größer als die benachbarten welfischen Städte Northeim, Duderstadt und Münden. Die Genehmigung zur Errichtung des Walls wurde 1362 von Herzog Ernst von Braunschweig-Göttingen erteilt, der Bau zog sich schließlich über 200 Jahre hin. Nimmt man die von den Landesfürsten angeordnete Anlage von Außenwerken und die notwendigen Instandsetzungsarbeiten und späteren Verbesserungen hinzu, summiert sich die Bauzeit auf insgesamt 400 Jahre. Gewaltige Geldsummen und Anstrengungen waren nötig, um den Wall in einem solchen Zustand zu errichten, wie er auf alten Stichen und Plänen zu sehen ist. Zunächst bildete er einen einfachen Graben mit niedrigem Aufwurf, welcher durch Zäune und Knicks, später mittels Planken und einer niedrigen gemauerten Brustwehr verstärkt wurde. In ihrem Endzustand besaß der Wall eine starke Stützmauer und Brustwehr, einen breiten, aus einer Kette von Teichen zusammengesetzten Festungsgraben, mindestens 30 am Außenrand der Wälle errichtete Türme sowie eine Reihe von Schanzen und Außenbastionen. Vier Haupttore entstanden im Kontext zu den jeweiligen Toren der alten Stadtmauer und wurden als äußere Tore bezeichnet.
Der südlich der Mauern fließende Bach Gote wurde um diese Zeit durch einen Kanal mit der Leine verbunden. Der danach Leinekanal genannte Wasserlauf der Leine führte wesentlich mehr Wasser in und durch die Stadt hindurch.
Im Zuge der welfischen Erbteilungen erhielt 1286 Herzog Albrecht der Feiste die Herrschaft über Südniedersachsen. Er wählte Göttingen zu seinem Herrschaftssitz und zog in die in der nördlichen Altstadt befindliche Burg, das Ballerhus (auch Bahlrhus) ein. Von diesem wurde außerhalb der Mauern im Westen auf der gegenüberliegenden Seite des Leinekanals eine Neustadt, ein beidseitig bebauter Straßenzug von nur etwa 80 m Länge, noch vor 1300 angelegt. Albrecht beabsichtigte mit der Neugründung ein Gegengewicht zur wirtschaftlich und politisch schnell wachsenden Stadt zu schaffen, um von diesem Stützpunkt aus seine Macht neu zu festigen. Der Herzog konnte das aufstrebende Göttingen jedoch nicht daran hindern, sich nach Westen weiter auszudehnen, da es dem Göttinger Rat gelang, der Neustadt alle Entwicklungsmöglichkeiten zu verbauen. Nachdem sich das Projekt schlecht entwickelte, kaufte der Rat der Stadt Göttingen diese unangenehme Konkurrenzgründung im Jahre 1319 für nur 300 Mark auf. Im Süden an die Neustadt wurde zunächst als Pfarrkirche der Neustadt die St.-Marien-Kirche errichtet, die im Jahre 1318 mitsamt den angrenzenden Höfen dem Deutschen Ritterorden übertragen wurde.
Am Rande der Altstadt wurden zudem im späten 13. Jahrhundert zwei Klöster gegründet. Im östlichen Teil der Altstadt, auf dem Gelände des heutigen Wilhelmsplatzes, wurde zunächst ein Franziskanerkloster errichtet. (→ eigener Artikel: Franziskanerkloster Göttingen) Nach Angaben des späteren Stadtchronisten Franciscus Lubecus sollen sich die Brüder des 1210 gegründeten Franziskanerordens seit 1268 dort angesiedelt haben, möglicherweise aber auch bereits 1246. 1306 wurde wahrscheinlich die Kirche des Barfüßerklosters („Barfüßerkirche“) geweiht, von der ein 1424 entstandenes Altarretabel erhalten ist. Der Konvent gehörte zunächst zur Kölnischen Franziskanerprovinz (Colonia); 1462 wurde er von der Ordensleitung gezwungen, die Ordensregeln der Observanz anzunehmen, und der Sächsischen Franziskanerprovinz (Saxonia) zugewiesen. Das Kloster bestand bis 1533, nachdem es dort ab 1529 zu einem teilweise gewalttätigen Konflikt zwischen dem Stadtrat, der Bevölkerung und den Franziskanern gekommen war. Der frühere Provinzial der Saxonia, Andreas Grone (Fricke), wurde vom Rat 1531 wegen „aufwiegelnder Reden“ aus der Stadt vertrieben. Am 23. Juli 1533 verließen alle Ordensbrüder auf Druck des Rates hin in einer feierlichen Prozession die Stadt. Ihre Bibliothek mit rund 450 bis 500 Bänden wurde 1545 aufgelöst. Da die Franziskaner als Ausdruck ihrer Armut und Demut keine Schuhe trugen, wurde ihr Orden im Volksmund Barfüßer genannt; daher erhielt die zum Kloster führende Straße ihren heutigen Namen Barfüßerstraße. Ausgrabungen am Wilhelmsplatz förderten im Jahr 2015 zahlreiche Skelette zutage, bei denen es sich um bestattete Franziskanerbrüder handelte. Im Dreißigjährigen Krieg versuchten die Franziskaner ab 1628, geschützt von der katholisch-kaiserlichen Besatzung, ihr Kloster in Göttingen zu reaktivieren und gerieten dabei in Konkurrenz zu den Minoriten; mit Hilfe von Kaiser Ferdinand II. und Nuntius Aloisius Carafa konnten sich die Franziskaner durchsetzen. Bereits im Februar 1632 mussten sie jedoch aus Göttingen fliehen und das Kloster aufgeben, nachdem die Stadt von protestantischen Truppen zurückerobert worden war.
Im Jahre 1294 gestattete Albrecht der Feiste den Dominikanern im Papendiek, am Leinekanal gegenüber der Neustadt, ein Kloster zu gründen, als dessen Klosterkirche die 1331 geweihte Paulinerkirche diente.
Juden wurden im späten 13. Jahrhundert in der Stadt angesiedelt. Unter dem Datum des 1. März 1289 erteilten die Herzöge zu Braunschweig und Lüneburg dem Göttinger Rat die Erlaubnis, den Juden Moses in der Stadt aufzunehmen. Die Juden wohnten hauptsächlich in der Nähe der St.-Jacobi-Kirche in der heutigen Jüdenstraße. In Göttingen war die Geschichte der Juden schon im Mittelalter von großem Leid geprägt. Nachdem im Jahre 1369/1370 Herzog Otto III. der Stadt das Recht der Gerichtsbarkeit über die Juden abgetreten hat, kam es hier immer wieder zu blutigen Pogromen und Vertreibungen. Von 1460 bis 1599 wohnten über 100 Jahre überhaupt keine Juden in Göttingen.
Das 14. und das 15. Jahrhundert bildeten für Göttingen eine Blütezeit wirtschaftlicher Machtentfaltung, von der die Werke der Baukunst Zeugnis ablegen. In der ersten Hälfte des 14. Jahrhunderts begann der Neubau der St.-Johannis-Kirche als gotische Hallenkirche. Ab 1330 ersetzte ein gotischer Bau die kleinere St.-Nikolai-Kirche. Nach dem Abschluss der Arbeiten an der St.-Johannis-Kirche wurde in der zweiten Hälfte des 14. Jahrhunderts mit dem Neubau der St.-Jacobi-Kirche begonnen. In den Jahren nach 1366 entstanden wesentliche Teile des (jetzigen alten) Rathauses. Die heutige Gestalt des Gebäudes erhielt es in Grundzügen erst um die Mitte des 15. Jahrhunderts.
In den Jahren um 1360 wurde zudem der Befestigungsring um die Stadt neu abgesteckt und umfasste nunmehr die Neustadt und das Alte Dorf. Im Zuge dieser Baumaßnahmen wurden die vier Stadttore weiter nach außen verlegt und das Gebiet der Stadt wuchs auf ein Areal von etwa 75 ha. Ab 1380 entstand im Umland die weiträumige Göttinger Landwehr mit zunächst zwei unregelmäßigen Ringen um die Stadt.

### Wachstum und Selbständigkeit
Nach dem Tode Albrecht des Feisten 1318 kam Göttingen über Otto den Milden († 1344) an Herzog Ernst I. († 1367). Das von ihm regierte Fürstentum Göttingen bildete ein Teilfürstentum im Herzogtum Braunschweig-Lüneburg. Das Fürstentum Göttingen war das wirtschaftlich ärmste der welfischen Fürstentümer. Unter Ernsts Nachfolger, Otto I. († 1394), gelang es Göttingen, seinen Status als autonome Stadt weiter zu festigen. Otto I., der Quade (der Bösewicht) genannt, wird als markanter Vertreter des damaligen Rittertums beschrieben, dessen Hass den Städten galt, deren aufblühende Macht ihm ein Dorn im Auge war. Dementsprechend stand seine Herrschaft ununterbrochen im Zeichen von Fehden und außenpolitischen Konflikten. Obwohl die Stadt Göttingen anfangs heftig von ihm bedrängt wurde, gelang es ihm letztlich nicht, die Landesherrschaft weiter auszubauen, wovon die Selbständigkeit Göttingens profitierte. Das vor den Toren der Stadt gelegene herzogliche Landgericht am Leineberg geriet unter Göttinger Einfluss und wurde 1375 von Otto an die Stadt verpfändet. Es gelang der Stadt, neben der Erlangung der gerichtsherrschaftlichen Rechte, grundherrschaftliche Rechte von Otto zu erwerben. Im April 1387 erreichten die Auseinandersetzungen zwischen der Stadt und Otto ihren Höhepunkt: Die Göttinger erstürmten die herzogliche Burg innerhalb der Stadtmauern, im Gegenzug verwüstete Otto Dörfer und Ländereien in der Umgebung. Die Bürger konnten jedoch im Juli in einer offenen Feldschlacht unter dem Stadthauptmann Moritz von Uslar zwischen Rosdorf und Grone einen Sieg über die fürstliche Streitmacht erringen. Otto musste danach im August 1387 die Freiheit der Göttinger Güter in der Umgebung anerkennen. Insofern markiert das Jahr 1387 einen wichtigen Einschnitt in der Geschichte der Stadt. Nach Ottos Tod konnte Göttingen unter dessen Nachfolger Otto Cocles (der Einäugige) seine Autonomie weiter ausbauen, nicht zuletzt, weil mit Otto Cocles das Haus Braunschweig-Göttingen ausstarb und die offene Erbfrage sowie seine vorzeitige Abdankung 1435 zu einer weiteren Destabilisierung der landesherrschaftlichen Macht führten.
Das Verhältnis zur welfischen Landesherrschaft war in der Folgezeit bis zum Ende des 15. Jahrhunderts durch eine ständige und erfolgreiche Zurückdrängung des landesherrlichen Einflusses auf die Stadt gekennzeichnet. Auch wenn Göttingen offiziell keine Freie Reichsstadt war, sondern stets den Braunschweiger Herzögen untertan blieb, so konnte es sich doch eine bedeutende Selbständigkeit erkämpfen und wurde teilweise in Urkunden unter den Reichsstädten geführt und zu besonders wichtigen Reichstagen geladen.
Nach diversen weiteren dynastischen Teilungen und Herrschaftswechseln, die mit dem Tode Otto Cocles’ (1463) einsetzten, erhielt Erich die Herrschaft über das zusammengelegte Fürstentum Calenberg-Göttingen. Die Stadt verweigerte zunächst dem neuen Herrscher die Huldigung, woraufhin Erich 1504 bei König Maximilian eine Reichsacht gegen Göttingen erwirkte. Die andauernden Spannungen führten zu einer wirtschaftlichen Schwächung der Stadt, so dass die Stadt letztendlich 1512 die Huldigung leistete. Schon bald darauf zeichnete sich das Verhältnis zwischen Erich und der Stadt durch eine eigenartige Friedfertigkeit aus, die darauf zurückgeführt wird, dass Erich finanziell auf die Stadt angewiesen war.
Grundlage für den politischen und allgemeinen Aufschwung Göttingens im Spätmittelalter war die wachsende wirtschaftliche Bedeutung der Stadt. Diese beruhte vor allem auf der verkehrsgünstigen Lage im Leinetal an einem alten und wichtigen Nord-Süd-Handelsweg. Dieser begünstigte den heimischen Wirtschaftszweig, die Wollweberei in Göttingen. Neben den Leinenwebern, die zwar zum inneren Kreis der Göttinger Gilden gehörten, allerdings im sozialen Ansehen am unteren Ende rangierten, siedelten sich in der Neustadt die Wollenweber an. Die dort verarbeitete Wolle kam hauptsächlich aus der Umgebung der Stadt; teilweise standen hier bis zu 3000 Schafe und 1500 Lämmer. Die Wolltücher wurden erfolgreich bis nach Holland und über Lübeck exportiert. Ab 1475 wurde mit der Anwerbung neuer Fachkräfte die heimische Tuchproduktion ausgebaut. Diese so genannten neuen Wollenweber brachten neue, bisher nicht angewandte Techniken mit nach Göttingen und festigten die Stellung der Stadt als exportorientierte Tuchmacherstadt für drei Generationen. Erst gegen Ende des 16. Jahrhunderts, als mit den billigen englischen Tüchern kaum noch konkurriert werden konnte, kam es zum Niedergang des Göttinger Tuchmachergewerbes.
Von der guten Verkehrslage zwischen den bedeutenden Handelsstädten Lübeck und Frankfurt am Main profitierten die Göttinger Kaufleute. Der Göttinger Markt erreichte überregionale Bedeutung. Viermal im Jahr kamen zum Jahrmarkt fremde Händler in großer Zahl nach Göttingen. Die Kaufleute, die den Fernhandel als Zulieferer für den Göttinger Markt und als Transithändler im überregionalen Geschäft betrieben, besaßen in Göttingen die großen Vermögen.
Göttingen trat der Hanse bei. Die erste Ladung der Stadt zum Hansetag wird auf 1351 datiert. Das Verhältnis zur Hanse blieb jedoch weitgehend distanziert. Als Binnenstadt nutzte Göttingen zwar gerne das funktionierende Wirtschaftsnetz der Hanse, wollte sich aber nicht in die Politik des Gesamtverbandes verwickeln lassen. Zahlendes Mitglied wurde Göttingen erst 1426, und 1572 folgte bereits der endgültige Austritt aus der Hanse.

### Reformation und Dreißigjähriger Krieg

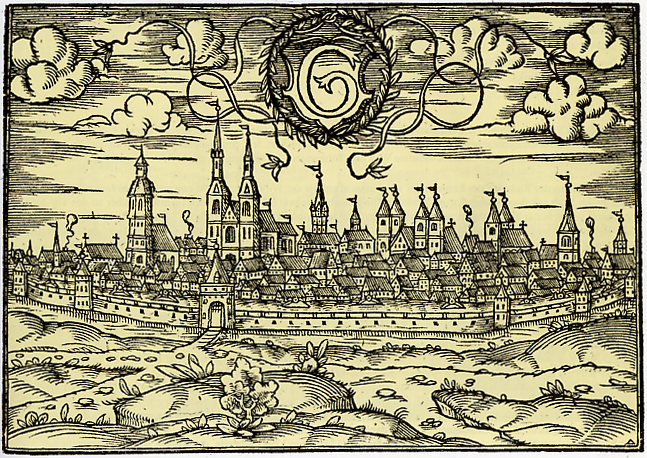
Ansicht der Stadt von Westen (Holzschnitt aus dem Jahr 1585)

Das 16. Jahrhundert begann in Göttingen mit wirtschaftlichen Problemen, die schließlich zu Spannungen führten. Zum offenen Konflikt zwischen Handwerksgilden und Rat, der im Wesentlichen von der Schicht der Kaufleute gestellt wurde, kam es 1514, als der Rat zur Haushaltssanierung neue Steuern erlassen wollte. Am 6. März 1514 stürmten die Gilden das Rathaus, setzten den Rat kurzerhand gefangen und jagten ihn anschließend aus der Verantwortung. Der Rat konnte zwar mit Hilfe von Herzog Erich I. seine alte Stellung wieder zurückgewinnen, der Konflikt schwelte jedoch weiter und bildete damit den Nährboden für die Einführung der Reformation in Göttingen.
Die Reformation, die infolge von Martin Luthers Thesenanschlag 1517 und dem Reichstag zu Worms im Jahre 1521 nach und nach weite Teile Deutschlands und insbesondere die großen Städte ergriffen hatte, schien jedoch zunächst an Göttingen vorbeizugehen. Selbst als der Bauernkrieg 1524/25 durch Deutschland tobte, blieb es in Göttingen ruhig. Erst 1529, also zwölf Jahre nach Luthers Thesenanschlag, kam in Göttingen die Reformation auf. Anlass dazu war zunächst eine Szene ganz mittelalterlicher Prägung: eine Bartholomäus-Prozession. Derartige Prozessionen waren in den großen Städten Deutschlands in diesen Zeiten selten geworden. Das alte Kirchenwesen war in Göttingen bis zu diesem Zeitpunkt jedoch noch unbestritten. Der Umbruch wurde von den neuen Wollenwebern eingeleitet, jenem Personenkreis also, der erst ab 1475 in Göttingen angesiedelt war, und insofern dem neuen Gedankengut offener gegenüberstand als die Alteingesessenen, also gewissermaßen das progressive Element in der Stadt bildete. Diese neuen Wollenweber hatten eine Gegendemonstration zu der Bartholomäus-Prozession formiert und die Prozession auf der Groner Straße mit Luthers Choral „Aus tiefer Not schrei ich zu dir“ empfangen sowie den Zug mit weiteren christlichen Psalmen und Spottliedern begleitet. Über den religiösen Aspekt hinaus stellten damit die neuen Wollenweber zugleich das in der Stadt bestehende Herrschaftssystem in Frage.
Nunmehr drängten sich die Ereignisse, der vorherigen Verspätung folgte eine überraschende Beschleunigung des Umbruchs: Mit dem ehemaligen Rostocker Dominikaner Friedrich Hüventhal war jetzt ein evangelischer Prediger in der Stadt. Dieser gewann zunehmend an Einfluss, hielt eine öffentliche Predigt auf dem Marktplatz und konnte schließlich nach kontroversen Verhandlungen mit dem Rat gegen den Willen der Paulinermönche in der Paulinerkirche am 24. Oktober 1529 den ersten regulären evangelischen Gottesdienst in Göttingen feiern. Dieser Ort musste gewählt werden, da der Rat der Stadt Göttingen anfangs noch keine Verfügungsgewalt über die Pfarrkirchen in der Stadt hatte. Diese unterstanden der Verfügungsgewalt des Herzogs Erich I. Dieser hing noch dem alten Glauben an und wollte evangelische Predigten in den ihm unterstellten Pfarrkirchen nicht zulassen. Erich I. war bereits 1525 dem Dessauer Bund, einem antiprotestantischen Bündnis norddeutscher Staaten, beigetreten, und sah durch die Einführung der Reformation in der größten Stadt in seinem Fürstentum Calenberg-Göttingen das Verhältnis zwischen der Stadt und ihrem Landesherrn empfindlich gestört. Nachdem die Göttinger mit einem abschließenden Rezess am 18. November 1529 die Kirchenreform und politische Neuerungen zusammenfassten, reagierte Erich prompt und schroff. Er wandte sich an die Stadt in der harten Form eines Fehdebriefes. Hüventhal, der in der reformatorischen Bewegung der Stadt nicht mehr unumstritten war, musste daraufhin die Stadt verlassen. Dies bedeutete jedoch nicht das Ende der Reformation in Göttingen, die Göttinger holten den gemäßigteren Prediger Heinrich Winkel aus Braunschweig in die Stadt. Um diese Zeit wurde Johann Bruns einer der bestimmenden Köpfe der Göttinger Kirchenpolitik. Schon vorher hatte er als Pfarrer von Grone als einer der ersten in der Region lutherisch gepredigt; später wurde er Syndicus der Stadt. Nachdem der Rat der Stadt die Pfarrkirchen, in denen nicht lutherisch gepredigt werden durfte, hatte schließen lassen, wurde am Palmsonntag des Jahres 1530 die neu ausgearbeitete Kirchordnung Göttingens verlesen, die der Göttinger Reformation den Abschluss gab. Die Kirchenordnung wurde Martin Luther zur Korrektur und Absegnung vorgelegt und erschien 1531 in einer Wittenberger Druckerei mit einem zustimmenden Vorwort des Reformators.

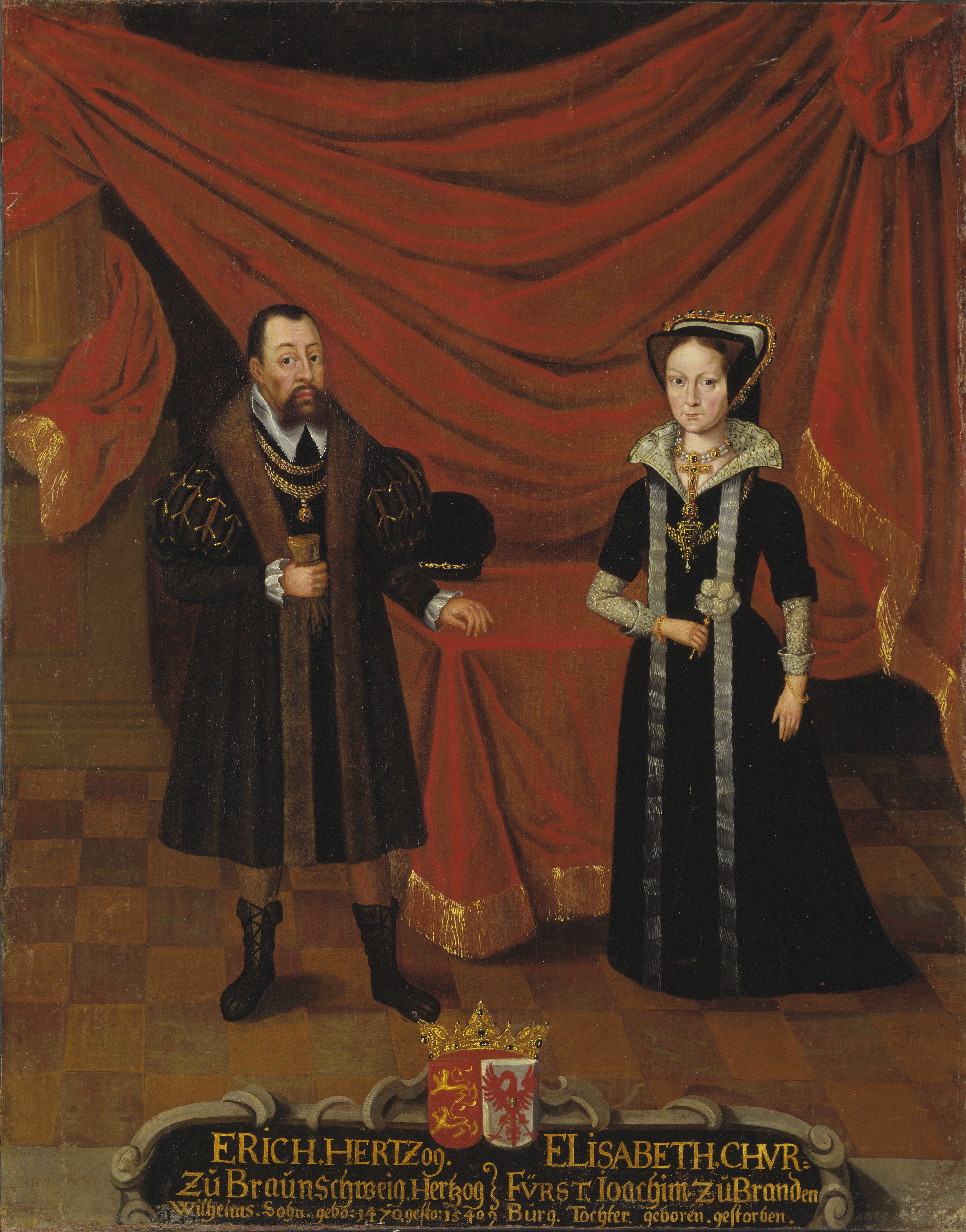
Erich I. mit seiner zweiten Frau Elisabeth um 1530

Nach dem Abschluss der Reformation durch die neue Kirchenordnung spitzte sich die Situation nochmals zu. Herzog Erich I. erlangte auf dem Landtag zu Moringen die Unterstützung der Stände für die Forderung an die Stadt, zur alten Kirche zurückzukehren. Göttingen seinerseits tat einen Schritt in die Reichspolitik hinein und entschloss sich am 31. Mai 1531, dem Schmalkaldischen Bund beizutreten, einem Zusammenschluss der protestantischen Reichsstände zur Verteidigung ihres Glaubens.
Im April 1533 gelang es der Stadt, sich mit dem Herzog ins Benehmen zu setzen und in einem Vertrag die Kontroverse auszuräumen. Daran nicht unbeteiligt war Erichs Frau Elisabeth von Brandenburg, die selbst 1538 öffentlich zum evangelischen Glauben übertrat. Nach Erichs Tod im Jahre 1540 übernahm sie die vormundschaftliche Regierung für ihren Sohn Erich II. und begann von ihrer Leibzucht Münden aus, im Fürstentum Calenberg-Göttingen die Reformation durchzusetzen. Elisabeth machte den Pfarrer Anton Corvinus aus dem hessischen Witzenhausen zum Superintendenten für das Fürstentum und ließ von diesem die Calenberger Kirchenordnung ausarbeiten, die 1542 in Druck ging.
Nach der Niederlage der Protestanten im Schmalkaldischen Krieg 1548 mussten diese das Augsburger Interim hinnehmen. Wie in vielen Teilen des Reiches fiel dies den Göttingern schwer und sie weigerten sich, dieses durchzusetzen. Herzog Erich II. kehrte nach längerer Abwesenheit wieder in sein Fürstentum zurück, trat 1549 zum katholischen Glauben über und begann – sehr zum Leidwesen seiner Mutter – das Interim durchzusetzen. In Göttingen führte dies dazu, dass die Stadt ihren Superintendenten Mörlin, der sich zu harsch gegen das Interim und gegen den Herzog gewandt hatte, entlassen musste. In dieser Entlassung kann ein erster Schritt zur Beseitigung der städtischen Autonomie im Kirchenwesen und in anderen Bereichen der Selbstverwaltung im späten 16. und im 17. Jahrhundert gesehen werden.
Nachdem im Augsburger Reichs- und Religionsfrieden 1555 den Reichsständen das Recht zugesprochen wurde, das Bekenntnis ihrer Untertanen zu bestimmen, versprach Erich II., obwohl er dem katholischen Glauben treu blieb, das Fürstentum bei der Kirchenordnung von 1542 und bei der evangelischen Lehre zu belassen. Der Rat der Stadt Göttingen unterzeichnete 1580 die lutherische Konkordienformel von 1577.
Nach dem Tode Erichs II. 1584, der keinen männlichen Nachfolger hinterließ, fiel das Fürstentum an Herzog Julius von Wolfenbüttel, wodurch das Fürstentum Calenberg-Göttingen wieder an das Fürstentum Braunschweig-Wolfenbüttel gelangte. Göttingen, das schon 1582 durch den Verlust der umgebenden Leinedörfer an die Herzöge an Einfluss verloren hat, musste neben dem wirtschaftlichen Niedergang, der nunmehr einsetzte, 1597, 1611 und zuletzt 1626 mehrere Pestausbrüche verkraften.

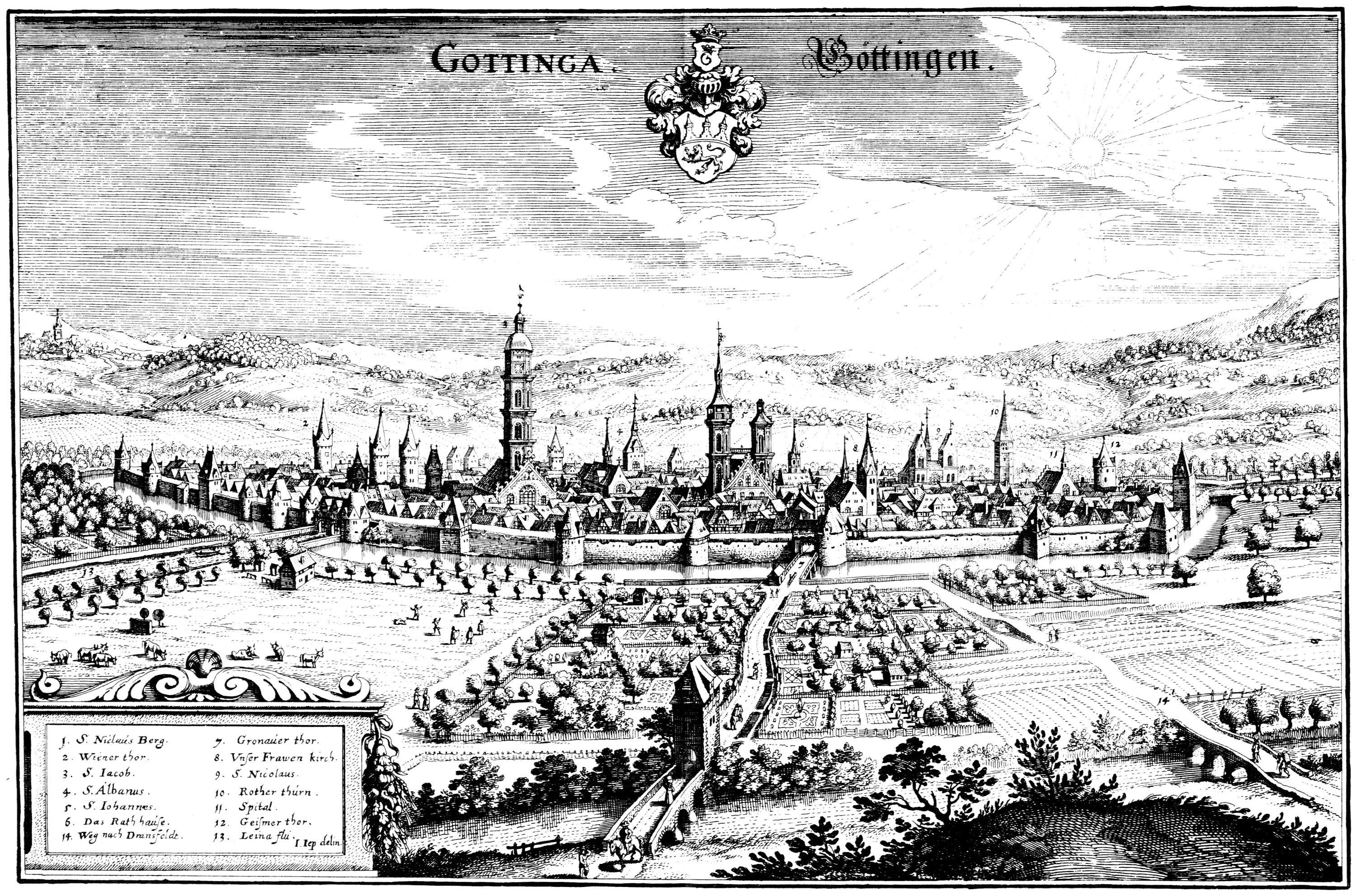
Göttingen im Jahre 1641

Im Jahre 1623 wurde Göttingen erstmals in den 1618 ausgebrochenen Dreißigjährigen Krieg einbezogen. Göttingen war von den kämpfenden Heeren umgeben und musste auf Drängen des Landesherren Friedrich Ulrich von Braunschweig-Wolfenbüttel vorübergehend eine Garnison aufnehmen. Dessen Bruder Christian, genannt der tolle Halberstädter, hatte den niedersächsischen Reichskreis, zu dem Göttingen gehörte, mit in den Krieg gezogen. 1625 begann Göttingen mit Genehmigung des Landesherrn, die Befestigungsanlagen auszubauen. Diese sollte die Stadt brauchen, denn schon im Herbst 1625 belagerte der kaiserliche Feldherr Albrecht von Wallenstein die Stadt und stellte Proviant- und Quartierwünsche. Wallenstein zog weiter und gab sich damit zufrieden, die gesamte Göttinger Kuhherde von etwa 1000 Stück Vieh als Beute davon zu führen. Göttingen strengte seine Verteidigungsvorbereitungen an, doch schon kurz darauf stand Tilly, der Feldherr der katholischen Liga, im Sommer 1626 vor der Stadt, nachdem er kurz zuvor im benachbarten Münden ein Blutbad angerichtet hatte. Tilly ließ Göttingen angeblich fünf Wochen lang beschießen und die Leine durch Harzer Bergleute umleiten, so dass die Stadt Tilly am 3. August 1626 die Tore öffnen musste. Tilly nahm Residenz in der Weender Straße 32, dem Kommandantenhaus. Nach dem Siege Tillys in der Schlacht bei Lutter am Barenberge über die dänischen Truppen konnte dieser seine Position in Niedersachsen sichern und Göttingen blieb von kaiserlich-katholischen Truppen besetzt. Göttingen litt sehr unter der Besatzung und den für die Stadt unerträglichen Kontributionslasten, woraufhin ein großer Teil der Bevölkerung die Stadt verließ und bis zu 400 Häuser leer standen. Erst sechs Jahre später änderten sich die Machtverhältnisse, und nach dem Sieg der Schweden über Tilly in der Schlacht bei Breitenfeld 1631 wurde Göttingen von schwedischen und weimarischen Truppen unter Wilhelm von Weimar für die evangelische Seite zurückerobert. Göttingen wurde im Herbst des Jahres 1632 zwar nochmals von Pappenheimer Truppen bedroht, anschließend war die Stadt aber fest in der Hand protestantischer Truppen. Dies bedeutete für die Stadt jedoch zunächst keine Besserung der Verhältnisse, die Besatzung lastete weiterhin schwer auf der Zivilbevölkerung.
1634 erlosch mit dem Tode Friedrich Ulrichs das Mittlere Haus Braunschweig. Göttingen fiel nach der abermaligen welfischen Erbteilung an Georg von Braunschweig und Lüneburg-Calenberg, der Hannover zu seiner Residenz wählte. Nach dessen Tod 1641 musste Göttingen unter Herzog Christian Ludwig die letzte große Belagerung durch kaiserliche Truppen unter Piccolomini ertragen. Anschließend war der Krieg für Göttingen zwar zu Ende, die Stadt hatte aber noch lange Jahre die Last der Garnison und der Kriegskosten zu tragen.

### Wiederaufstieg als Universitätsstadt

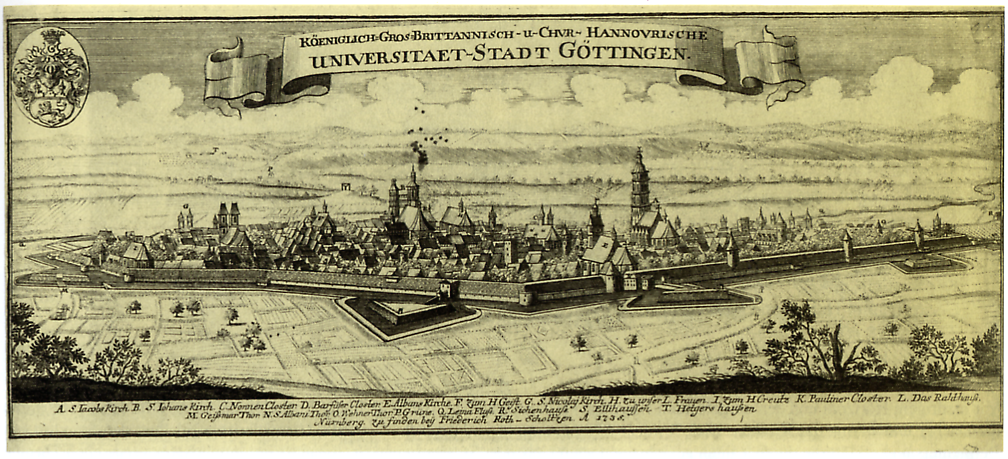
Ansicht der Stadt von Südosten. Das Schriftband des 1735 entstandenen Kupferstichs betont die neue Bedeutung der Stadt durch die Universitätsgründung.

Nach dem Dreißigjährigen Krieg setzte sich der wirtschaftliche Niedergang der Stadt weiter fort. Der Export von Tuchen und Leinwand war fast völlig zusammengebrochen. Die Einwohnerzahl, die im Jahre 1400 noch 6000 Personen betrug, sank um 1680 auf unter 3000. Dem wirtschaftlichen Niedergang folgte der politische. Die Vorherrschaft der Gilden in Rat und Bürgerschaft wurde abgelöst durch die Herrschaft des Landesherrn. Herzog Ernst August erreichte es 1690, dass durch den so genannten Stadtrezess der Rat faktisch in ein fürstliches Verwaltungsorgan umgestaltet wurde. Außenpolitisch änderte sich die Situation. Das Fürstentum Braunschweig-Calenberg, zu dem Göttingen seit 1634 gehörte, wurde unter Herzog Ernst August im Jahre 1692 von Kaiser Leopold I. zum Kurfürstentum ernannt. Die nunmehr Kurfürsten von Braunschweig-Lüneburg (Kurhannover) waren ab 1714 zugleich in Personalunion König von Großbritannien. Ernst Augusts Sohn, Kurfürst Georg Ludwig von Hannover, sollte als Georg I. den britischen Thron besteigen.
Das Kurfürstentum Braunschweig-Lüneburg, das sich zu einer territorialen Macht in der Mitte Deutschlands zu entwickeln begann, verfügte bis dahin über keine eigene Universität. Es wurde daher beschlossen, eine Universität neu zu gründen, die der Ausbildung der im Land benötigten Theologen, Juristen und Ärzte dienen sollte. Die kurhannoversche Landesregierung entschied, diese in Göttingen anzulegen. Für Göttingen sprach unter anderem, dass sich in der Stadt bereits das Pädagogium als städtisches Gymnasium im ehemaligen Paulinerkloster gab, dessen Gebäude als Keimzelle der neuen Universität fungieren konnten. Gleichzeitig unternahm die Stadt Göttingen ab 1733 erhebliche bauliche Anstrengungen zur Aufnahme der geplanten Universität, unter anderem für benötigte Wohnungen und zur Verbesserung des Stadt- und Straßenbildes.
Während der Regierungszeit Georgs II. August von Großbritannien, der der Universität ihren Namen gab, konnte 1734 der Lehrbetrieb der Georg-August-Universität eröffnet werden. Im Jahre 1737 folgte die feierliche Einweihung. Der schnelle Erfolg, den die Neugründung hatte, ist nicht zuletzt auf das Engagement des ersten Kurators der Universität, Gerlach Adolph von Münchhausen, zurückzuführen. Die Universität brachte neuen Aufschwung in die Stadt und beförderte das Bevölkerungswachstum. Durch intensive Bautätigkeit veränderte sich rasch das Gesicht der Stadt. Ein repräsentatives Beispiel für das Selbstbewusstsein Göttinger Neubürger verkörpert das kurz nach der Universitätsgründung errichtete barocke Grätzelhaus in der Goethe-Allee. Neue Wohnungen, Gaststätten und Speiselokale sowie Herbergen wurden eröffnet (siehe Londonschänke). Um das kulturelle Angebot für die Professoren und Studenten zu verbessern, wurde ein Universitätsreitstall errichtet. Göttingen erhielt in der Folgezeit in ganz Europa und in Übersee einen Ruf als Ort der Wissenschaft, viele berühmte Gelehrte kamen in die Stadt und wirkten dort. Das hohe Ansehen der Universität beruhte nicht zuletzt auf der klugen Anschaffungspolitik der neu gegründeten Universitätsbibliothek. Zudem wurde 1751 die Königliche Societät der Wissenschaften in Göttingen, die spätere Akademie der Wissenschaften zu Göttingen gegründet, die die Göttingischen Anzeigen von Gelehrten Sachen herausgab, eine schnell international bekannt gewordene Zeitschrift für Informationen über wissenschaftliche Neuerungen.
Der Siebenjährige Krieg bedeutete für Göttingen zwischen 1757 und 1762 neue Besatzungen. Die französische Armee quartierte sich ein, die Universität erhielt jedoch ihren Lehrbetrieb aufrecht. Nach dem Krieg wurden in Göttingen die Stadtwälle geschleift, aus dem Stadtwall wurde eine Promenade. Die insofern entmilitarisierte Universitätsstadt konnte sich wieder voll dem Universitätsbetrieb widmen und trat in ihre Blütezeit ein.

### Von Napoleon bis 1866

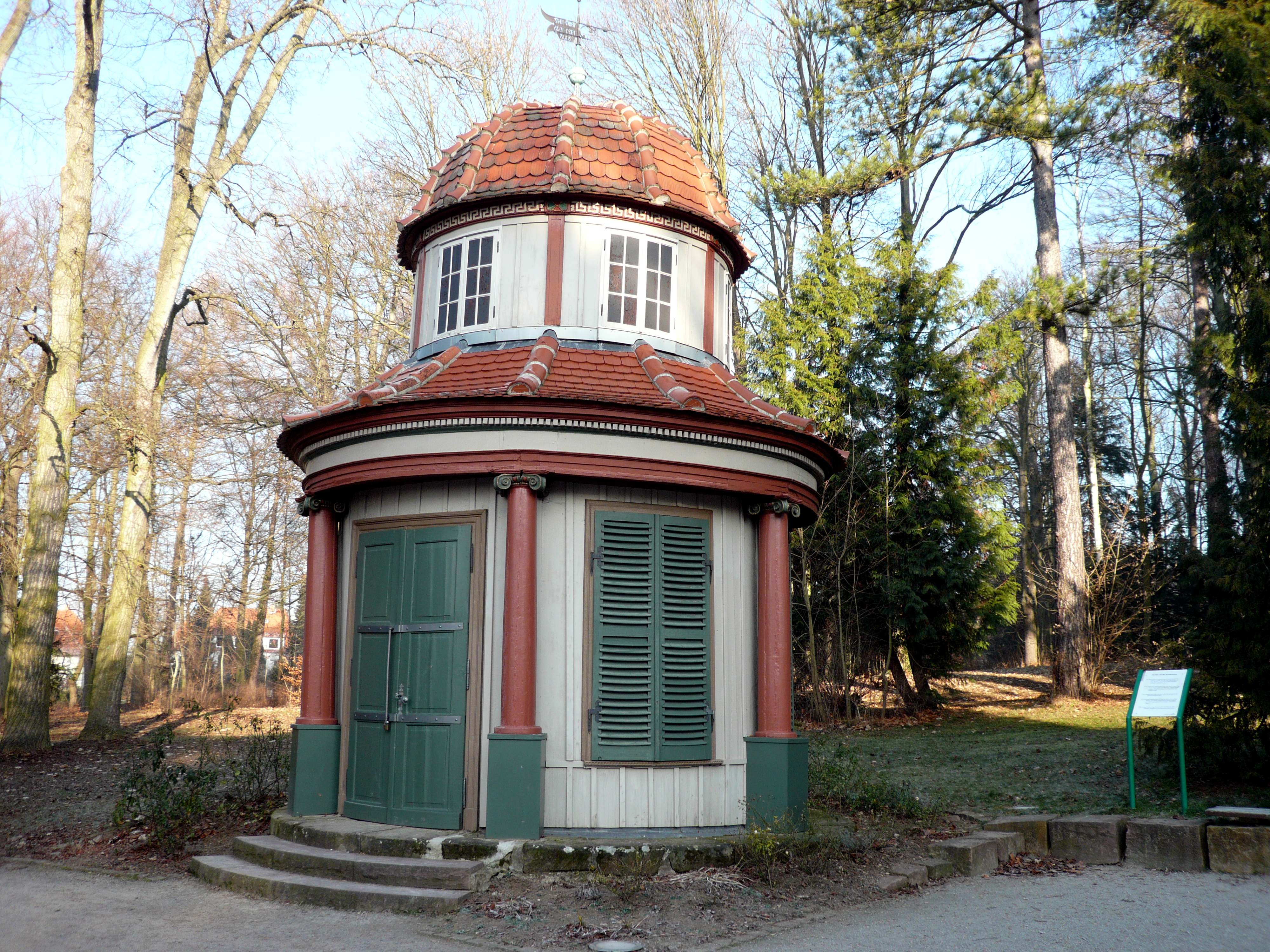
Der nach Jérôme Bonaparte benannte Jérôme-Pavillon auf der Göttinger Schillerwiese, in dem er sich des Öfteren in weiblicher Begleitung aufgehalten haben soll

In den von Napoléon Bonaparte geführten Kriegen wurde das Kurfürstentum Hannover 1803 kampflos von französischen Truppen besetzt. Göttingen selbst blieb von Besatzungen und anderen Belastungen verschont. Dies mag mit dem hohen Ansehen der Universität zu tun haben. Kurzfristig wurde Hannover 1805 Preußen zugesprochen. Göttingen wurde daraufhin von preußischen Truppen besetzt. Nach dem Frieden von Tilsit im Jahre 1807 verschwand das Kurfürstentum Hannover von der Landkarte. Göttingen wurde Teil des Königreichs Westphalen mit der Residenzstadt Kassel unter Napoléons Bruder Jérôme Bonaparte. Im Königreich Westphalen war Göttingen Hauptstadt des Leine-Departements, das sich zeitweise bis nach Rinteln erstreckte. Göttingen wurde dadurch Sitz mehrerer Behörden und Gerichte mit Zentralfunktion, die Präfektur hatte ihren Sitz im Michaelishaus. Die Fremdherrschaft wurde mit der Zeit nicht als bedrückend angesehen. Die Studentenzahlen stabilisierten sich nach einem anfänglichen Rückgang, und Göttingen passte sich der französischen Herrschaft an, die bis 1813 dauerte. Nach dem Zusammenbruch der französischen Herrschaft in Deutschland wurde das Kurfürstentum Hannover zum Königreich erhoben. Göttingen gehörte ab 1823 zur Landdrostei Hildesheim, der neu gebildeten Zwischenbehörde.

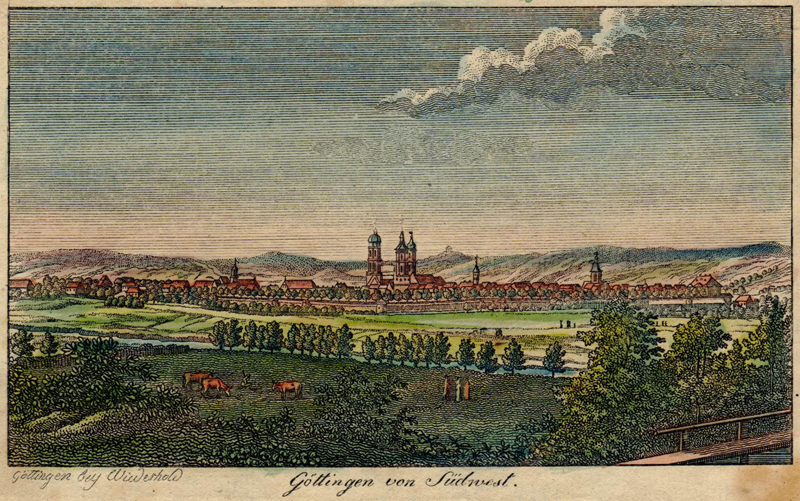
Göttingen um 1810

Im Jahr 1807 wurde Carl Friedrich Gauß Leiter der Sternwarte der Universität; er zählt zu den weltweit angesehensten Mathematikern und Physikern.

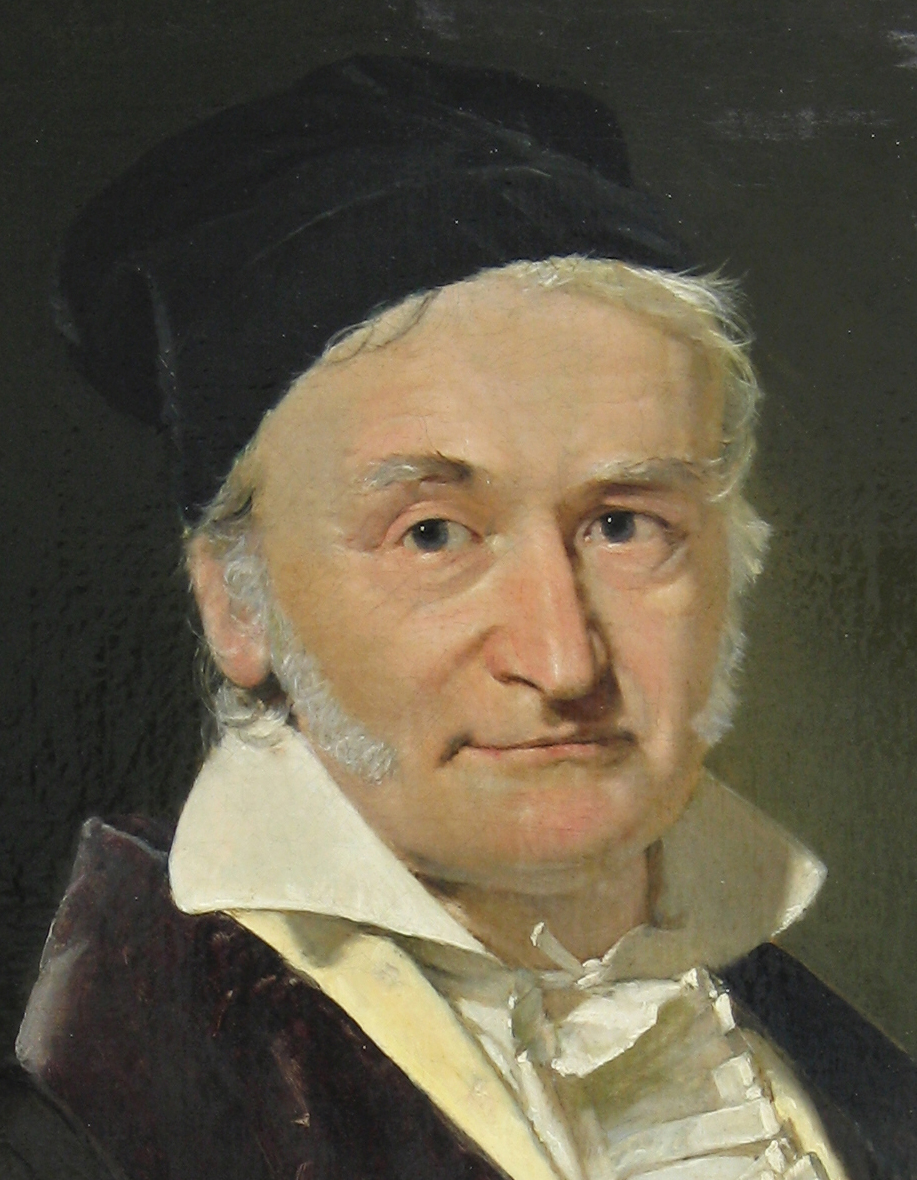
Carl Friedrich Gauß

Das letzte bekannte Beispiel der Hinrichtungsmethode des Zerstoßens der Glieder mit eisernen Keulen im Hannöverschen datiert vom 10. Oktober 1828. Als Vergeltung für den aus Habsucht begangenen Mord an Vater und Schwester wurde Andreas Christoph Beinhorn aus Grone auf einer Kuhhaut zum Richtplatz geschleift und dort, auf dem Leineberg in Göttingen, öffentlich von unten auf gerädert – wie es in einem zeitgenössischen Flugblatt heißt – „mit Keulen zerschlagen und nachher sein Körper auf das Rad geflochten“ (wenn auch nur für einen Tag).

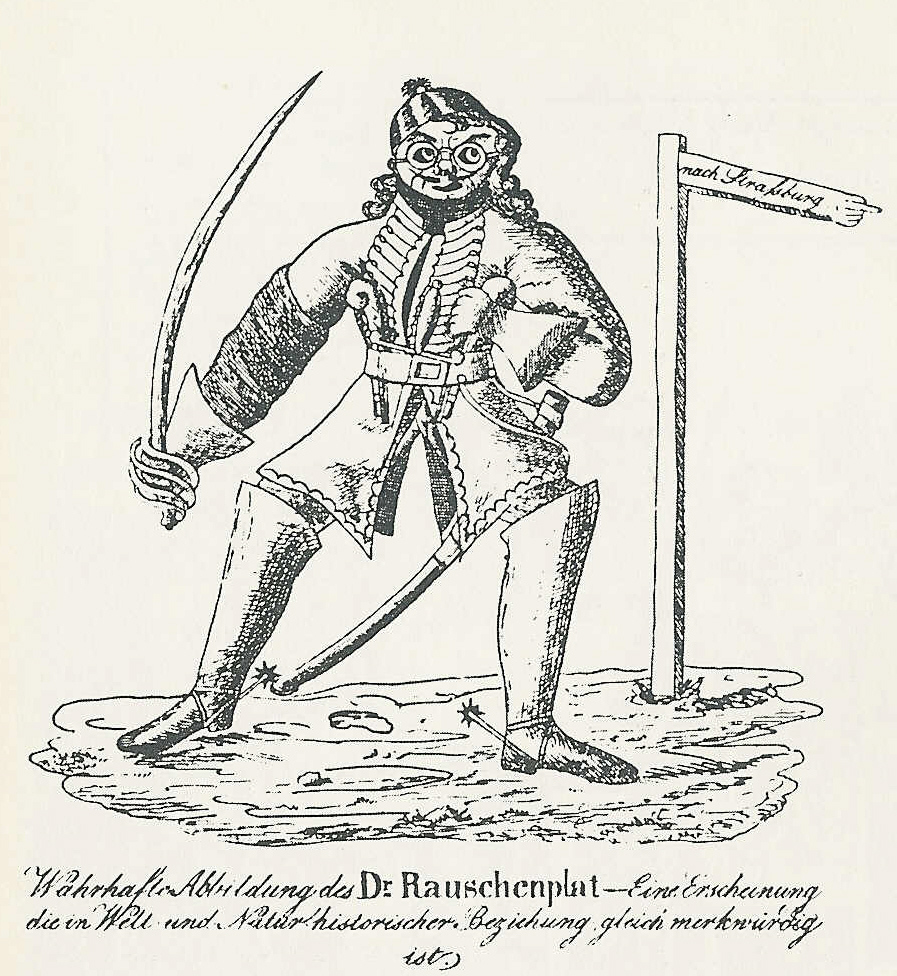
Unter Führung des Johann Ernst Arminius von Rauschenplat wurde im Zuge der Göttinger Revolution im Januar 1831 das Rathaus gestürmt.

Die in Deutschland aufkommende Nationalbewegung ging einher mit Forderungen nach politischer Liberalisierung und Demokratisierung. Als im Jahre 1830 die Pariser Julirevolution auf Deutschland übergriff, erlebte Göttingen im Januar 1831 die so genannte Göttinger Revolution. Während das Land Hannover weitgehend ruhig blieb, kam es in Göttingen durch eine Verkettung verschiedener Ursachen zu einem gewaltsamen Ausbruch, in deren Folge unter der Führung des Johann Ernst Arminius von Rauschenplat ein Revolutionsrat gebildet und am 8. Januar 1831 der Magistrat der Stadt Göttingen aufgelöst wurde. Vom König wurde eine freie Verfassung für das Königreich Hannover verlangt und der Sturz der Regierung. Die Regierung zeigte sich unnachgiebig und sandte Truppen in größerem Ausmaß auf die Stadt zu. Am 16. Januar mussten die Aufrührer kapitulieren. Die Truppen zogen in die Stadt ein und quartierten sich dort ein. Die Anführer des Aufstandes wurden, soweit sie nicht ins Ausland geflohen waren, zu drakonischen Strafen verurteilt. Erst gegen Anfang März 1831 kehrte in Göttingen wieder Ruhe ein. Die Universität, die von der Regierung am 18. Januar geschlossen worden war, konnte Mitte April wiedereröffnet werden. Als Folge des Aufstandes nahm die Regierung tiefgreifende Veränderungen an der Stadtverfassung vor und ersetzte die alte Stadtverfassung von 1690 durch eine neue. Die jahrhundertealte politische Rolle der Gilden endete, und an ihre Stelle traten Repräsentanten einer bürgerlichen Honoratiorenschicht.

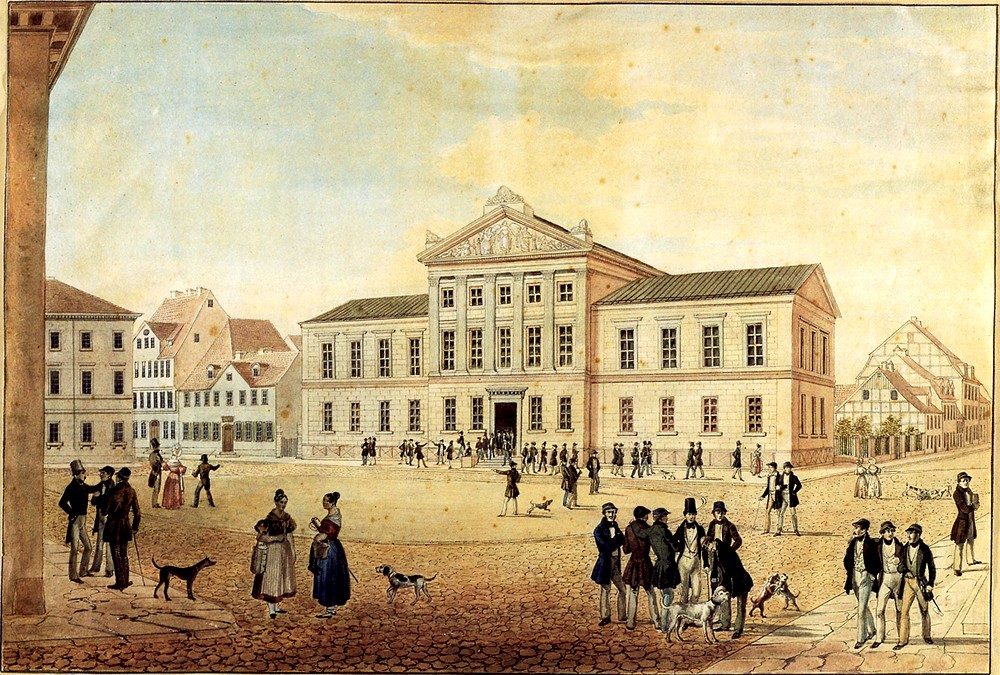
Zum 100-jährigen Bestehen der Universität wurde in Göttingen 1837 eine neue Universitätsaula errichtet.

1837 – 100 Jahre nach Eröffnung der Universität – konnte als Repräsentations- und Verwaltungsgebäude der Universität die Aula eingeweiht werden. Auf dem Platz davor, dem heutigen Wilhelmsplatz, wurde dem damaligen Landesherrn und Stifter, Wilhelm IV., ein Denkmal errichtet. Unter dessen Nachfolger König Ernst August I., mit dem die 123-jährige Personalunion zwischen Großbritannien und Hannover beendet wurde, kam es noch im gleichen Jahr zum Konflikt. Bei seinem Amtsantritt hob dieser die freiheitliche Verfassung, die sein Vorgänger 1833 erlassen hatte, wieder auf, woraufhin sieben Göttinger Professoren Protest einlegten. Am 12. Dezember 1837 entließ Ernst August I. die Professoren und verwies drei von ihnen des Landes. Dieses Ereignis hatte eine enorme Wirkung – nicht nur im Königreich Hannover, sondern in ganz Deutschland. Die Göttinger Sieben, wie sie von nun an genannt wurden, galten bald als Märtyrer eines politisch aufmerksamer werdenden Bürgertums. Durch die Protestaktion wurde die Opposition im Königreich aufgerüttelt. Der Widerstand des Bürgertums hatte teilweise Erfolg: mit dem Landesverfassungsgesetz vom 6. August 1840 erhielt Hannover wieder eine konstitutionelle Verfassung, in der jedoch die Rechte der Stände zugunsten des Monarchen stark beschnitten waren. In Göttingen kehrte zwar bald wieder Ruhe ein, die Universität, die ohnehin schon seit den 1820er Jahren an zurückgehenden Studentenzahlen zu leiden hatte, verlor jedoch zusehends an Ansehen.
Nach den Verfassungskämpfen gab es jedoch wenig Entspannung bei den politischen Freiheiten. Versammlungen mussten genehmigt werden, Leihbibliotheken wurden kontrolliert, und die drei ausgewiesenen Professoren durften bis 1848 nicht zurück nach Göttingen kommen. Die Universitätsangehörigen waren der Ansicht, dass das strenge Polizeiregiment, das in Göttingen herrschte, für die Universität verderblich sei.

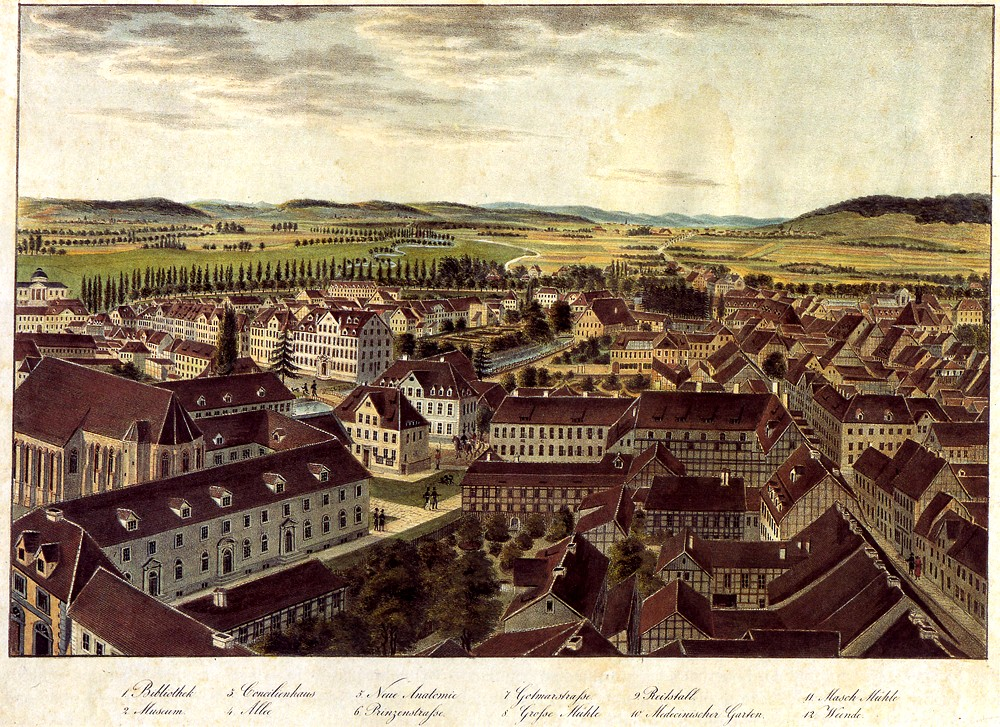
Blick auf Göttingen aus der Vogelschau nach Nordwesten (Lithographie von Friedrich Besemann um 1850)

Karte von K. Prizelius: Göttingen innerhalb seines Walles und dessen nächster Umgebung. (1863)

Die Deutsche Revolution 1848/1849, bei der es in vielen Teilen Deutschlands zu Tumulten und Aufständen kam, blieb in Göttingen ohne größeres Blutvergießen. Es kam nur in der Nacht vom 11. zum 12. März 1848 zu einer kleineren Auseinandersetzung zwischen der Polizei und einigen Korpsstudenten. In deren Folge verließen die Studenten aus Protest geschlossen die Stadt. Da sich das Semester ohnehin dem Ende neigte, war dieser Auszug wenig überzeugend. In Göttingen wurden als revolutionäre Institutionen eine Bürgerversammlung und eine Bürgerwehr gegründet. Erstere löste sich jedoch schon zum Jahresende auf, da sie mit und an ihrer Politisierung gescheitert war.
Die Zeit nach den Märzunruhen war für Göttingen eine eher ruhige Zeit. Die politischen Bewegungen verhielten sich ruhiger als vorher und die 1850er Jahre werden als Zeit behäbiger Behaglichkeit beschrieben. Ein Datum von überragender Bedeutung für die Stadtentwicklung war der 31. Juli 1854. An diesem Tage wurde die Eisenbahnstrecke von Alfeld nach Göttingen eröffnet und der Göttinger Bahnhof mit einem prächtigen Fest eingeweiht. Nunmehr machte Göttingen einen großen Schritt in die Moderne, die Einwohnerzahlen stiegen an, Wirtschaftsbetriebe siedelten sich in Göttingen an und außerhalb des mittelalterlichen Walles entstanden neue Wohnviertel.
Die letzte öffentliche Hinrichtung unter der Gerichtslinde auf dem Leineberg fand am 20. Januar 1859 statt. Friederike Lotze hieß die zum Tode verurteilte Delinquentin. Sie hatte den Bäckermeister Sievert zu Münden, der ihr die Ehe versprochen hatte und dessen Dienstmagd sie war, am 13. März 1858 vergiftet. Sie wurde mit dem Schwert enthauptet.
Das Verhältnis der Stadt zu ihrem Monarchen, seit 1851 Georg V., war weiterhin angespannt. Königsbesuche in der Stadt waren selten und wenn, dann galten sie der Universität, auf die er stolz war. Georg misstraute dem Göttinger Bürgertum, das er als Opposition kritisch beobachtete. Zwar wurde in Göttingen keine Revolution gegen den wenig überzeugenden Monarchen geplant, aber als am 22. Juni 1866 preußische Truppen in Göttingen einrückten, und wenig später nach der Schlacht bei Langensalza Hannover an Preußen fiel, gab es in Göttingen keine wesentliche Opposition gegen das Preußischwerden.

### 1866 bis 1919
Unter preußischer Herrschaft passten sich die Göttinger rasch den neuen Verhältnissen an. Insbesondere entwickelte sich in Göttingen eine Begeisterung für Otto von Bismarck, der von 1832 bis 1833 an der Georgia Augusta immatrikuliert war. Im Göttinger Stadtgebiet wurde neben einem Bismarckturm auf dem Kleperberg, wie es ihn in vielen Städten Deutschlands gab, ein Bismarckstein am Klausberg errichtet. In der Stadt erinnern zwei Göttinger Gedenktafeln, eine davon an seiner letzten Studentenwohnung in Göttingen, dem Bismarckhäuschen, an den bekanntesten Göttinger Studenten des 19. Jahrhunderts. In der Stadt Göttingen erzielte die Preußen-freundliche Nationalliberale Partei starken Zulauf, während die hannoveranerfreundliche Welfen-Partei eher im Göttinger Landkreis Erfolge erzielte.
Die Industrialisierung setzte in Göttingen spät ein. Erst ab der Jahrhundertwende kann man von einem Vordringen der industriellen Produktionsweise in Göttingen sprechen. Bedingt durch die Nähe zur Universität, die inzwischen zu einer weltweit geachteten Hochburg der Naturwissenschaften aufgestiegen war, entwickelte sich in Göttingen die feinmechanische, optische und elektrotechnische Industrie, die jetzt die Textilwirtschaft als wichtigsten Göttinger Wirtschaftszweig ablöste.
Die Stadtbevölkerung Göttingen begann seit den 1870er Jahren stark zu wachsen. 1875 zählte Göttingen 17.000 Einwohner, 1900 waren es bereits 30.000. Der Großteil der Bevölkerung lebte damals noch in der Altstadt; lediglich die Angehörigen der Mittel- und Oberklasse, insbesondere die Professoren, setzten sich östlich der Stadt auf den Anhöhen des Hainbergs nieder. Erst um 1895 herum begann die Bevölkerung in den Gebieten außerhalb der Altstadt stärker anzuwachsen. In der Zeit des Kaiserreiches wurde unter den Göttinger Bürgermeistern Merkel und Calsow damit begonnen, die unterentwickelten öffentlichen Versorgungseinrichtungen auszubauen und die Stadt zu modernisieren.
Nach fast dreißigjähriger Diskussion entschloss sich die Stadt im April 1914, eine Straßenbahn einzurichten. Am 29. Juni begannen die Bauarbeiten. Schienen waren bereits geliefert, aber nicht eingebaut. Bei Kriegsausbruch am 1. August wurden die Arbeiten eingestellt und nie wiederaufgenommen.
In Göttingen wurde der Erste Weltkrieg überwiegend enthusiastisch begrüßt. Viele Professoren ließen sich von der nationalen Hysterie mitreißen. Schon bald trat hier Ernüchterung auf. Die Gewerbebetriebe mussten sich auf die Kriegsökonomie einstellen, und die Lebensmittelversorgung wurde zum Problem. Der Krieg kam Göttingen insofern nahe, als schon ab August 1914 im Ebertal unterhalb des Lohberges ein Kriegsgefangenenlager eingerichtet wurde, in dem zeitweise bis zu 10.000 Kriegsgefangene untergebracht waren. Als 1918 der Niederlage im Ersten Weltkrieg die Novemberrevolution folgte, wurde in Göttingen ein Soldaten- und Volksrat gewählt und eine Resolution verabschiedet. Am 10. November wurde durch den Arbeiter Willi Kretschmer auf dem Rathaus die rote Fahne gehisst. Faktisch änderte sich in Göttingen jedoch trotz der Tumulte nicht allzu viel; die Stadtverwaltung unter Bürgermeister Georg Calsow konnte nahezu ungestört weiterarbeiten.

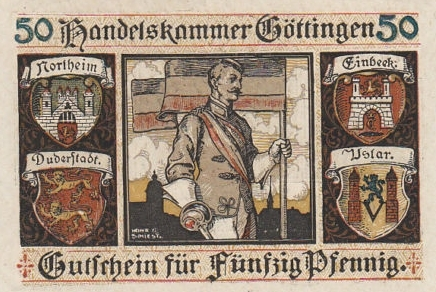
Notgeld der Handelskammer Göttingen in den 1920er Jahren

Im 20. Jahrhundert war es von Beginn an – bis zur nationalsozialistischen Epoche – zu einer enormen Blüte der Fächer Mathematik und Physik an der Universität gekommen. Mathematiker wie Felix Klein, David Hilbert, Hermann Minkowski, Emmy Noether, Hermann Weyl, Richard Courant und andere, sowie Physiker wie Max Born und James Franck setzten Maßstäbe, genossen weltweites Ansehen und verbreiteten den Glanz der Stadt. Dass das jetzt vorbei sein sollte, wurde von den Nazis bewusst in Kauf genommen.

### Nationalsozialismus, Kriegs- und Nachkriegszeit
Die innere Instabilität der Weimarer Republik schlug sich auch in Göttingen nieder. Während des Kapp-Putsches im Frühjahr 1920 wurde in Göttingen der Generalstreik beschlossen. Das Militär demonstrierte daraufhin seine Macht und marschierte am 15. März in der Innenstadt auf und sperrte die Straßen ab. In den folgenden unruhigen Jahren der Weimarer Republik konnte die NSDAP hier schnell Fuß fassen. Bereits im Frühjahr 1922 wurde die NSDAP-Ortsgruppe Göttingen gebildet, und schon in der ersten Hälfte der 1920er Jahre galt Göttingen als Hochburg der Nationalsozialisten, die hier überdurchschnittlich hohe Wahlerfolge verbuchten. Die NSDAP und allen voran die SA zeigten regelmäßig bei Massenaufmärschen Präsenz auf der Straße, wobei Zusammenstöße mit den politischen Gegnern bewusst provoziert wurden. Bereits im März 1930 kam es zu gewalttätigen Zusammenstößen zwischen SA und dem kommunistischen Rotfrontkämpferbund. Schlägereien zwischen Kommunisten und Nationalsozialisten blieben in der Folge in Göttingen an der Tagesordnung.
Infolge der Weltwirtschaftskrise ab 1929 mussten große Betriebe schließen, die Arbeitslosigkeit stieg an und in Göttingen steigerte sich die Not. Die NSDAP erhielt dadurch weiteren Zulauf. Am 21. Juli 1932 bildete ein Auftritt Hitlers den Höhepunkt des Göttinger Reichstagswahlkampfs. Rund 20.000 bis 30.000 Zuhörer fanden sich trotz strömenden Regens zu der Veranstaltung im Kaiser-Wilhelm-Park ein. Bei der anschließenden Wahl am 31. Juli wählten 51 % der Göttinger (in ganz Deutschland waren es nur 37 %), also die absolute Mehrheit, die Nationalsozialisten.
Im Gegensatz zur Stadt Göttingen hatten es die Nationalsozialisten in vielen der umliegenden, damals noch selbständigen Gemeinden wesentlich schwerer, Fuß zu fassen. Insbesondere in der Gemeinde Grone blieben selbst bei der Reichstagswahl am 5. März 1933 die Sozialdemokraten stärkste Kraft. Grone war eine von vier Gemeinden im damaligen Wahlkreis Braunschweig-Südhannover, in denen die NSDAP bei dieser Wahl nicht stärkste Kraft wurde.
Zwar gingen die Wahlerfolge der NSDAP in Göttingen kurz vor der Machtergreifung noch leicht zurück, die Ernennung Hitlers zum Reichskanzler am 30. Januar 1933 wurde in Göttingen am nächsten Tag jedoch mit einem großen Fackelzug gefeiert, an dem mehr als 2000 uniformierte Angehörige von SA, SS und Hitlerjugend teilnahmen. Die Machtübernahme in Göttingen verlief ohne Zwischenfälle. Nach der Reichstagsbrandverordnung vom 28. Februar ging die Polizei gezielt gegen die Kommunisten vor, und bereits am 5. März konnte die SA auf dem Rathaus ungehindert die Hakenkreuzflagge hissen. Schon einige Tage vor dem landesweiten „Judenboykott“ schlug die SA am 28. März 1933 die Schaufenster jüdischer Geschäfte ein und griff jüdische Mitbürger tätlich an. Nicht weit von Göttingen, im Arbeitshaus Moringen im Landkreis Northeim, wurde schon 1933 das KZ Moringen eingerichtet, das ab 1940 als Jugendkonzentrationslager diente.

Nachdem die Nationalsozialisten durch das Ermächtigungsgesetz vom 24. März 1933 den Parlamentarismus der Weimarer Republik ausgeschaltet hatten, begann im April 1933 mit dem Gesetz zur Wiederherstellung des Berufsbeamtentums die „Säuberung“ des öffentlichen Dienstes. Personen jüdischer Herkunft und sozialdemokratische Beamte oder Angestellte wurden systematisch aus Verwaltung, Wirtschaft und Wissenschaft herausgedrängt. Im Zuge dieser Politik wurden 56 Angehörige des Lehrkörpers der Universität (22,1 %) vertrieben. Für die Universität führte dies insbesondere im Bereich der Mathematik und Physik zu einem Aderlass, von dem sich die Naturwissenschaften in Göttingen und in ganz Deutschland nach dem Zweiten Weltkrieg nur langsam erholten.

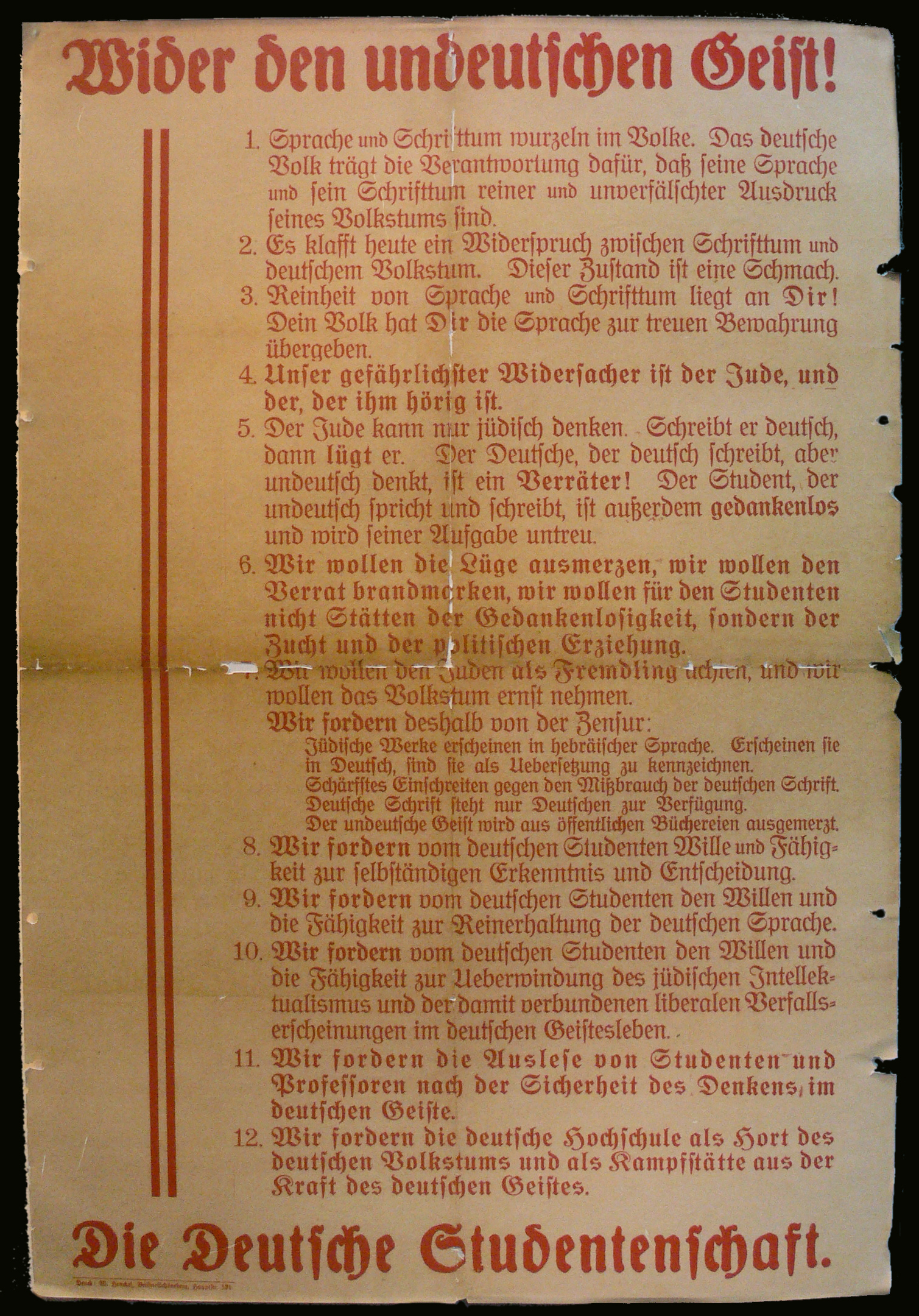
Flugblatt der Deutschen Studentenschaft, das 1933 zur Bücherverbrennung verbreitet wurde

Zugleich kam es langfristig zu einer nicht sofort sichtbaren Verarmung des Geisteslebens in der Stadt. Im Gefolge der Bücherverbrennung, bei der die deutschen Studenten in vielen Universitätsstädten Bücher als „undeutsch“ bezeichneter Autoren öffentlich verbrannten, wurde das schon bald spürbar. Die Bücherverbrennung am 10. Mai 1933 wurde vom Rektor der Georg-August-Universität, Friedrich Neumann eröffnet. Nach einer „Feuerrede“ des Germanisten Gerhard Fricke zogen die studentischen Gruppen um den Nationalsozialistischen Deutschen Studentenbund in einem Fackelzug vom Weender Tor zum Adolf-Hitler-Platz, dem heutigen Theaterplatz. Dort hielt der Führer der Studentenschaft, Heinz Wolff, vor dem Scheiterhaufen mit einem „Lenin“-Schild auf der Spitze, eine kurze Rede über den „undeutschen Geist“. Nach dem Singen des Lieds „Flamme empor“ und des Horst-Wessel-Lieds löste sich die Menge auf.
Im Zuge der Gleichschaltung der Studentenverbindungen mit dem Ziel ihrer Überführung in die nationalsozialistischen Kameradschaften (der Feickert-Plan) kam es zu Auseinandersetzungen, die von der Stadt unter dem nationalsozialistischen Bürgermeister Albert Gnade noch geschürt wurden und 1934 in den Göttinger Krawallen einen Höhepunkt fanden. Dennoch setzte sich die Staatsmacht durch, und alle Verbindungen wurden, beschleunigt durch die reichsweite Wirkung des Heidelberger Spargelessens im Mai 1935, bis Mitte 1936 entweder aufgelöst oder in Kameradschaften übergeleitet. Am 12. Mai 1936 ordnete Rudolf Heß im Sinne einer Unvereinbarkeit an, dass kein Parteigenosse oder Mitglied einer NS-Organisation gleichzeitig Mitglied einer Studentenverbindung sein dürfe.

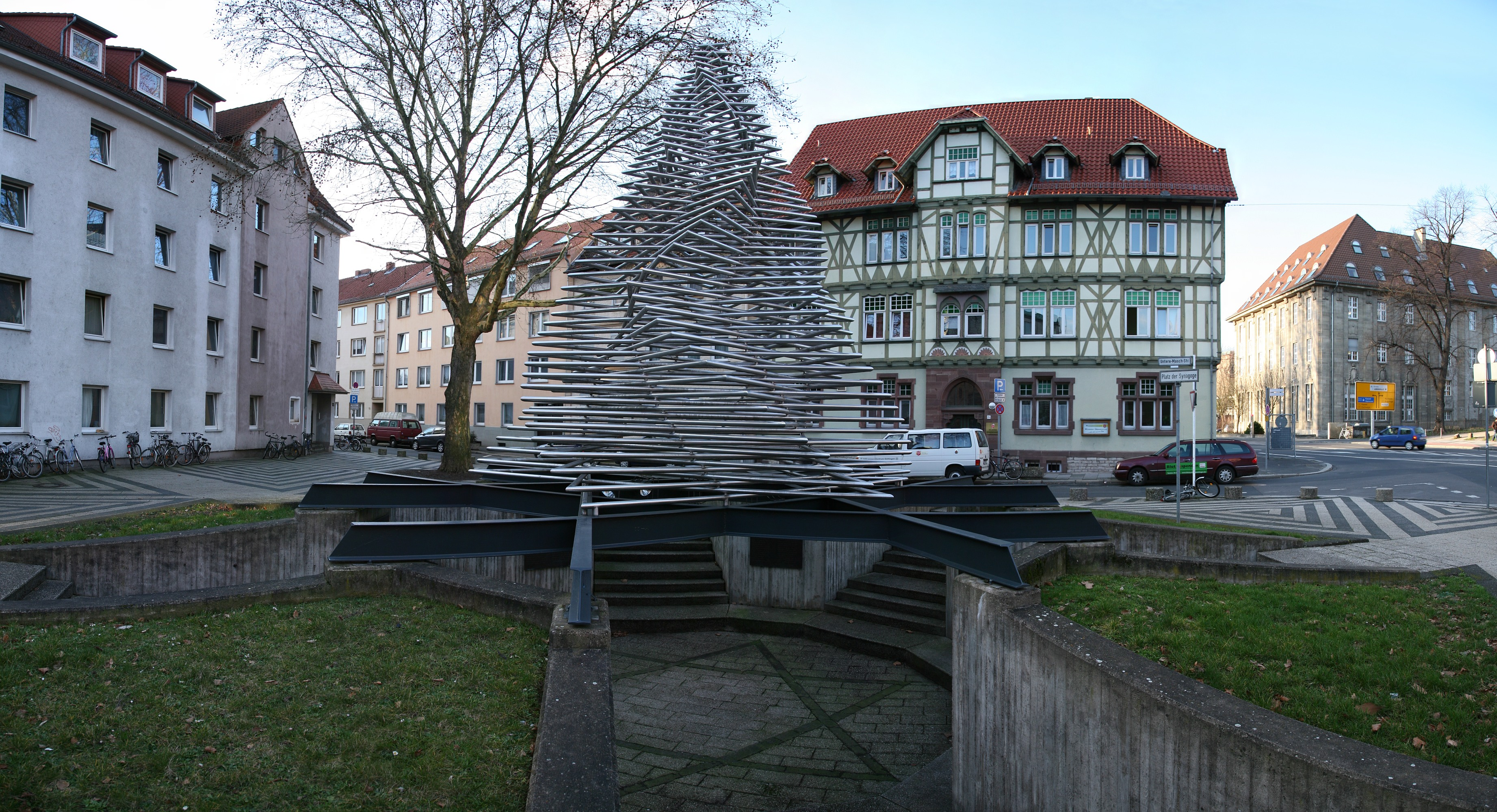
Nahe der Stelle, an der bis 1938 die Göttinger Synagoge stand, befindet sich seit 1973 das von Corrado Cagli entworfene „Mahnmal Synagoge“ (Platz der Synagoge)

Während der Novemberpogrome vom 9. auf den 10. November 1938 wurde die Göttinger Synagoge in der Maschstraße, die schon bei den Übergriffen im März 1933 erstmals verwüstet worden war, von (systematisch auswärtigen) SA- und SS-Angehörigen und Pöbel verbrannt. Von den vor 1933 fast 500 jüdischen Einwohnern lebten 1938 noch an die 220 in der Stadt. Diese wurden fast ausnahmslos Opfer der Angriffe von SA und SS. Am 30. September 1938 wurde den jüdischen Ärzten die Approbation entzogen. 1940 erhielten die Göttinger Heil- und Pflegeanstalten die Meldebögen, nach denen im Rahmen der Aktion T4 1941 die „Vernichtung lebensunwerten Lebens“ durchgeführt wurde. Im Dezember 1941 beschwerte sich die NSDAP-Kreisleitung Göttingen, dass die bevorstehende Deportation der Göttinger Juden in der Bevölkerung bereits bekannt geworden sei und sie mit Anträgen auf Wohnungszuweisung überhäuft werde. Widerstand gegen die Aktionen regte sich aber nicht. Die letzten 140 Mitglieder der jüdischen Gemeinde in Göttingen wurden 1942 in die Vernichtungslager deportiert.

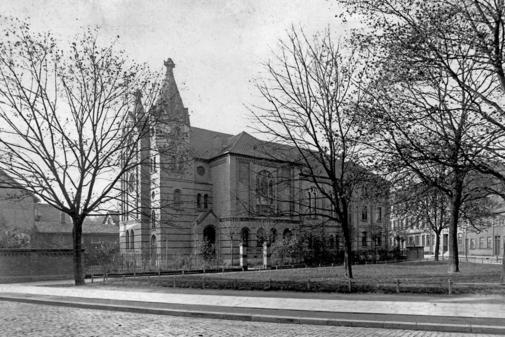
Göttinger Synagoge (1935)

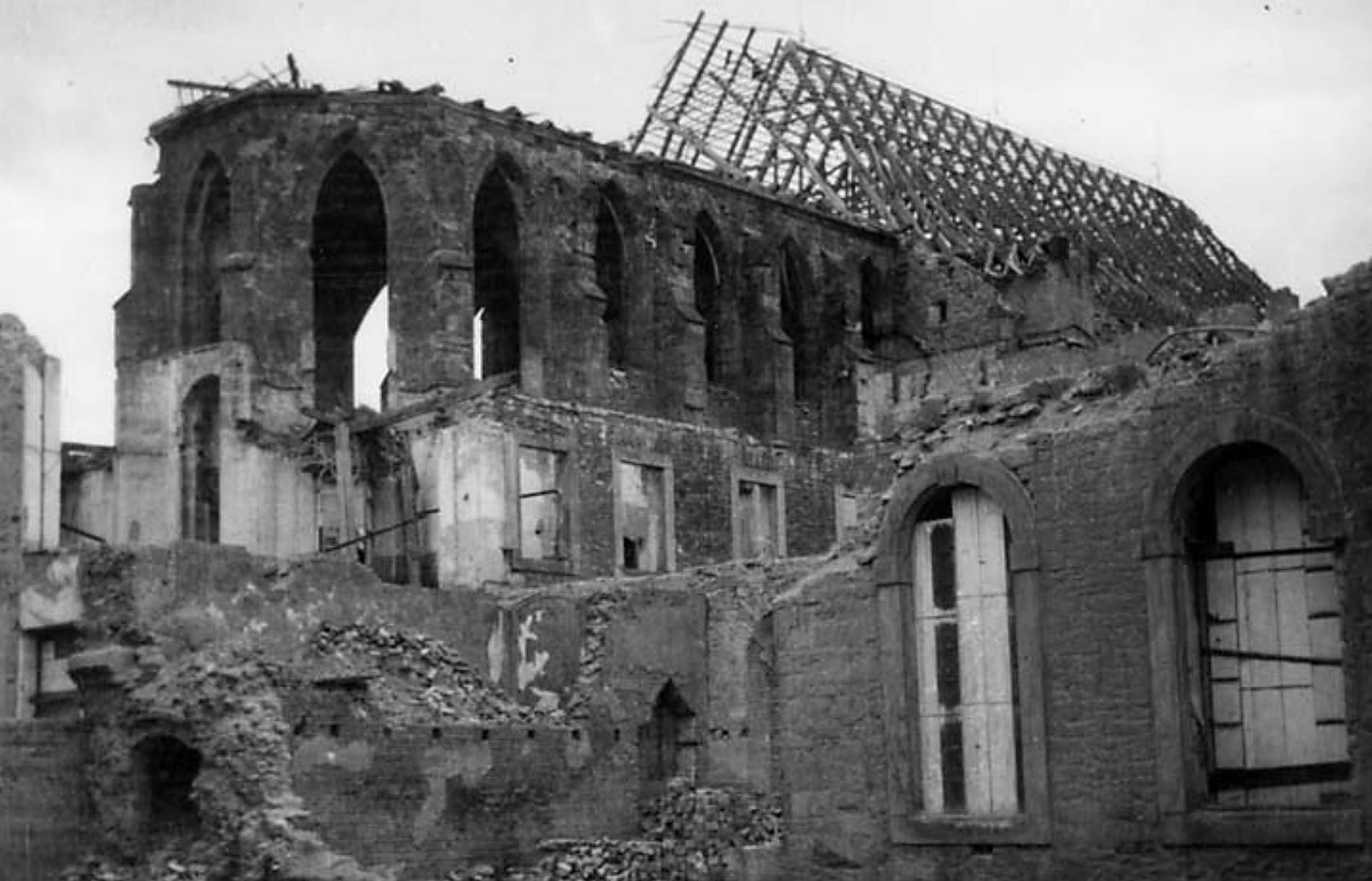
Paulinerkirche (Dezember 1944)

Bei Luftangriffen auf Göttingen im Zweiten Weltkrieg entstanden im Vergleich zu vielen anderen Städten nur geringe Schäden. Ab dem 7. Juli 1944 erlitt die Stadt zwar acht Luftangriffe, diese aber galten vorwiegend den Bahnanlagen. Zerstört wurden die Anatomie (heute Busbahnhof), das Empfangsgebäude des Bahnhofs, der Güterbahnhof, das Gaswerk, die Eisenbahnbrücke über die Leine und die Brauerei. Die historische Altstadt blieb weitgehend unzerstört. Sprengbomben vernichteten hier die Hälfte der Unteren Maschstraße, ebenso die Lutherschule, den Rheinischen Hof und mehrere Wohnhäuser in der Jüden- und Angerstraße. Schwer beschädigt wurde die Paulinerkirche, die Universitätsbibliothek, die sich damals in der Prinzenstraße befand, und das Zoologische Institut (neben der Anatomie), ebenso das Auditorium am Weender Tor, wobei eine Tankstelle (heute Iduna-Zentrum) und weitere Gebäude (heutiges Gericht) verschwanden. Weiter wurden die Johanniskirche und das Alte Rathaus beschädigt. Außerhalb der nicht niedergebrannten Altstadt wurden in Grone und Treuenhagen sowie in der Kasseler Landstraße, Arndtstraße, Emilienstraße und Weender Landstraße Wohnhäuser vernichtet. Insgesamt waren 107 Tote zu beklagen; zudem wurden 235 Wohnungen restlos zerstört, viele Häuser und öffentliche Gebäude beschädigt. Die nicht weit entfernten Städte Kassel, Hannover und Braunschweig wurden unter massiven alliierten Bombenangriffen weitgehend zerstört, Kassel brannte mehrmals nachts sichtbar (unter Verdunkelung) aus.
Auf dem Schützenplatz befand sich ein Ostarbeiterlager und auf der Eiswiese am Sandweg bestand ein Westarbeiterlager, die 1942 von der hannoverschen Abteilung Rüstungsbau des Ministeriums Albert Speer geplant und dann sofort von der Küchenvereinigung e. V. übernommen wurden.
Göttingen wurde mit Bombenflüchtlingen überfüllt. Unter anderem wegen der gut ausgestatteten Krankenhäuser war es im Laufe des Krieges zur Lazarettstadt geworden, in der sich bei Kriegsende 3000 bis 4000 verwundete Soldaten befanden. Mit Rücksicht darauf hatte man das Glück, dass das von General Otto Hitzfeld zur Offenen Stadt erklärte Göttingen vor den anrückenden amerikanischen Truppen der 2nd Infantry Division von allen Kampfeinheiten verlassen wurde und so ohne größere Kampfhandlungen am 8. April 1945 befreit werden konnte. Durch Artilleriebeschuss wurden an diesem Tage noch mehrere Häuser in Geismar und der Wilhelm-Weber-Straße sowie die St.-Paulus-Kirche beschädigt. Insgesamt wurde Göttingen im Zweiten Weltkrieg nur zu 2,1 % zerstört.
Nach dem Krieg wurde die Stadt der britischen Besatzungszone zugeschlagen, die amerikanischen Einheiten durch britische abgelöst. Göttingen lag nunmehr in einem Zonendreieck: Das benachbarte Thüringen gehörte zur sowjetischen Besatzungszone, Kassel im Süden zur amerikanischen. Durch diese Lage und da Göttingen weitgehend intakt den Krieg überstanden hatte, wurde es Anlaufstelle für viele Interzonenwanderer und Flüchtlinge. Die Göttinger Universität nahm als erste in Deutschland (kurz vor Heidelberg) zum Wintersemester 1945/46 den Lehrbetrieb wieder auf.

### Seit Gründung der Bundesrepublik Deutschland
Aufgrund der Kriegs- und Nachkriegswirren nahm die Bevölkerung der Stadt schlagartig zu. Nicht wenige kamen über das nahe Grenzdurchgangslager Friedland. Während 1939 in Göttingen noch knapp 50.000 Einwohner gelebt hatten, waren es 1949 unter Wohnungsbeschlagnahmen zur Einquartierung von Vertriebenen 80.000. Göttingen gehörte in dieser Zeit zu den am dichtesten besiedelten Städten Deutschlands. Während des Industrialisierungsprozesses im 19. Jahrhundert war die Stadt nicht schon wie andere Städte durch Eingemeindungen ausgeweitet worden. In den ersten Nachkriegsjahren wurde vorrangig die Weststadt bebaut.

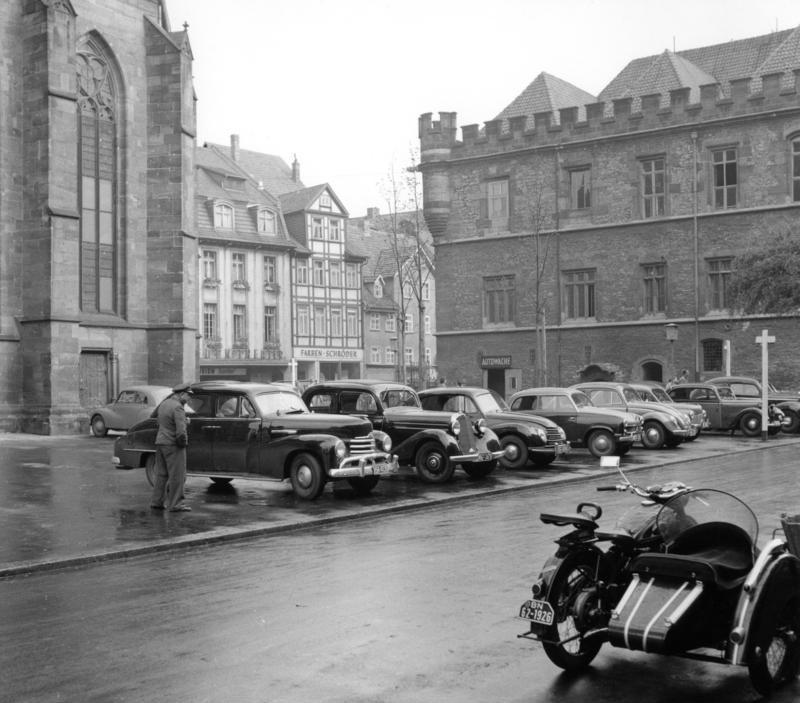
Die Altstadt (Johanniskirche, Hotel zur Sonne und Rückseite des Rathauses) im Jahre 1953

Am 12. April 1957 kam es erneut zu einer Göttinger Erklärung: 18 deutsche Atom- und Kernphysiker, darunter Nobelpreisträger wie Max Born, Otto Hahn, Werner Heisenberg und Max von Laue warnten unter der Federführung von Carl Friedrich von Weizsäcker vor der Ausrüstung der Bundeswehr mit taktischen Atomwaffen, wie sie damals vom Kanzler der jungen Bundesrepublik, Konrad Adenauer, ins Gespräch gebracht worden war. Die Initiative der Göttinger Achtzehn, die sich selbst in der Nachfolge der oben erwähnten Göttinger Sieben sahen, war von Erfolg gekrönt, denn Adenauers Vorstellungen waren von diesem Zeitpunkt an hinfällig.
Eingemeindungen und Industrialisierung wurden durch das Göttingen-Gesetz vom 1. Juli 1964 nachgeholt. Einerseits wurden die Gemeinden Geismar, Grone, Nikolausberg und Weende mit Wirkung vom 4. Juli 1964 in die Stadt eingegliedert, andererseits wurde die Stadt Göttingen in den Landkreis Göttingen eingegliedert. Dennoch erhielt Göttingen eine Sonderstellung im Kreis, da für die Stadt weiterhin die Vorschriften für kreisfreie Städte anwendbar sind, soweit nicht landesrechtlich etwas anderes bestimmt ist. Göttingens Stadtgebiet wurde durch die Eingliederungen auf 7371 Hektar mehr als verdoppelt; die Einwohnerzahl erhöhte sich um 31 % von 83.000 auf 109.000. Parallel dazu entstanden in den eingemeindeten Außenbezirken große Neubaugebiete und neue Stadtteile.

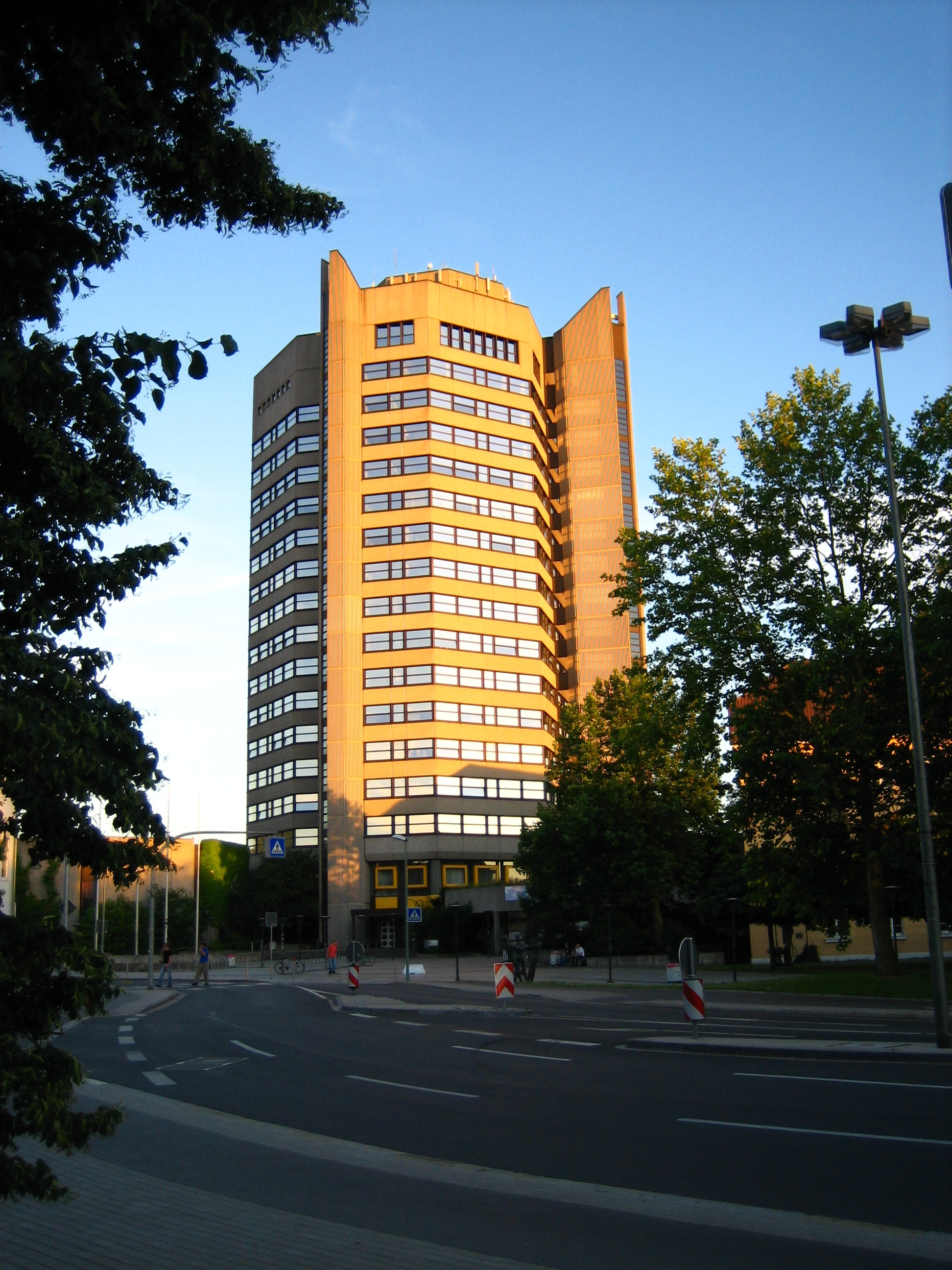
Das Neue Rathaus wurde 1978 bezogen

Die Weichen für eine Entwicklung zu einer modernen Großstadt waren gestellt. Größere Planungsvorhaben in den 1970er Jahren wollten das Gepräge der alten Universitätsstadt erhalten, Göttingen sollte nach dem Raumordnungsplan als Oberzentrum für den gesamten südniedersächsischen Raum fungieren. Im Zuge dieses Vorhabens wurden große Teile der im Krieg unzerstörten und gut erhaltenen Altstadt im Rahmen von „Flächensanierungen“ vollständig abgerissen und durch Neubauten, Parkhäuser oder Brachflächen ersetzt. Einschneidender Schritt hierbei war der 1968 erfolgte Abriss des 1735 errichteten universitären Reitstalls in der Weender Straße, der von heftigen Bürger- und Studentenprotesten begleitet wurde. Zwischen 1966 und 1975 wurden die innerstädtischen Straßen weitgehend zu Fußgängerzonen ausgebaut. Die Verwaltung bezog 1978 ihr Neues Rathaus, für das ursprünglich der Reitstall weichen musste, das aber an ganz anderer Stelle südöstlich der Altstadt gebaut wurde. Anstelle des Rathauses wurde im Reitstallviertel ein Kaufhaus (heute 'Carre') gebaut. Daneben wurde das Jugendstil-Bad von 1906 im Jahre 1968 durch das neue Stadtbad ersetzt. Dieses wurde nach längerem Leerstand 2004 abgerissen.

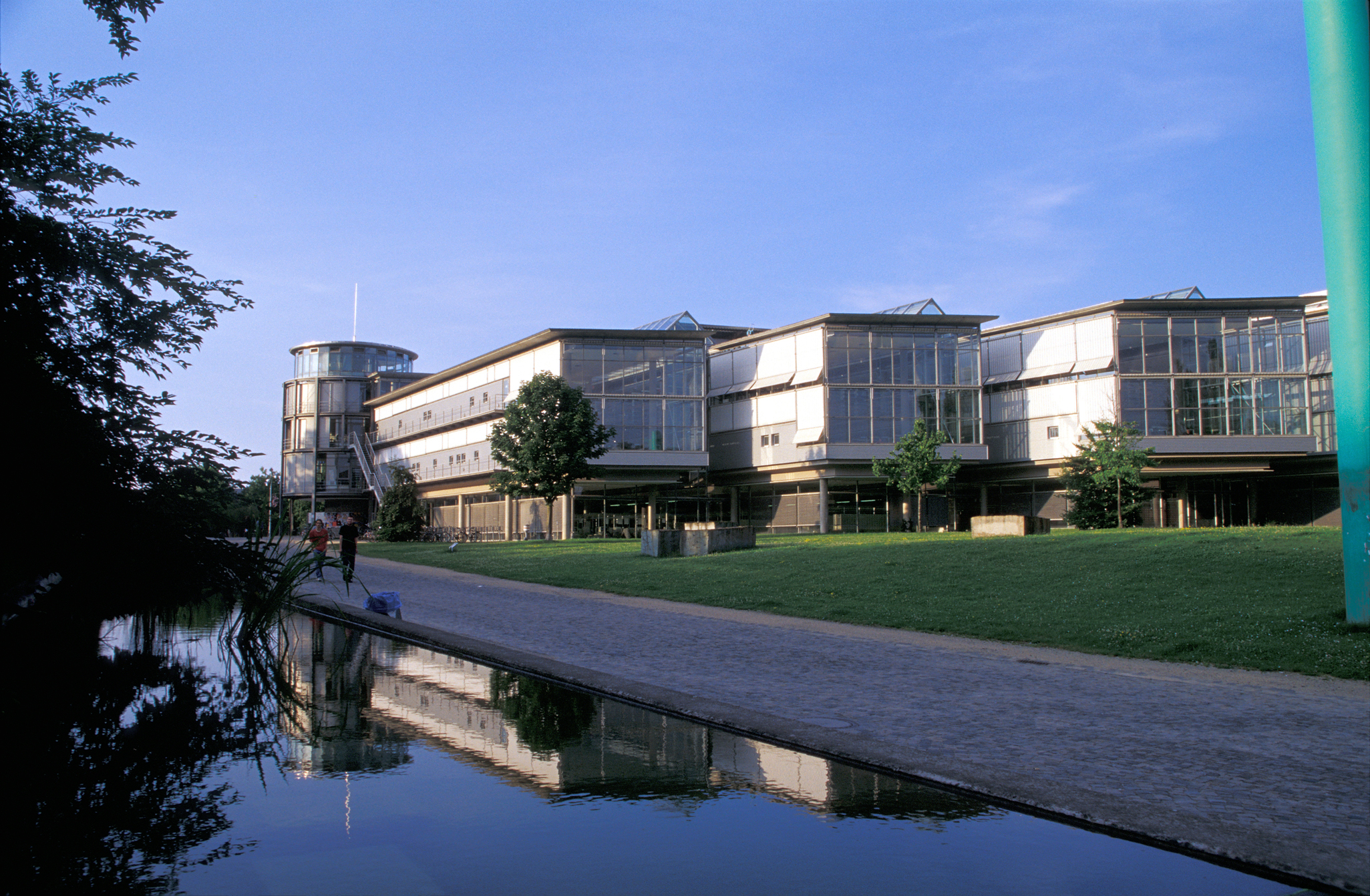
Der Neubau der Staats- und Universitätsbibliothek am Campus wurde 1993 eröffnet.

Wie die Stadt modernisierte sich auch die wachsende Universität. Die Studentenzahlen stiegen von 4680 im Wintersemester 1945/46 auf 30.000 Anfang der 1990er Jahre; anschließend waren sie wieder rückläufig. Ab 1964 entstand der heutige Campus und das geisteswissenschaftliche Zentrum (GWZ) auf dem Gebiet des ehemaligen Universitätssportzentrums nördlich der Altstadt. Zwischen Weende und Nikolausberg wurde die Nord-Uni aufgebaut, in der sich ein Großteil der naturwissenschaftlichen Einrichtungen befindet. Ab 1973 wurde mit dem Bau eines neuen Universitätsklinikums begonnen. 1993 wurde der architektonisch anspruchsvolle Neubau der Staats- und Universitätsbibliothek auf dem Campus eröffnet.
Mit der Grenzöffnung 1989 und dem Beitritt der ostdeutschen Bundesländer 1990 verlor Göttingen seine Randlage und liegt seither verkehrsgünstig mitten in Deutschland. Der Wandel war jedoch damit verbunden, dass die Bundeswehr 1993 ihren Standort in Göttingen aufgab und so nicht nur die Geschichte der Stadt als Garnisonsstadt ein Ende fand (siehe 2. Kurhessisches Infanterie-Regiment Nr. 82), sondern ein bedeutender Wirtschaftsfaktor verschwand.
Die im Jahre 1968 in Göttingen aufgetretenen Studentenunruhen gingen hier nicht so schnell zu Ende wie anderswo. Noch Anfang der 1990er Jahre geriet Göttingen wegen der „Scherbendemos“ der Autonomen Antifa sowie der spektakulären Bündnisdemonstrationen gegen Rechtsextremismus unter Beteiligung des linksradikalen Schwarzen Blockes, dessen Teilnehmer vermummt an der Spitze der bis ins bürgerliche Spektrum reichenden Demonstrationen auftraten, in die Schlagzeilen. Seit 1990 fast durchgängig gibt es aus dieser linksradikalen Bewegung zahlreiche Aktionen, die ein bundesweites Medienecho auf sich ziehen.
Das entschlossene Vorgehen weiter Teile der Göttinger Bevölkerung gegen rechtsradikale Demonstrationen, häufig in Form von Bündnissen, an denen sich kirchliche Gruppen sowie Gewerkschaften und autonome Gruppen aus dem linksradikalen Spektrum Göttingens beteiligen, hat mit dazu beigetragen, dass der Rechtsextremismus hier wenig bis gar keinen Boden gewinnen konnte. Trotzdem finden regelmäßig NPD-Demonstrationen, Naziaufmärsche und -kundgebungen mit Teilnehmern aus ganz Deutschland statt, die regelmäßig viele Gegendemonstranten dazu bringen, sich aktiv gegen Rechtsextremismus zu positionieren. Während derartiger Ereignisse müssen die Rechtsextremen und die Gegendemonstranten von einem hohen Polizeiaufgebot getrennt werden.
Bei der Explosion eines 65 Jahre alten Blindgängers aus dem Zweiten Weltkrieg auf dem Göttinger Schützenplatz starben am 1. Juni 2010 drei Mitarbeiter des Kampfmittelbeseitigungsdienstes, zwei wurden schwer und vier leicht verletzt; alle waren mit den Vorarbeiten zur Bombenentschärfung beschäftigt.
2025 hat die Europäische Physikalische Gesellschaft (EPS) die Stadt Göttingen wegen ihrer führenden Rolle bei der Entwicklung der Quantenmechanik als „Historische Stätte der Physik“ ausgezeichnet. Die Quantenmechanik und damit die Quantenphysik wurde 1925 in Göttingen begründet.
Dazu wurde vor dem Forum Wissen eine offizielle Stele mit der Auszeichnung aufgestellt.

### Eingemeindungen
Folgende Gemeinden wurden nach Göttingen eingegliedert:
- 1. April 1963: Herberhausen
- 4. Juli 1964: Geismar, Grone, Nikolausberg und Weende
- 1. Januar 1973:[38] Deppoldshausen, Elliehausen, Esebeck, Groß Ellershausen, Hetjershausen, Holtensen, Knutbühren und Roringen

### Einwohnerentwicklung
Die Einwohnerentwicklung weist seit dem Mittelalter ein Wachstum auf, das sich mit Beginn der frühen Neuzeit stark beschleunigt hat. 1986 wurde mit offiziell 133.796 hauptwohnlich gemeldeten Einwohnern ein vorläufiger Höchststand erreicht, der jedoch nach der Volkszählung 1987 um 20.000 Personen nach unten korrigiert werden musste, auf 114.698, da die zu hohe Zahl auf einer fehlerhaften Fortschreibung beruhte. In den folgenden Jahren stieg die offizielle Einwohnerzahl zwischenzeitlich auf 128.419 (1997), sank danach leicht ab und pendelte sich ab 2004 bei ca. 122.000 Einwohnern ein. Bis 2013 blieb diese Zahl etwa konstant, als die Zensusdaten zugrunde gelegt wurden und Göttingens offizielle Zahl der hauptwohnlich gemeldeten Personen ein weiteres Mal um etwa 5000 Personen auf 116.420 im Juni 2013 nach unten korrigiert wurde. Sehr viele Studenten hatten sich in der Zwischenzeit beim Fortzug nicht abgemeldet und waren noch als hauptwohnlich gemeldet registriert, was in zu hohen Einwohnerzahlen resultierte. Auf der anderen Seite sind nur etwa die Hälfte der Studenten in Göttingen hauptwohnlich gemeldet. Ende 2019 waren 134.632 Personen mit Haupt- (121.150) oder Nebenwohnsitz (13.482) in Göttingen gemeldet. Das statistische Landesamt ermittelte zum selben Stichtag 118.911 Einwohner.
Studentenzahlen der Uni Göttingen: Sommersemester 2004: 23.446, Wintersemester 2004/05: 24.398, Sommersemester 2005: 23.649, Wintersemester 2005/06: 24.400. 2014 lag diese Zahl bei 27.456, von denen 18.391 in Göttingen haupt- oder nebenwohnlich gemeldet waren. Daneben gibt es noch weitere Hochschulen wie die Hochschule für Angewandte Wissenschaft und Kunst oder die Private Fachhochschule Göttingen (beide zusammen mit 1802 am Standort Göttingen eingeschriebenen Studenten), was einen Studentenanteil von etwa 22 % ergibt (2014).
Quellen: 

## Religion

### Konfessionsstatistik
Laut der Volkszählung 2011 waren 43,4 % der Einwohner evangelisch, 15,6 % römisch-katholisch und 41,0 % waren konfessionslos, gehörten einer anderen Glaubensgemeinschaft an oder machten keine Angabe. Die Zahl der Katholiken und vor allem die der Protestanten ist seitdem beträchtlich gesunken. Jahresende 2021 waren von den 118.510 Einwohnern (nur Hauptwohnung) 33,4 % (39.601) evangelisch und 13,3 % (15.712) katholisch. 53,3 % waren konfessionslos, gehörten einer anderen Glaubensgemeinschaft an oder machten keine Angabe. Am Stichtag 31. Dezember 2023 waren 30,3 % der Einwohner der Stadt evangelisch, 11,9 % römisch-katholisch und 57,8 % waren konfessionsfrei oder gehörten einer sonstigen Glaubensgemeinschaft an.

### Geschichte
Das Gebiet der Stadt Göttingen gehörte anfangs zum Erzbistum Mainz beziehungsweise zu dessen Archidiakonat Nörten. Nach der Reformation war Göttingen über viele Jahrhunderte eine fast ausschließlich lutherische Stadt. 1530 erhielt die Stadt eine neue Kirchenordnung mit einem Stadtsuperintendenten, welcher dem Landessuperintendenten in Grubenhagen unterstand. Alle Kirchengemeinden der Stadt bildeten einen Gesamtverband. Im späteren Königreich Hannover wurde Göttingen Sitz eines Sprengels, zu dem mehrere Kirchenkreise, darunter der Kirchenkreis Göttingen gehört. Alle lutherischen Kirchengemeinden der Stadt Göttingen gehören zum Kirchenkreis Göttingen der Evangelisch-Lutherischen Landeskirche Hannovers.
Ab 1713 wurden in Göttingen reformierte Hausgottesdienste gehalten, 1736 gab es französisch-reformierte Gottesdienste. Dies alles führte 1748 zur Gründung einer reformierten Gemeinde, die 1752 in die Konföderation reformierter Kirchen in Niedersachsen aufgenommen wurde. 1928 war die reformierte Gemeinde Göttingens Gründungsmitglied des Bundes Evangelisch-reformierter Kirchen Deutschlands, in dem sie über 50 Jahre den Vorsitzenden stellte; 2013 verließ sie diesen Bund selbständiger Gemeinden und schloss sich der Evangelisch-reformierten Kirche an.

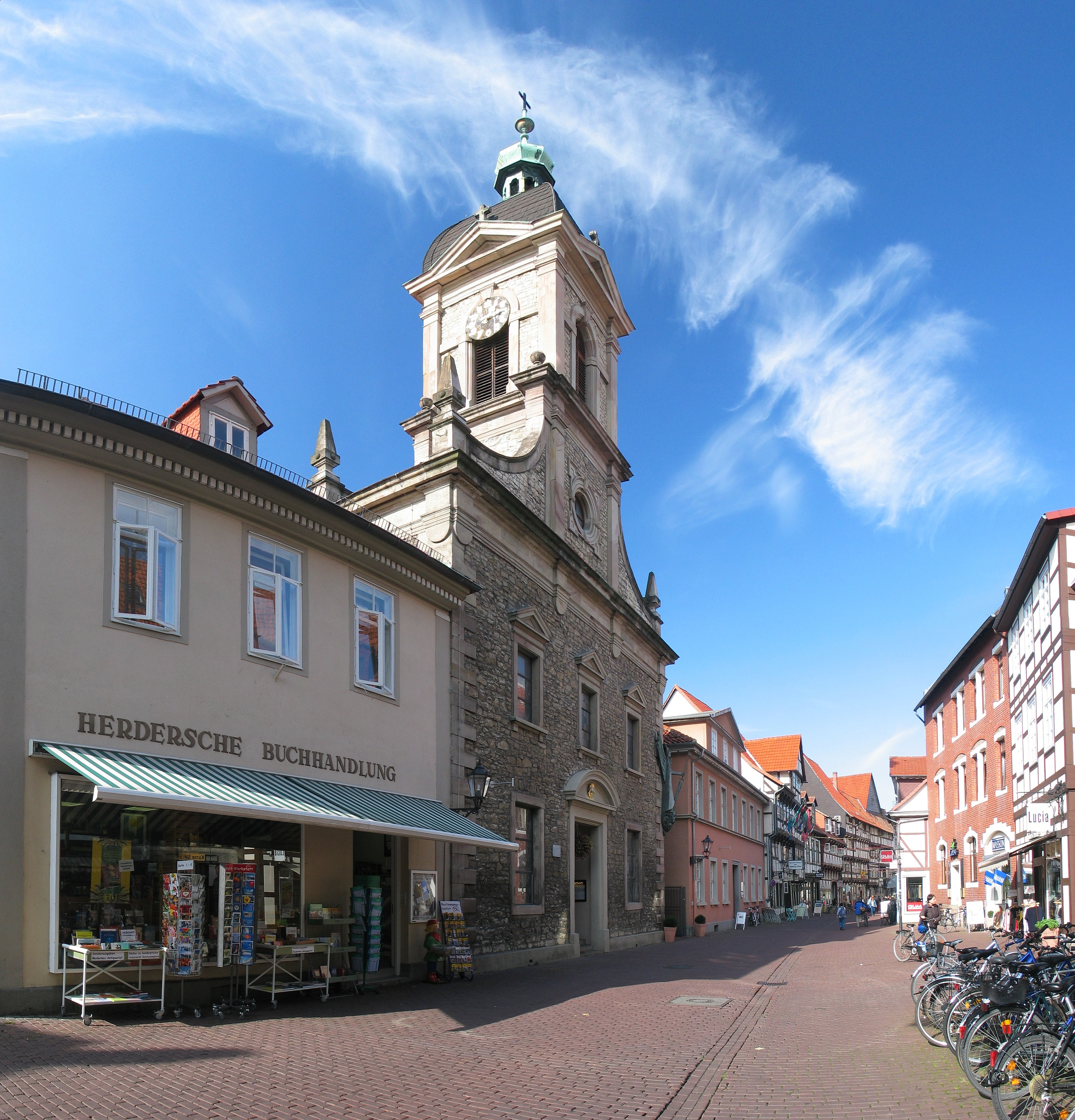
Katholische Michaeliskirche

Ab 1746 wurden für die Studenten in Göttingen wieder katholische Gottesdienste erlaubt, ein Jahr später für alle Einwohner der Stadt. Erst 1787 konnte die erste katholische Kirche (St. Michael) nach der Reformation gebaut werden. 1825 entstand eine selbständige Pfarrgemeinde, die zum Bistum Hildesheim gehörte. 1929 wurde eine zweite katholische Kirche, die Pauluskirche, geweiht. Später wurde Göttingen Sitz eines Dekanats des Bistums Hildesheim, zu dem alle römisch-katholischen Pfarrgemeinden der Stadt gehören.
Neben den beiden großen Kirchen gibt es Gemeinden, die zu Freikirchen gehören, darunter eine Evangelisch-Freikirchliche Gemeinde (Baptisten, gegründet 1894), eine Mennoniten-Gemeinde (gegründet 1946), die Evangelische Freikirche Ecclesia, eine Adventgemeinde, eine Gemeinde der Selbständigen Evangelisch-Lutherischen Kirche (SELK) und eine Freie evangelische Gemeinde (FeG).
In Göttingen gibt es eine seit dem 16. Jahrhundert nachweisbare jüdische Gemeinde. Die alte Synagoge von 1869 wurde in der Reichspogromnacht 1938 niedergebrannt. Auf dem jüdischen Friedhof neben dem Stadtfriedhof sind über 400 Grabsteine erhalten. Mittlerweile gibt es wieder ein reges jüdisches Gemeindeleben. Zum Jahresbeginn 2004 wurde in der Angerstraße ein neues Gemeindezentrum eingeweiht. Am 6. Februar 2004 wurde der erste Erev-Sabbat-Gottesdienst im neuen Gotteshaus gefeiert. Das neue Synagogengebäude war aus Bodenfelde nach Göttingen transloziert worden.

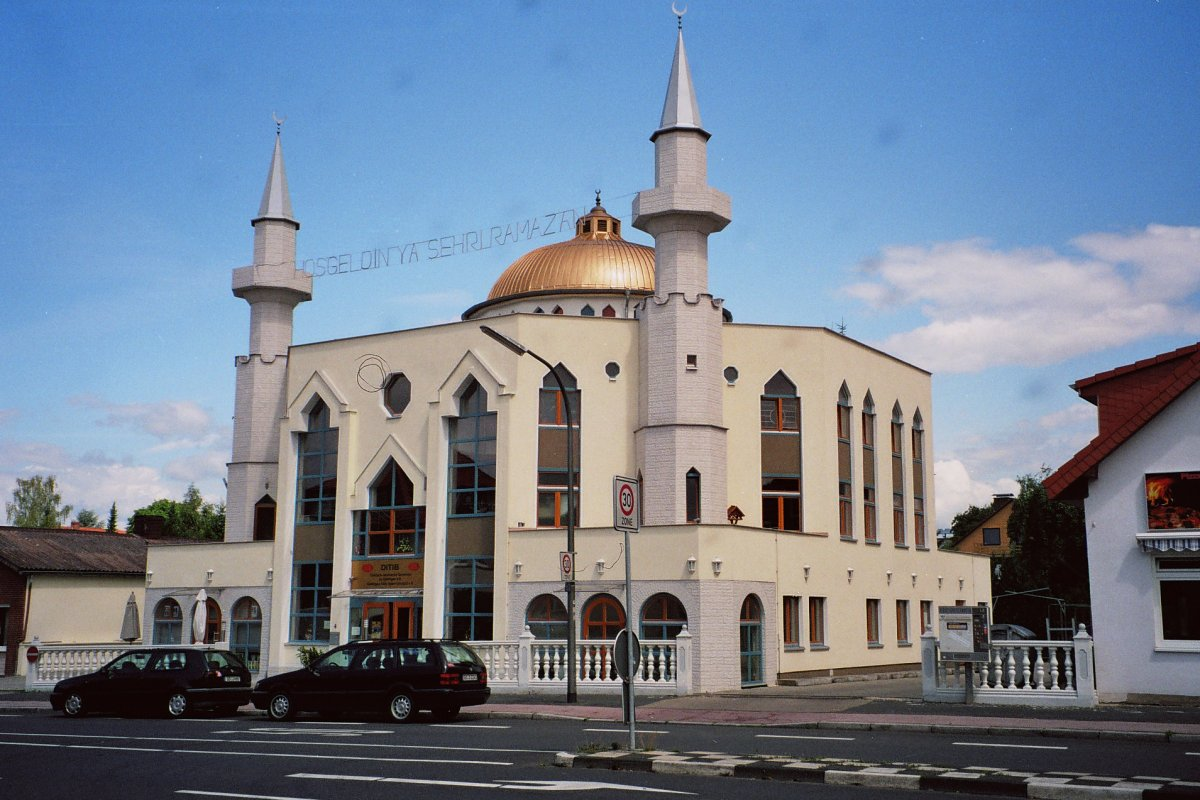
Salimya-Moschee am Königsstieg

Ebenso gibt es mehrere muslimische Gemeinden, unter anderem einige in Grone, in der Nordstadt und eine in der Südstadt. Im Königsstieg stellte 2006 die türkische DITIB-Gemeinde die Salimya-Moschee fertig. Die Al-Taqwa-Moschee liegt in der Güterbahnhofstraße.
Seit Mitte der 1980er Jahre haben Jesiden in Göttingen Fuß gefasst, 2015 wurden 160 Familien in Südniedersachsen geschätzt.
Darüber hinaus sind Gemeinden der Zeugen Jehovas, der Kirche Jesu Christi der Heiligen der Letzten Tage, der Neuapostolischen Kirche, der Russisch-Orthodoxen Kirche und anderer Orthodoxer in Göttingen vertreten.

## Politik

### Politik- und Verwaltungsgeschichte
An der Spitze der Stadt stand schon seit dem 12. Jahrhundert der Rat mit 24 Ratsherren. Ab 1319 unterstand die Neustadt dem Rat. Die Wahl des Rates erfolgte am Montag nach dem Michaelistag. Ab 1611 wurden die 24 Ratsherren von der gesamten Bürgerschaft gewählt. Der Rat wählte aus seiner Mitte den Bürgermeister. Ab 1669 gab es nur noch 16 Ratsherren, später nur noch 12. Ab 1690 wurde das Stadtregiment völlig neu geordnet. Danach gab es den Rat, der aus dem Gerichtsschulze, zwei Bürgermeistern, dem Syndikus, dem Stadtsekretär und acht Ratsherren, die von der Regierung zu wählen waren, bestand. Während der Zugehörigkeit der Stadt zum Königreich Westphalen leitete ein Maire die Stadtverwaltung. Ihm stand ein Munizipalrat zur Seite. 1831 wurde ein neues Verfassungs- und Verwaltungsreglement erlassen. Danach gab es einen Bürgermeister beziehungsweise ab 1844 einen Oberbürgermeister. Mit der neuen Städteordnung von 1852 gab es wieder einen Bürgermeister, der ab 1885 erneut den Titel Oberbürgermeister trug. Während des Dritten Reichs wurde das Stadtoberhaupt von der NSDAP eingesetzt.
1946 führte die Militärregierung der Britischen Besatzungszone die Kommunalverfassung nach britischem Vorbild ein. Danach gab es einen vom Volk gewählten Rat. Dieser wählte aus seiner Mitte den Oberbürgermeister als Vorsitzenden und Repräsentanten der Stadt, welcher ehrenamtlich tätig war. Daneben gab es ab 1946 einen ebenfalls vom Rat gewählten hauptamtlichen Oberstadtdirektor als Leiter der Stadtverwaltung. Im Jahre 2000 wurde in Göttingen die Doppelspitze aufgegeben. Seither gibt es nur noch den hauptamtlichen Oberbürgermeister, der Leiter der Stadtverwaltung und Repräsentant der Stadt ist. Er wird seit 1999 direkt von den Bürgern für acht (zuvor fünf) Jahre gewählt. Aus der ersten Wahl im Jahr 1999 ging Jürgen Danielowski (CDU) als Sieger hervor. Er trat das Amt am 1. Januar 2000 an und übergab es am 1. November 2006 an seinen Nachfolger, Wolfgang Meyer (SPD). Ihm folgten im Juni 2014 Rolf-Georg Köhler (SPD) und im November 2021 Petra Broistedt (SPD) nach.
In der konstituierenden Ratssitzung am 12. November 2021 wurde Julian Schlumberger (Bündnis 90/Die Grünen) zum neuen Ratsvorsitzenden gewählt. In der vorausgegangenen Wahlperiode waren Sylvia Binkenstein (SPD) von 2016 bis 2018, gefolgt von Christian Henze (SPD) bis 2020 und Karola Margraf (SPD) bis 2021 die Ratsvorsitzenden.
Während der Corona-Pandemie riegelte die Stadt vom 18.-22. Juni 2020 einen ganzen Wohnblock mit Bauzäunen ab und ließ ihn polizeilich überwachen, nachdem mehr als 100 Personen positiv auf Corona getestet wurden. Das Verwaltungsgericht Göttingen beurteilte dies als rechtswidrig, dennoch ergaben sich durch das Urteil keine rechtlichen Konsequenzen.

### Rat
| Ratswahl Göttingen 2021Wahlbeteiligung: 51,3 % 403020100 30,825,023,17,75,52,81,51,21,01,3 GrüneSPDCDULinkeFDPPARTEIBfnSgVoltPiratenSonst.Gewinne und Verlusteim Vergleich zu 2016 %p 12 10 8 6 4 2 0 −2 −4 −6 −8+10,2−7,6−1,3+1,4+0,1+1,5+1,2−2,3−3,4GrüneSPDCDULinkeFDPPARTEIBfnSVoltPiratenSonst.Anmerkungen:g Bündnis für nachhaltige Stadtentwicklung | Sitzverteilung im Rat der Stadt Göttingen seit 2021Insgesamt 46 Sitze - Linke: 4 - PARTEI: 1 - SPD: 11 - Grüne: 14 - BfnS: 1 - Volt: 1 - FDP: 3 - CDU: 11 |

| Jahr | SPD  | CDU  | Grüne | FDP | GöLinke | Piraten | Sonstige |
| ---- | ---- | ---- | ----- | --- | ------- | ------- | -------- |
| 2001 | 36,2 | 30,6 | 16,9  | 8,9 | 3,8     | –       | 3,6      |
| 2006 | 34,8 | 28,2 | 20,9  | 8,8 | 6,8     | –       | 0,5      |
| 2011 | 32,4 | 26,2 | 27,9  | 3,3 | 6,2     | 3,7     | 0,3      |
| 2016 | 32,6 | 24,4 | 20,6  | 5,4 | 6,3     | 3,3     | 7,4      |

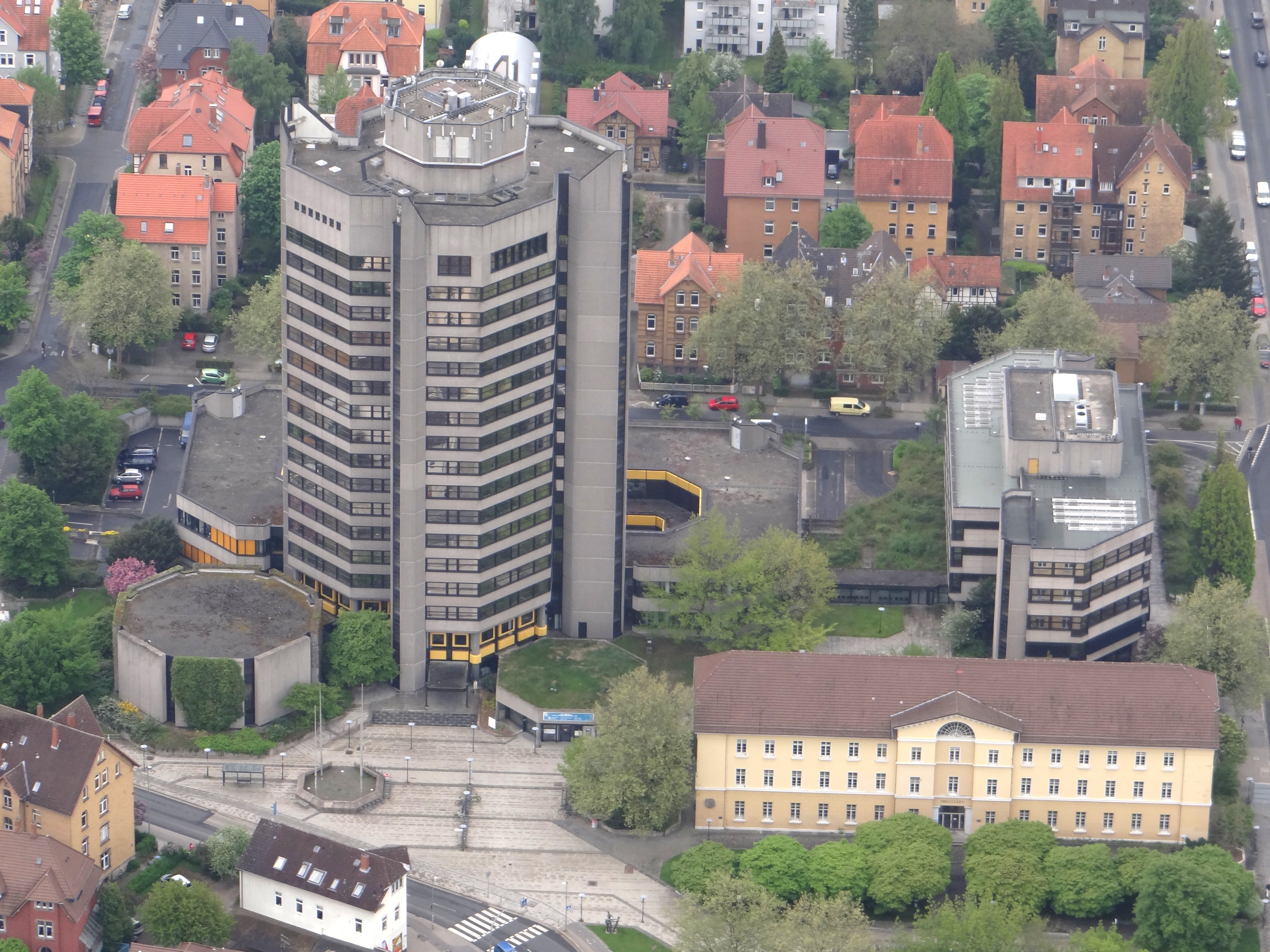
2013 aufgenommenes Luftbild vom Neuen Rathaus

Der Rat der Stadt Göttingen setzt sich aus 47 Ratsmitgliedern (46 Ratsfrauen und Ratsherren und einer direkt gewählten hauptamtlichen Oberbürgermeisterin) zusammen. Die Abgeordneten von Volt (1) und Die PARTEI (1) haben sich nach der Kommunalwahl 2021 zu einer Ratsgruppe zusammengeschlossen. Es besteht ein Haushaltsbündnis aus CDU, SPD und FDP, andere Entscheidungen werden mit wechselnden Mehrheiten getroffen. Zur Wahlperiode 2021–2026 wurde das Rot-Grüne Haushaltsbündnis nicht fortgesetzt.
| Jahr | SPD | CDU | Grüne | FDP | GöLinke | Piraten | Sonstige | Gesamt   |
| ---- | --- | --- | ----- | --- | ------- | ------- | -------- | -------- |
| 1996 | 17  | 17  | 10    | 3   | 1       | –       | 1        | 49 Sitze |
| 2001 | 17  | 15  | 8     | 4   | 2       | –       | –        | 46 Sitze |
| 2006 | 16  | 13  | 10    | 4   | 3       | –       | –        | 46 Sitze |
| 2011 | 15  | 12  | 13    | 1   | 3       | 2       | –        | 46 Sitze |
| 2016 | 15  | 11  | 9     | 3   | 3       | 2       | 3        | 46 Sitze |
| 2021 | 11  | 11  | 14    | 3   | 4       | –       | 3        | 46 Sitze |

### Weitere Wahlen
In der folgenden Tabelle sind die Ergebnisse von Bundestags-, Landtags- und Europawahlen in Göttingen dargestellt.
| Jahr | Wahl           | Wbt. | Grüne | SPD  | CDU  | Linke | AfD | FDP | BSW | Sonst. |
| ---- | -------------- | ---- | ----- | ---- | ---- | ----- | --- | --- | --- | ------ |
| 2025 | Bundestagswahl | 83,3 | 23,5  | 20,9 | 18,6 | 17,6  | 9,1 | 3,8 | 3,6 | 2,9    |
| 2024 | Europawahl     | 66,0 | 25,7  | 18,3 | 18,4 | 6,0   | 6,4 | 5,1 | 4,0 | 16,0   |
| 2022 | Landtagswahl   | 57,7 | 31,3  | 29,3 | 18,1 | 6,1   | 5,1 | 4,5 | —   | 5,6    |
| 2021 | Bundestagswahl | 75,5 | 30,6  | 27,8 | 15,5 | 8,2   | 4,2 | 8,7 | —   | 5,1    |
| 2019 | Europawahl     | 64,8 | 34,8  | 18,6 | 17,8 | 6,3   | 4,8 | 4,2 | —   | 6,9    |
| 2017 | Landtagswahl   | 62,5 | 18,2  | 36,2 | 22,2 | 9,3   | 4,3 | 7,0 | —   | 2,9    |
| 2017 | Bundestagswahl | 77,9 | 17,2  | 26,1 | 24,2 | 12,6  | 6,3 | 9,2 | —   | 4,6    |

### Oberbürgermeister
Am 15. Juni 2014 wurde Rolf-Georg Köhler (SPD) in einer Stichwahl mit 58,9 % zu Göttingens Oberbürgermeister gewählt. Er trat sein Amt am 1. November 2014 an. Bei den Kommunalwahlen am 12. September 2021 trat Köhler nicht mehr an. In der Stichwahl am 26. September 2021 setzte sich Petra Broistedt (SPD) mit 52,96 % der gültigen Stimmen gegen Doreen Fragel (parteilos, aufgestellt von den Grünen) durch. Sie trat ihr Amt am 1. November 2021 an.

### Abgeordnete
Im Bundestag wird Göttingen derzeit durch die über der Landeslisten eingezogenen Abgeordneten Fritz Güntzler (CDU) und Konstantin Kuhle (FDP) vertreten. Das Direktmandat des Wahlkreises Göttingen erhielt bei der Bundestagswahl 2017 der 2020 verstorbene Thomas Oppermann (SPD).
Im 2022 gewählten Niedersächsischen Landtag vertreten die Abgeordneten Marie Kollenrott (Grüne, Direktwahl Göttingen-Stadt), Gerd Hujahn (SPD, Direktwahl Göttingen/Münden), Carina Hermann (CDU, Landesliste), Michael Lühmann (Grüne, Landesliste) die Stadt Göttingen.

### Ortsräte
Die Ortschaften der Stadt Göttingen werden durch insgesamt 93 Ortsratsmitglieder in neun Ortsräten vertreten. Seit der Kommunalwahl 2021 verteilen die Ratsmitglieder sich wie folgt:
| Ortschaft                                  | SPD | CDU | Grüne | FDP | Linke | 0WG | parteilos | 0∑ |
| ------------------------------------------ | --- | --- | ----- | --- | ----- | --- | --------- | -- |
| Elliehausen-Esebeck                        | 3   | 4   | 2     | —   | —     | —   | —         | 9  |
| Geismar                                    | 4   | 3   | 4     | 1   | 1     | —   | —         | 13 |
| Groß Ellershausen-Hetjershausen-Knutbühren | 4   | 4   | 1     | —   | —     | —   | —         | 9  |
| Grone                                      | 6   | 3   | 2     | 1   | 1     | —   | —         | 13 |
| Herbershausen                              | 4   | 3   | 1     | —   | —     | —   | 1**       | 9  |
| Holtensen                                  | 6   | 3   | —     | —   | —     | —   | —         | 9  |
| Nikolausberg                               | 3   | 2   | 2     | 1   | —     | 1*  | —         | 9  |
| Roringen                                   | 7   | 2   | —     | —   | —     | —   | —         | 9  |
| Weende-Deppoldhausen                       | 3   | 3   | 6     | 1   | —     | —   | —         | 13 |
| ∑                                          | 40  | 27  | 18    | 4   | 2     | 1   | 1         | 93 |

* Bündnis für nachhaltige Stadtentwicklung Göttingen, ** Einzelkandidatin Vera Rohrdanz

### Wappen
| Wappen der Stadt Göttingen | Blasonierung: „Das Wappen der Stadt zeigt oben in Blau auf silbernem Bogen drei silberne rotbedachte Türme, der mittlere mit goldenem Knauf und begleitet von vier goldenen Kugeln (2:2), die seitlichen vierfenstrig, mit goldener Kreuzblume; unten in Rot ein linkshin schreitender blaubewehrter goldener Löwe.“ |
| Wappen der Stadt Göttingen | Wappenbegründung: Das Wappen der Stadt Göttingen geht zurück auf das älteste erhaltene Siegel der Stadt aus dem Jahr 1278. Es zeigt unten in rotem Feld einen nach heraldisch links (vom Betrachter aus gesehen: rechts) schreitenden, goldenen oder gelben Löwen, das Wappenbild der welfischen Herzöge. Der Löwe weist darauf hin, dass Göttingen zum welfischen Territorium, dem Herzogtum Braunschweig-Lüneburg, gehörte. Darüber befindet sich auf blauem Feld ein die Stadtmauer symbolisierender, silberner Bogen mit drei ebenfalls silbernen Türmen, die rote, spitze Dächer tragen. Türme und Mauer zeigen an, dass Göttingen im Besitz der Stadtrechte war. Der Raum zwischen den Türmen wird durch vier Kugeln unterbrochen. Die Stadtflagge ist schwarz-gold. |

Das Stadtwappen wurde in seiner heutigen Form zuletzt 1961 in der Hauptsatzung der Stadt festgelegt. Zeitweise verwendete die Stadt ein einfacheres Wappen, das in Schwarz den golden gekrönten, goldenen Großbuchstaben G zeigte.

### Flagge
Die Flagge der Stadt zeigt die Farben schwarz und gold in zwei gleich breiten Längsstreifen.

### Wahlspruch
Göttingens Wahlspruch, der sich am Eingang zum Ratskeller befindet, lautet: Extra Gottingam non est vita, si est vita non est ita (zu deutsch „Außerhalb Göttingens gibt es kein Leben; gibt es Leben, dann kein solches“) und soll auf den Schriftsteller und Historiker August Ludwig von Schlözer zurückgehen.

### Städtepartnerschaften
Göttingen unterhält mit folgenden Städten eine Städtepartnerschaft:
- Cheltenham (Vereinigtes Königreich), seit 1951[65]
- Toruń/Thorn (Polen), seit 1978[66]
- Pau (Frankreich), seit 1983[67]
- Lutherstadt Wittenberg (Deutschland), seit 1988[68]
- La Paz Centro (Nicaragua), seit 1989 Solidaritätsvereinbarung[69]
- Qixia (Volksrepublik China), seit 2010 Kooperationsvertrag
- Ukraine: Ochtyrka, seit 2023 Solidaritätsvereinbarung[70]

Seit August 1987 ist Göttingen Mitglied im „Hiroshima-Nagasaki-Städtebündnis“ („Mayors For Peace“).

## Bildung und Forschung

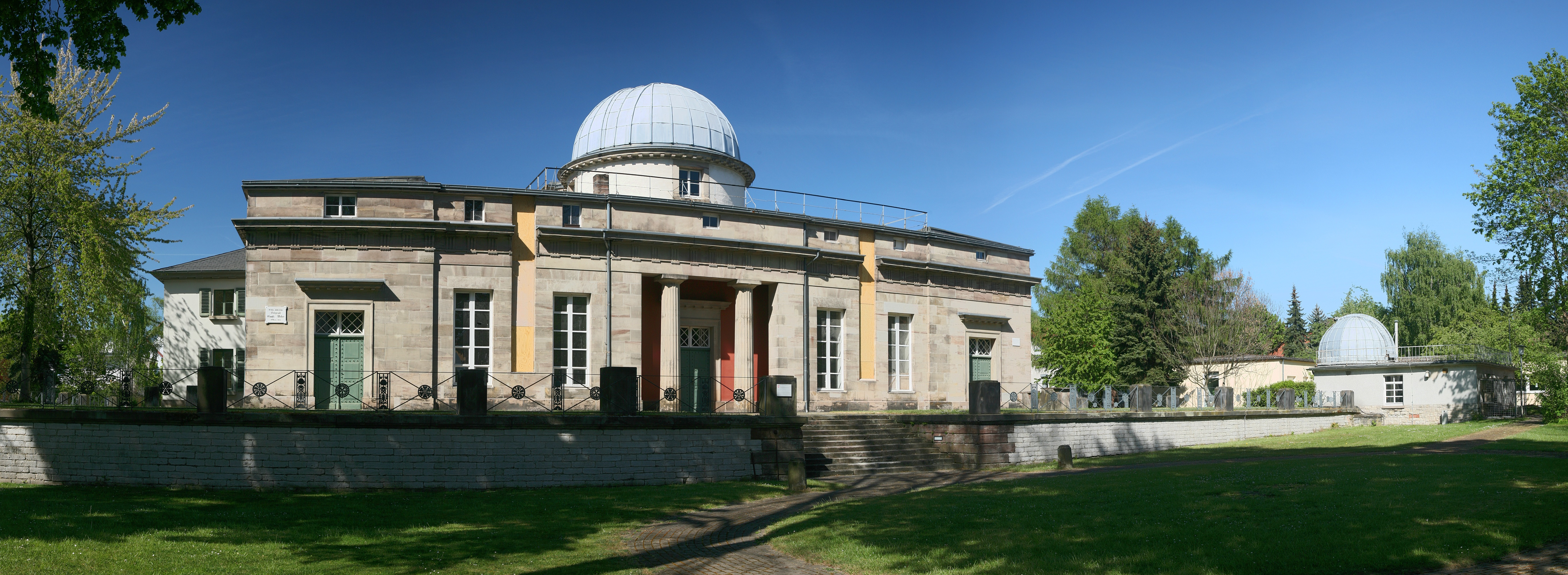
Historische Sternwarte der Universität

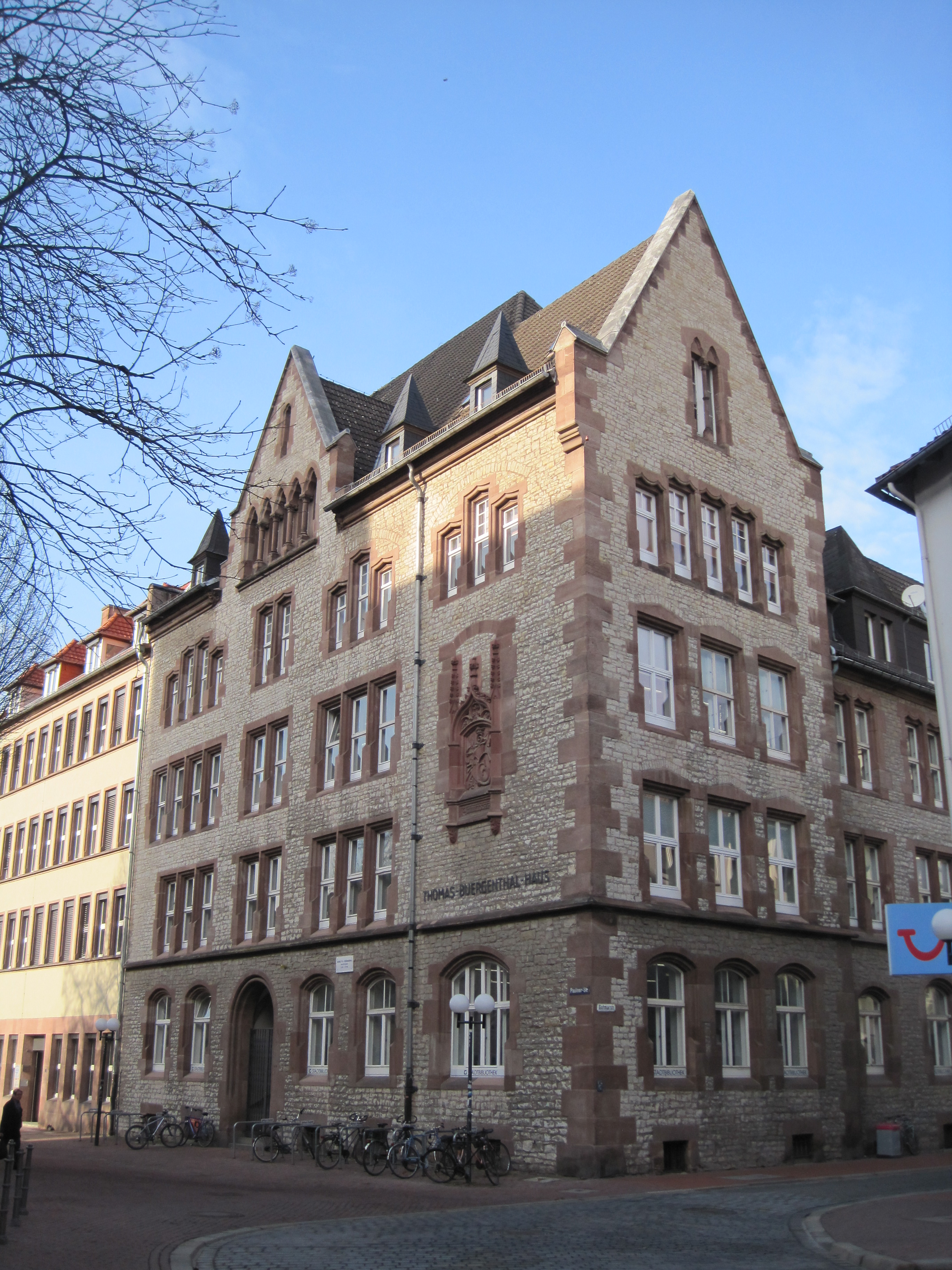
Die Stadtbibliothek im Thomas-Buergenthal-Haus neben St. Johannis

Göttingen ist eine Stadt, die seit dem 18. Jahrhundert durch die Georg-August-Universität (Georgia Augusta) im Wesentlichen von Bildung und Forschung geprägt wird, daher die Bezeichnung Universitätsstadt. 45 Nobelpreisträger kamen aus der Stadt und/oder haben dort gewirkt. (Dies wird als Göttinger Nobelpreiswunder bezeichnet.)
Dominierend in Stadtbild und Wahrnehmung ist die Georg-August-Universität Göttingen. Sie wurde 1737 durch den damaligen Kurfürsten Georg II. August von Hannover, König von Großbritannien und Irland, gegründet und hat eine lange Liste bekannter Persönlichkeiten hervorgebracht. 2007 gewann die Universität die zweite Runde der Exzellenzinitiative. Im Stadtbild erinnern die für Göttingen seit 1874 typischen Gedenktafeln an den Häusern an die Wohnstätten von etwa 320 berühmten Göttinger Gelehrten und Studenten. Sie sind zumeist aus weißem Marmor und verweisen auf die Wohnzeit der geehrten Person im jeweiligen Haus. Mit der Anbringung der Tafeln ist eine Göttinger Laudatio verbunden.
1751 wurde die Königliche Societät der Wissenschaften in Göttingen, die spätere Akademie der Wissenschaften zu Göttingen, gegründet.
Seit 1974 hat die Hochschule für angewandte Wissenschaft und Kunst einen Standort in Göttingen. 1983 wurde die Berufsakademie Göttingen gegründet, 1994 die Private Fachhochschule Göttingen und 2002 die Fachhochschule im Deutschen Roten Kreuz, die nicht mehr besteht. Daneben gibt es die Verwaltungs- und Wirtschafts-Akademie Göttingen e. V. sowie die Volkshochschule Göttingen Osterode gGmbH (bis 2008 VHS Göttingen e. V.).
Neben den Hochschulen sind vier Institute der 1948 gegründeten Max-Planck-Gesellschaft zur Förderung der Wissenschaften in Göttingen ansässig, es handelt sich um das Max-Planck-Institut für Multidisziplinäre Naturwissenschaften, das Max-Planck-Institut zur Erforschung multireligiöser und multiethnischer Gesellschaften und das Max-Planck-Institut für Dynamik und Selbstorganisation. 2014 wurde das bis dahin noch in Katlenburg-Lindau ansässige Max-Planck-Institut für Sonnensystemforschung nach Göttingen verlegt. Die Stadt Göttingen ist außerdem „Korporativ Förderndes Mitglied“ der Max-Planck-Gesellschaft.
Mit dem Thema Perspektive Sprache gehörte Göttingen zu den zehn deutschen Städten, die im Wissenschaftsjahr 2009 Treffpunkt der Wissenschaft waren.

### Bibliotheken und wissenschaftliche Serviceeinrichtungen
- Niedersächsische Staats- und Universitätsbibliothek Göttingen
- Gesellschaft für wissenschaftliche Datenverarbeitung mbH Göttingen (GWDG); Rechenzentrum für die Universität und die Max-Planck-Institute
- Stadtbibliothek Göttingen; gegründet 1897

### Sonstige wissenschaftliche Einrichtungen

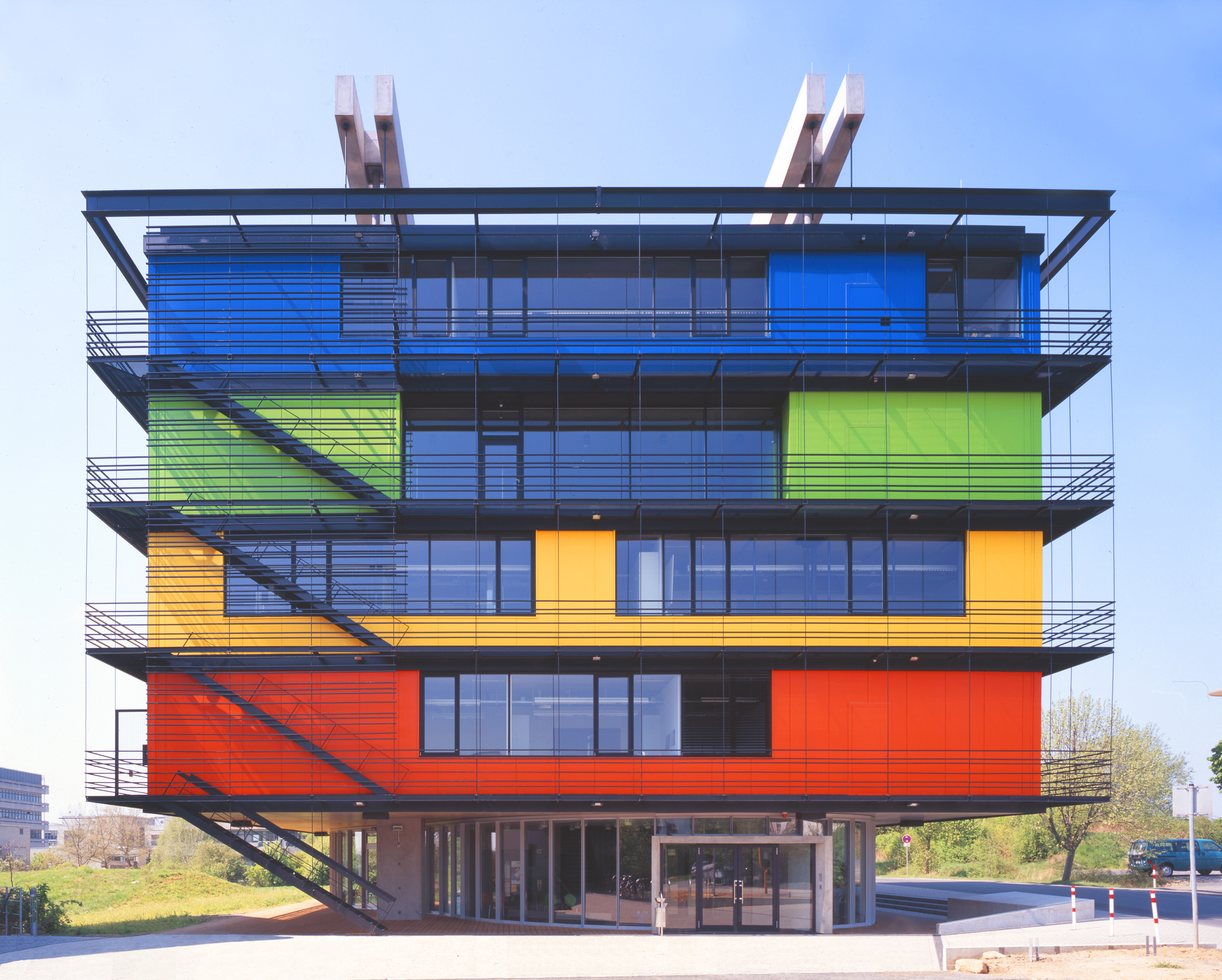
Gebäude des Schülerlabors XLAB auf dem Nordcampus der Universität

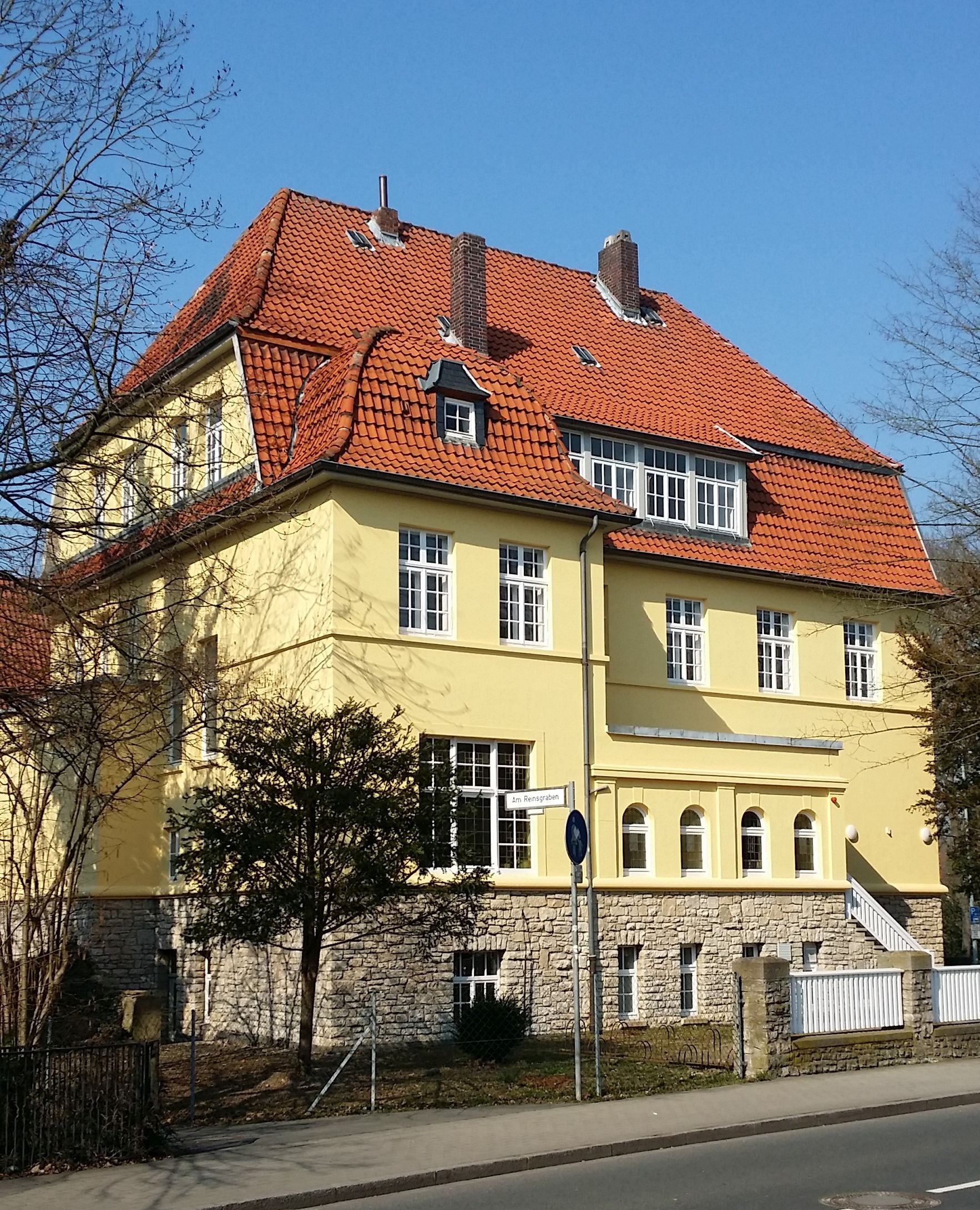
YLAB – Geisteswissenschaftliches Schülerlabor der Georg-August-Universität Göttingen

- Deutsches Zentrum für Luft- und Raumfahrt e. V. (DLR)
- Deutsches Zentrum für Neurodegenerative Erkrankungen (DZNE)
- Laser-Laboratorium Göttingen e. V.
- Deutsches Primatenzentrum
- Johann-Friedrich-Blumenbach Institut für Zoologie und Anthropologie
- Soziologisches Forschungsinstitut (SOFI) e. V.
- IWF Wissen und Medien gGmbH (seit dem 1. Januar 2011 geschlossen)
- Septuaginta-Unternehmen; gegründet 1907
- Nordwestdeutsche Forstliche Versuchsanstalt
- XLAB – bundesweit führendes Schülerlabor als Bindeglied zwischen Schulen und Universität wie Forschungsinstituten im Bereich der Natur- und Technikwissenschaften
- YLAB – Geisteswissenschaftliches Schülerlabor der Georg-August-Universität Göttingen – Geisteswissenschaftliches universitäres Schülerlabor als Brücke zwischen Schulen, Universität, Lehrerbildung, Forschungs- und Bildungseinrichtungen in den Bereichen der Geistes-, Gesellschafts- und Kulturwissenschaften[76]
- Kirchenrechtliches Institut der Evangelischen Kirche in Deutschland
- Max-Planck-Institut für biophysikalische Chemie
- Max-Planck-Institut für experimentelle Medizin
- Max-Planck-Institut für Dynamik und Selbstorganisation (früher Strömungsforschung)
- Max-Planck-Institut zur Erforschung multireligiöser und multiethnischer Gesellschaften (früher MPI für Geschichte)
- Max-Planck-Institut für Sonnensystemforschung
- Göttinger Zentrum Molekulare Biologie (GZMB)
- European Neuroscience Institute (ENI)
- Gesellschaft für wissenschaftliche Datenverarbeitung mbH Göttingen (GWDG)
- Anwendungszentrum für Plasma und Photonik des Fraunhofer-Institut für Schicht- und Oberflächentechnik[77]

### Schulen
Göttingen hat neben fünf Gymnasien (Felix-Klein-Gymnasium, Hainberg-Gymnasium, Max-Planck-Gymnasium, Otto-Hahn-Gymnasium, Theodor-Heuss-Gymnasium) die Georg-Christoph-Lichtenberg-Gesamtschule, die Geschwister-Scholl-Gesamtschule, die Neue IGS Göttingen und das Abendgymnasium Göttingen, an welchem man ebenso sein Abitur absolvieren kann. Außerdem besteht diese Möglichkeit an den Berufsbildenden Schulen I (Arnoldischule) im Fachgymnasium Wirtschaft, im Fachgymnasium Technik der Berufsbildenden Schulen II sowie an den Berufsbildenden Schulen III im Fachgymnasium Gesundheit und Soziales. Schulen in freier Trägerschaft sind die Freie Waldorfschule Göttingen als Gesamtschule mit allen Abschlussmöglichkeiten sowie eigenem Waldorfabschluss und die Montessori-Schule Göttingen. Allgemein gibt es in Göttingen ein vollständiges Angebot an allgemeinbildenden und berufsbildenden Schulen.

## Kultur und Sehenswürdigkeiten

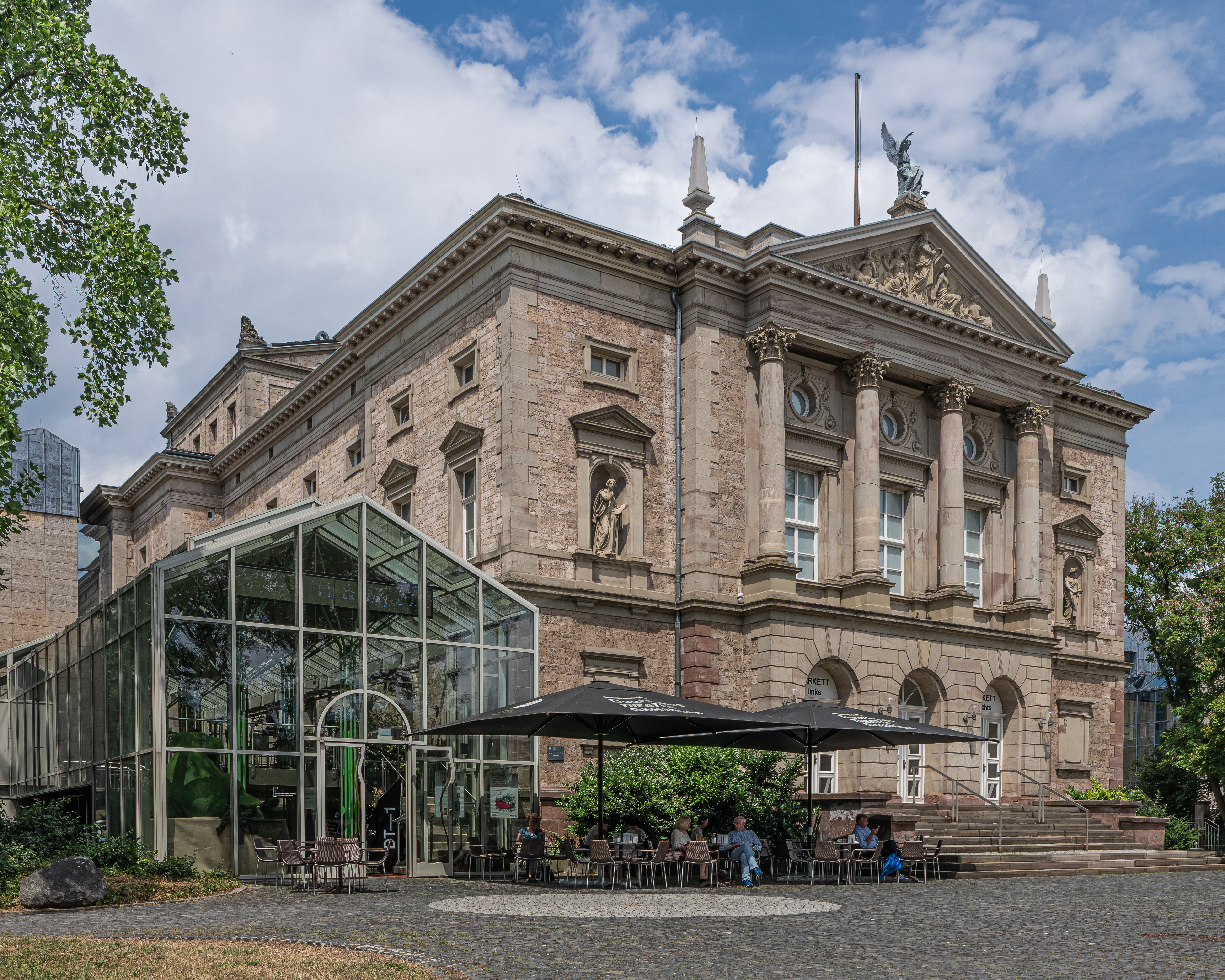
Deutsches Theater Göttingen

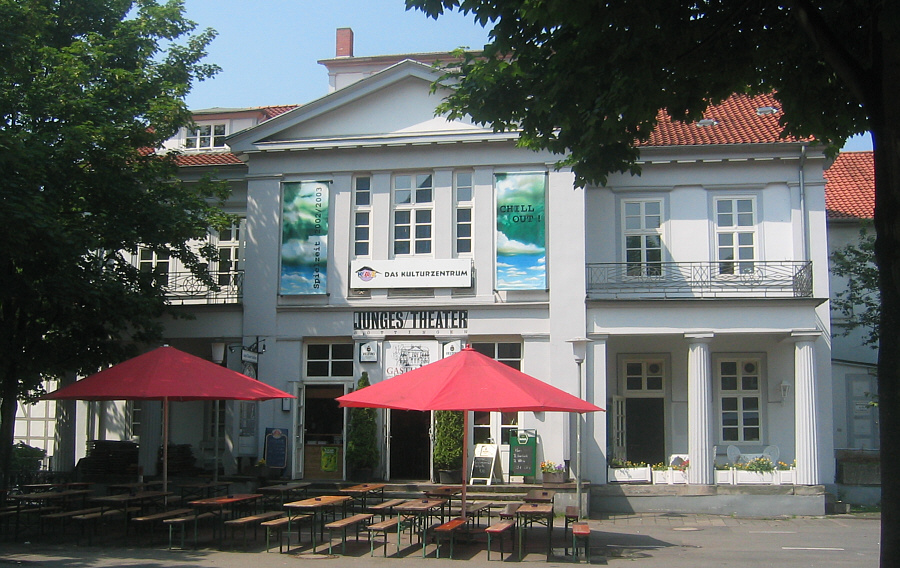
Junges Theater Göttingen, Otfried Müller Haus (Aufnahme 2003)

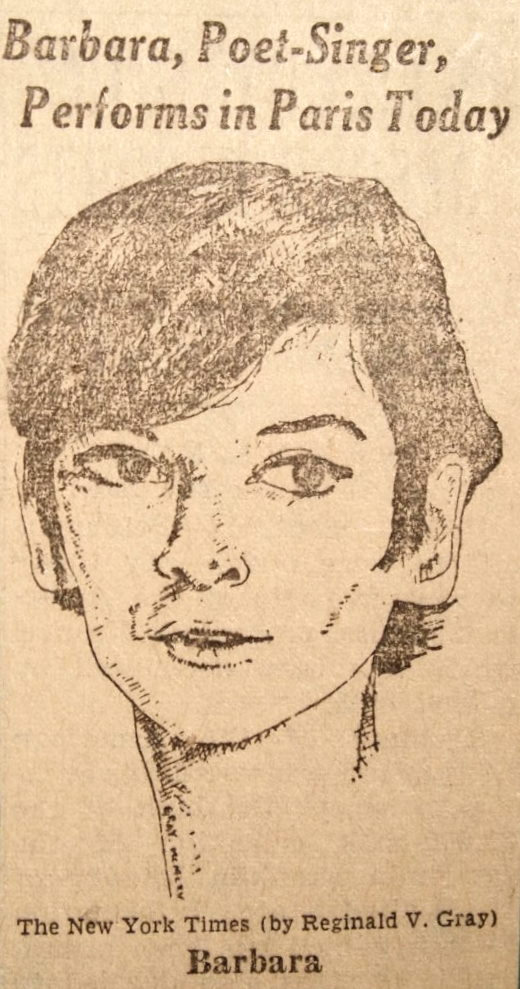
Barbara – Repro von Reginald Gray

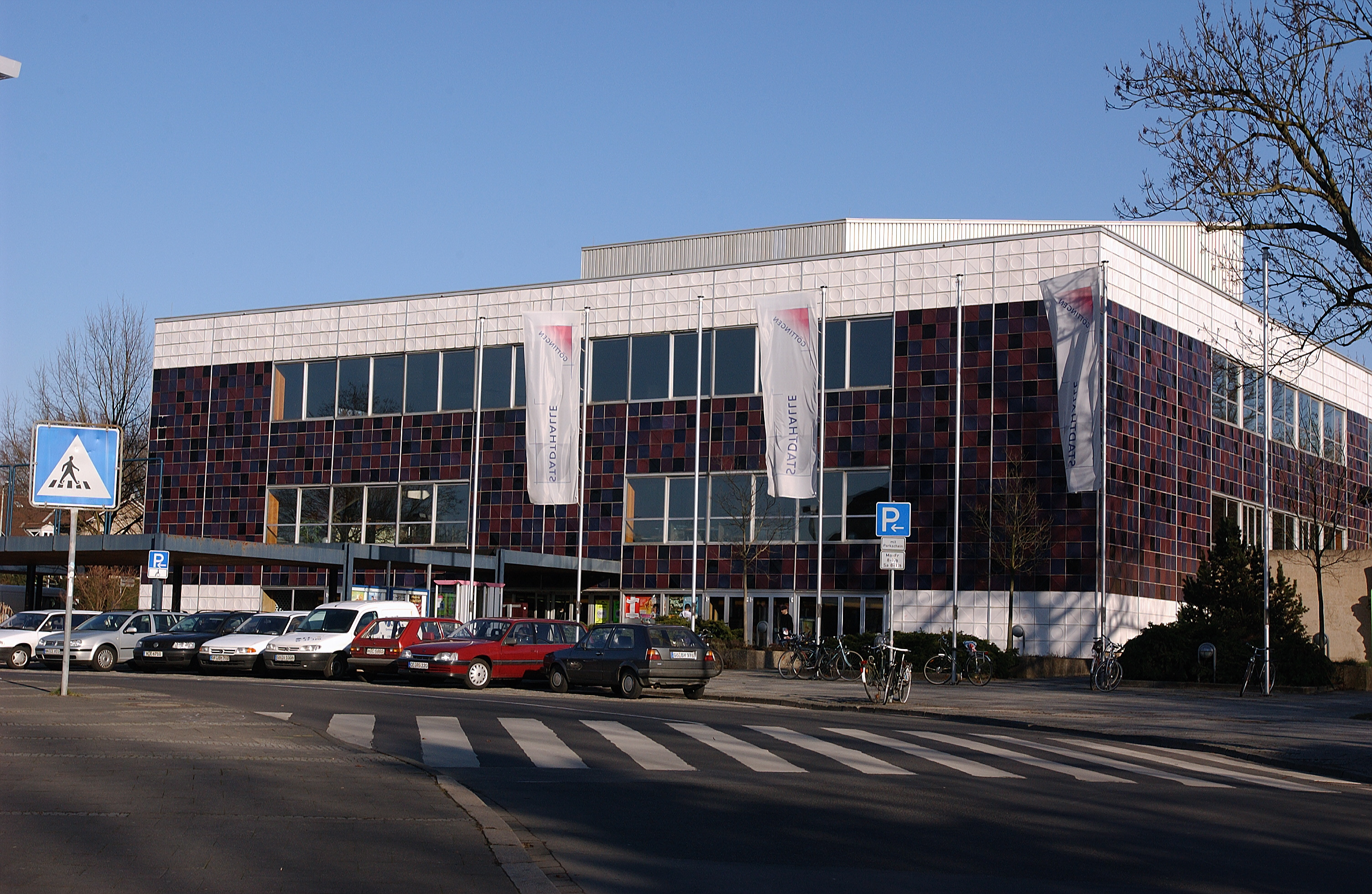
Stadthalle Göttingen am Albaniplatz (Aufnahme 2002)

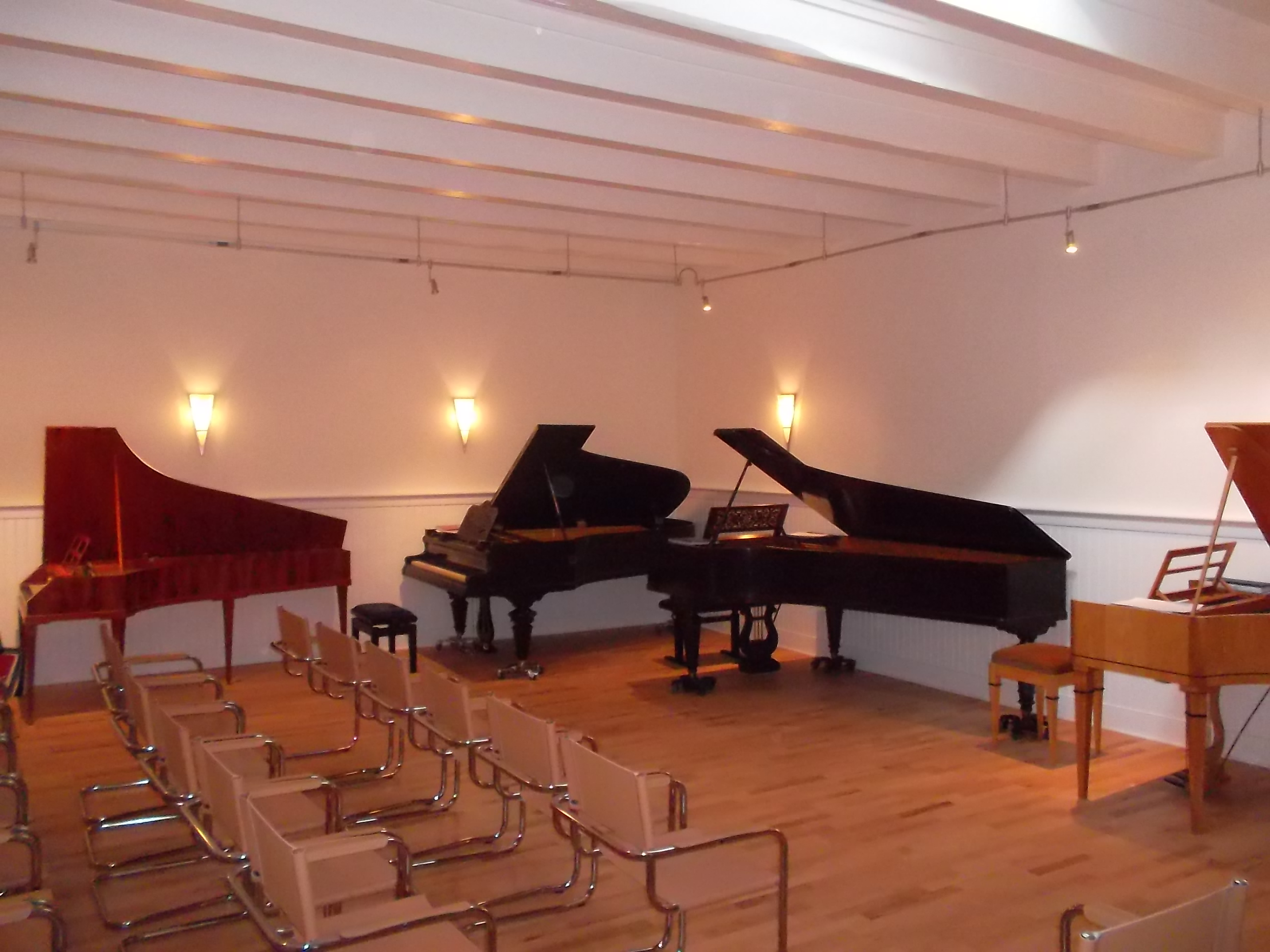
Clavier-Salon Göttingen

### Theater
Die Göttinger Theaterlandschaft umfasst das Deutsche Theater Göttingen, das Junge Theater Göttingen (JT), das Theater im OP, welches einen ehemaligen Schauoperationssaal der alten chirurgischen Klinik der Göttinger Universität als Bühne nutzt, sowie die Großbühne der Freien Waldorfschule Göttingen in Weende, auf der jährlich mehrere Theater- und Eurythmieaufführungen in einem 450 Personen fassenden Festsaal stattfinden. In Göttingen gibt es weiterhin verschiedene Theatergruppen, wie die Stillen Hunde, das boat people projekt oder den Verein Domino.

### Musik
Die jährlich im Frühsommer von der Händelgesellschaft veranstalteten Internationalen Händel-Festspiele gehen auf die ersten Wiederaufführungen von Händel-Opern in nachbarocker Zeit zurück, die in den 1920er Jahren von Musikwissenschaftlern in Göttingen initiiert wurden. Im späten 20. Jahrhundert wurden die Festspiele unter der Leitung von John Eliot Gardiner und später Nicholas McGegan zu einem Zentrum der musikalischen und szenischen historischen Aufführungspraxis der Werke Georg Friedrich Händels. Seit 2012 ist der Brite Laurence Cummings Künstlerischer Leiter der Festspiele. Die Festspiele ziehen ein internationales Publikum an, insbesondere aus Händels Wahlheimat Großbritannien. Einer der zahlreichen Konzertorte ist das Deutsche Theater Göttingen.
Im Sommer 2007 hat Judith Kara in Zusammenarbeit mit der Universität Göttingen die Alte Fechthalle renoviert und zu einem Kulturzentrum ausgebaut. Es entstand ein Veranstaltungsort mit guter Akustik, um unterschiedliche Kunstformen zusammenzuführen. Hier findet im Herbst die Tanz-Kultur-Woche statt.
Von 2012 bis 2024 betrieb der Pianist Gerrit Zitterbart in der Altstadt einen Clavier-Salon, wo u. a. internationale junge Preisträger solistisch und mit Kammermusik auftraten.
Im Jahr 1964 erschien das Chanson Göttingen der französischen Sängerin Barbara. Einrichtungen wie das Göttinger Symphonieorchester, das Jugend-Sinfonieorchester Göttingen, der Göttinger Flowmarkt und die Guano Apes und Ganz Schön Feist sind über die Stadtgrenzen hinaus bekannt. Daneben besitzt Göttingen im Bereich der klassischen Musik eine Laienmusikszene mit fünf Sinfonieorchestern verschiedener thematischer Ausrichtung.
- Orchester Göttinger Musikfreunde (OGM),
- concierto Göttingen (Kammerorchester mit modernem und historischem Musizierstil im Sinne der historischen Aufführungspraxis),
- Universitätsorchester Göttingen (als offizielles Orchester der Georg-August-Universität),
- Akademische Orchestervereinigung Göttingen (AOV) (Schwerpunkt auf Orchesterwerke der Klassik und Romantik)
- Orchester der Studentischen Musikvereinigung Blaue Sänger (Kammerorchester mit Schwerpunkt spätes 18. bis frühes 19. Jahrhundert).

Die Stadt hat mit dem Göttinger Knabenchor einen seit den 1970er Jahren über die Landesgrenzen hinaus bekannten Chor. Solisten der Chorakademie Göttingen werden an Musiktheatern der Region regelmäßig engagiert. Weiterhin gibt es in Göttingen mehrere Laien-Bigbands und andere Jazz-Formationen. Seit 1978 findet am ersten Wochenende im November das Göttinger Jazzfestival mit internationalen Stars sowie Göttinger Jazzkünstlern statt. Der Verein stallarte organisiert jedes Jahr ein Festival mit Bildender Kunst, Literatur und Neuer Musik.
Nach neunundzwanzig Jahren Göttinger Altstadtfest
 gibt es seit 2006 jährlich stattdessen ein Indoor-Altstadtfest in den Räumen verschiedener Lokalitäten. Für Veranstaltungen stehen die Stadthalle (nach Abschluss der im November 2018 begonnenen Sanierungsarbeiten) und die Lokhalle zur Verfügung.

### Kunst
Zeitgenössische Kunst ist seit 1968 in den Ausstellungen des Kunstvereins erlebbar, welche teils im Alten Rathaus, teils in den Räumlichkeiten des 1976 gegründeten Künstlerhauses stattfinden. Daneben besitzt Göttingen eine größere Anzahl Galerien und Ateliers, allen voran die 1982 gegründete Galerie Ahlers und das 1878 entstandene Kunsthaus Nottbohm mit Galerie. Doch auch jüngere Galerien, wie die Alte Feuerwache, die Galerie Art Supplement oder der Salon für Kunst und Kultur, sowie die städtische Torhaus-Galerie sind fester Bestandteil der Göttinger Kunstlandschaft. Im November 2021 eröffnete mit dem neighbours ein von jungen Menschen betriebenes Café mit wechselndem Ausstellungsbetrieb.
In der Vergangenheit gab es weitere bedeutende Kunstvereinigungen und -galerien. So war von 1962 bis 1969/70 vor allem die Galerie im Centre ein überregional bedeutender Kunst- und Ausstellungsraum. In ihm fand z. B. 1968 eine Aktion von Joseph Beuys und Henning Christiansen statt, aber auch Werke von namhaften oder damals noch jungen Künstlerinnen und Künstlern, wie Werner Schreib, Attersee und Frauke Migge, wurden präsentiert. Organisiert wurde das Centre unter anderem von Heinz Raumschüssel, Udo Breger und Gerhard Bodenstein. Letzterer gründete 1971 das apex mit, welches bis 2011 als Kunstverein maßgeblicher Bestandteil der Kulturlandschaft Göttingens war. Es existiert weiterhin als Bistro, in welchem Jacqueline Amirfallah kocht, und als Veranstaltungsraum für Theater, Kabarett und Musik.
Vor dem Zweiten Weltkrieg besaß die Vereinigung Göttinger Kunstfreunde (gegr. 1898) ein gewisses Renommee. So eröffnete in ihr im Mai 1930 die internationale Ausstellung Fotografie der Gegenwart, auf Einladung der Kunstfreunde hielt 1913 Aby Warburg in Göttingen einen Vortrag. Auch damals bereicherten kleinere Galerien und Einrichtungen die Göttinger Kunstlandschaft, 1907 feierte z. B. eine Ausstellung der Künstlergruppe Die Brücke Vernissage im Kunstsalon Werner.
Die längste Tradition örtlicher Kunsteinrichtungen besitzen die Kunstsammlung der Universität und das Städtische Museum Göttingen.

### Museen und Archive

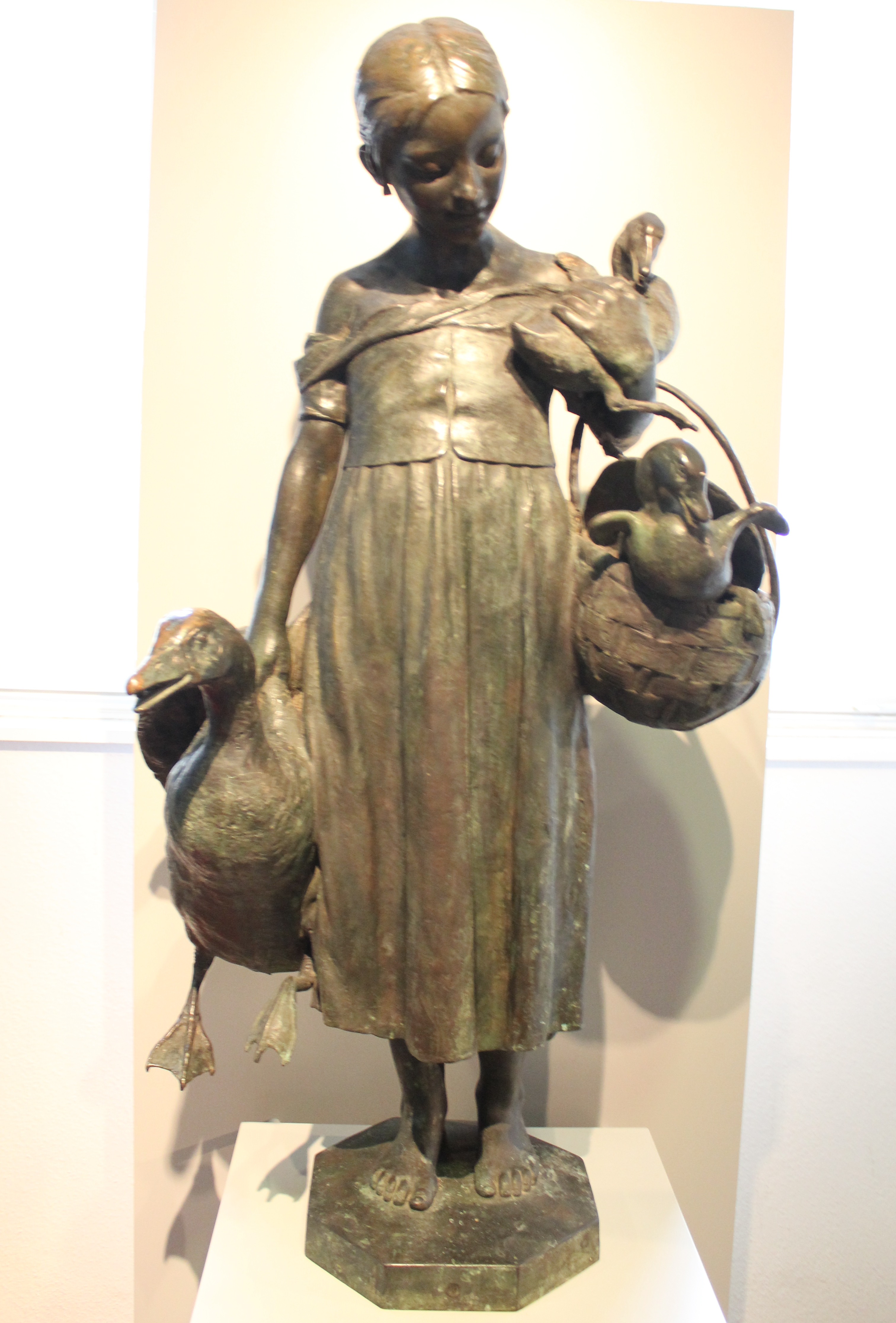
Gänseliesel Brunnenfigur-Original im Städtischen Museum

- Forum Wissen, Wissenschaftsmuseum im Gebäude des Naturhistorischen Museums der Universität Göttingen[97]
- Städtisches Museum Göttingen
- Kunstsammlung der Universität
- Akademisches Museum der Universität: Inzwischen aufgelöst
- Archäologische Sammlungen der Universität (darunter die Sammlung der Gipsabgüsse antiker Skulpturen)
- Geowissenschaftliches Museum der Universität Göttingen
- Karzer der Universität (historische Graffiti)
- Ethnologische Sammlung der Universität Göttingen (mit der Baron-von-Asch-Sammlung und der Cook/Forster-Sammlung)
- Zoologische Sammlungen der Universität
- Bismarckhäuschen am Wall (die Studentenwohnung Otto von Bismarcks)
- Museum der Göttinger Chemie
- Saline Luisenhall (eine der letzten noch aktiven Produktionsstätten von Siedesalz in Europa)
- Stadtarchiv
- Sammlung historischer Musikinstrumente der Universität
- Historische Sammlung zur Geburtsmedizin und Moulagensammlung der Universität[98]
- Humanembryologische Dokumentationssammlung Blechschmidt der Universität[99]

### Botanische Gärten der Universität
In Göttingen gibt es folgende Botanische Gärten der Georg-August-Universität:
- Alter Botanischer Garten: ältester Botanischer Garten in Niedersachsen und einer der reichsten in Deutschland mit über 10.000 Pflanzenarten
- Neuer Botanischer Garten: ökologischer Versuchsgarten
- Forstbotanischer Garten: reiche Sammlung an Gehölzen

(siehe auch Liste der Naturdenkmale in Göttingen)

### Denkmäler

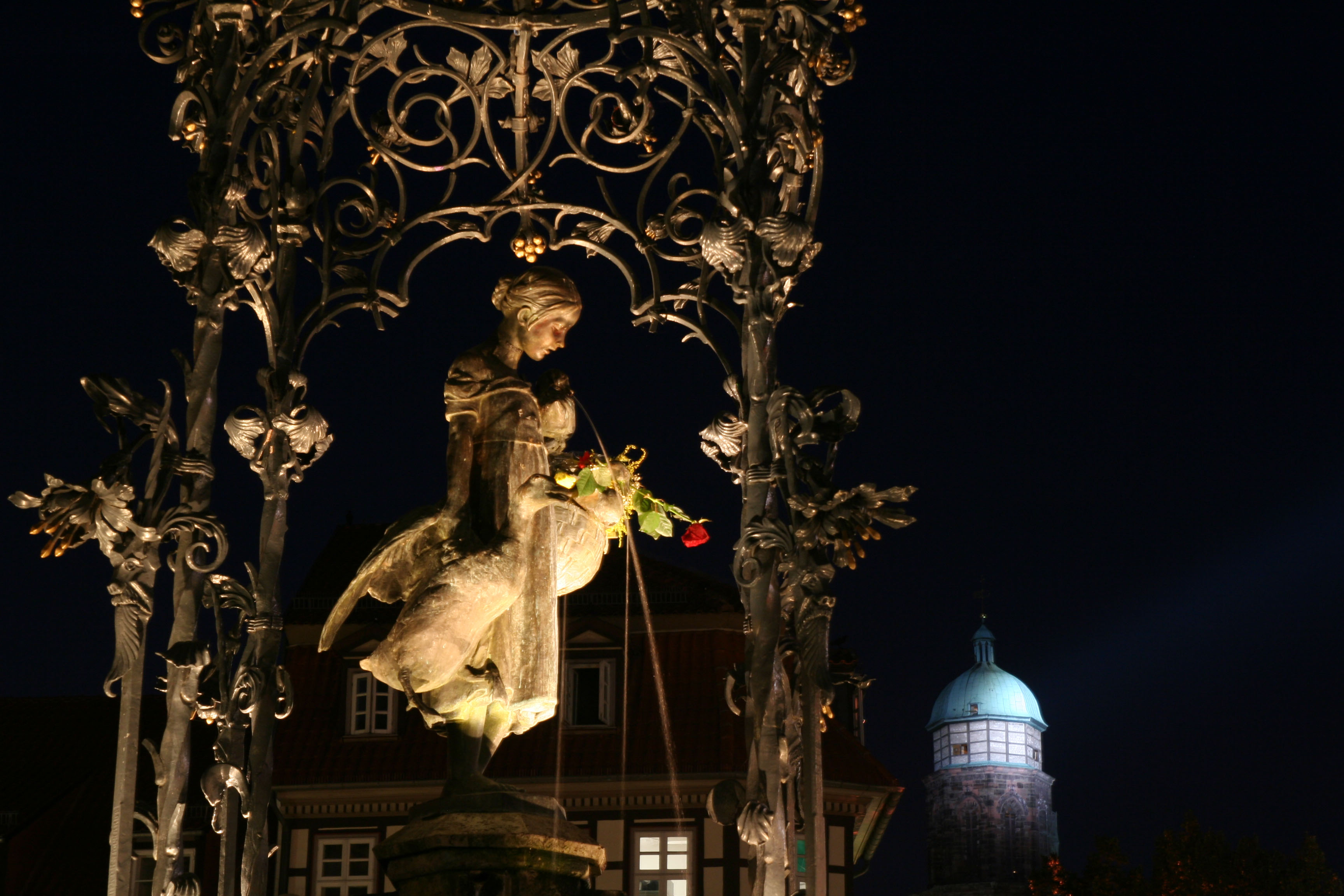
Wahrzeichen der Stadt: Das Gänseliesel (Brunnenfigur auf dem Göttinger Marktplatz)

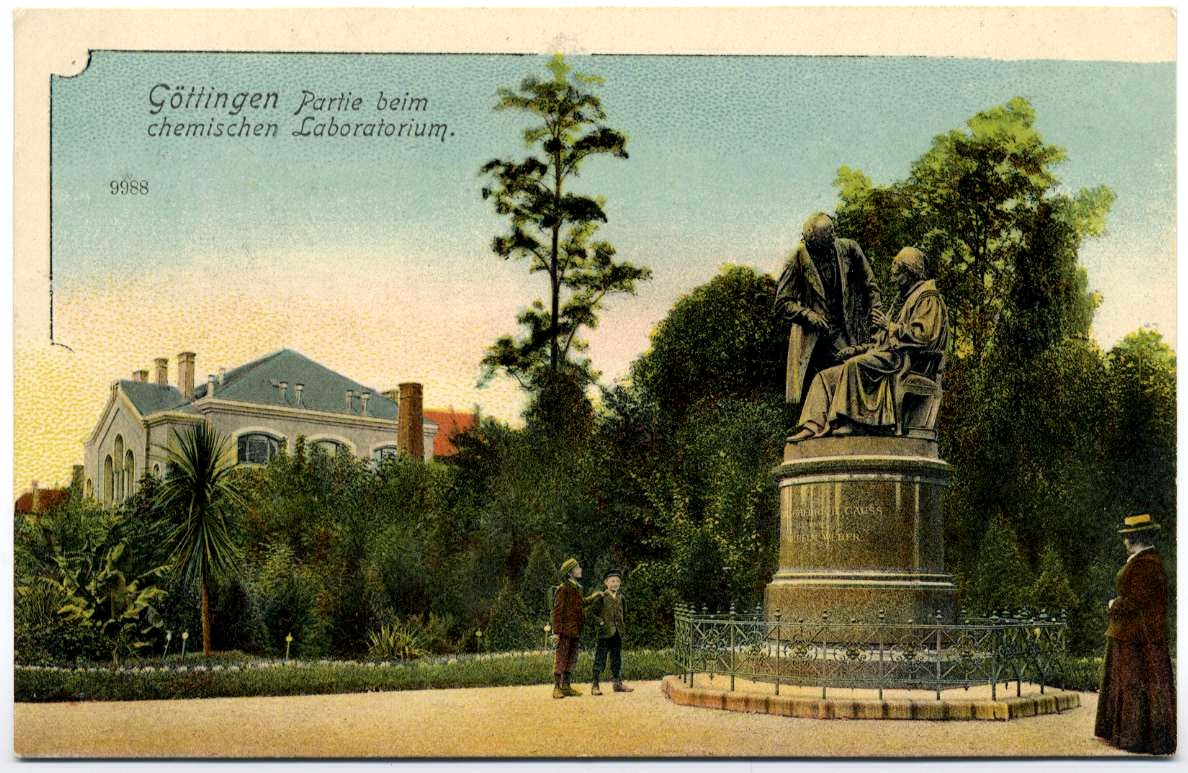
Gauß-Weber-Denkmal mit chemischem Laboratorium

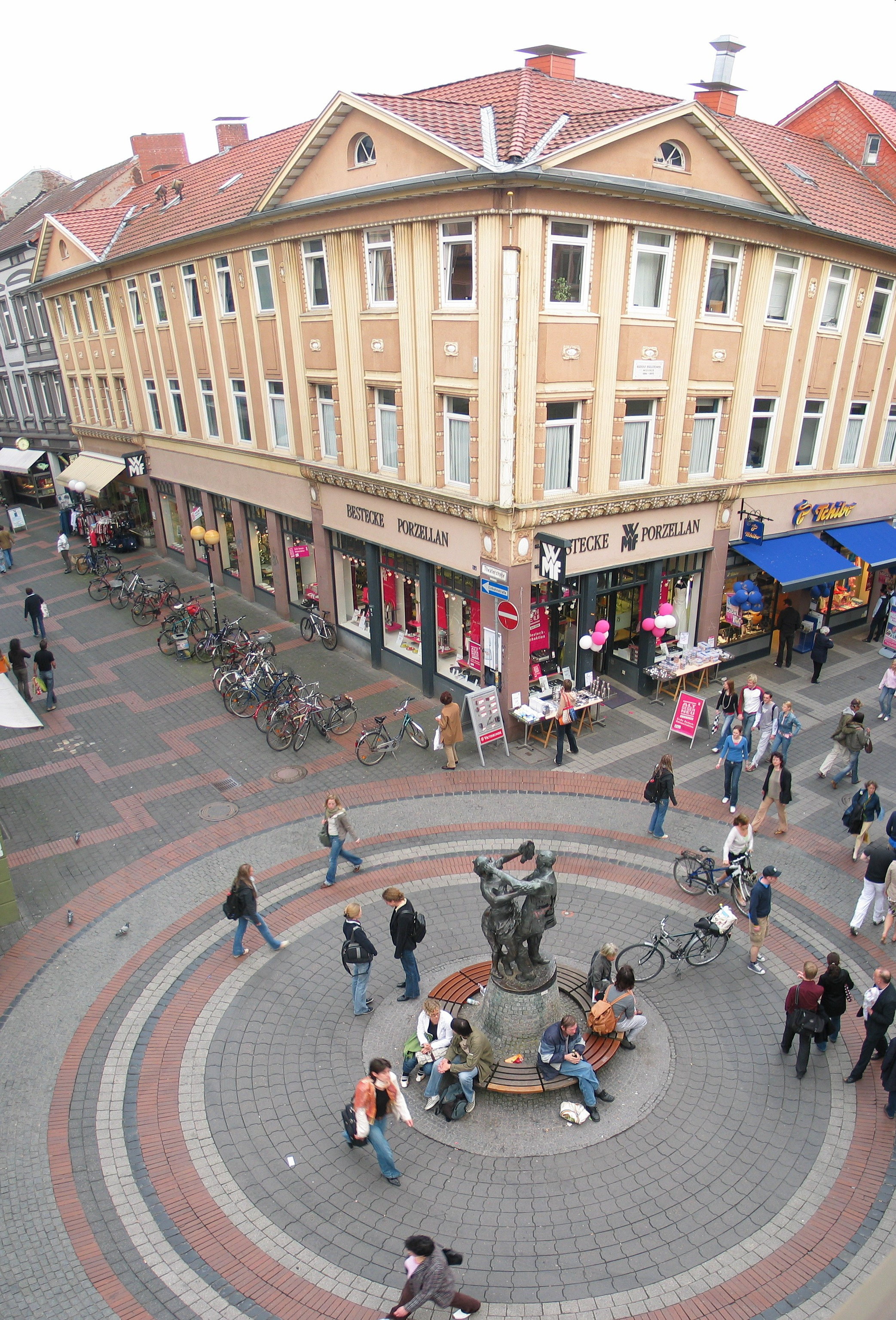
Der Nabel, Zentrum der Göttinger Fußgängerzone

In Göttingen gibt es zahlreiche Denkmäler. Von besonderer kunst- und kulturhistorischer Bedeutung sind:
- Dem Landesvater seine Göttinger Sieben (Soziale Plastik der Bildhauerin Christiane Möbus von 2015)
- Gauß-Weber-Denkmal (Ferdinand Hartzer, Erzbildgießerei Gladenbeck, Steinsockel mit Bronzeskulpturen, 1899)
- Friedrich Wöhler-Denkmal (Ferdinand Hartzer, Erzbildgießerei Gladenbeck, Bronzestandbild auf Sockel aus schwedischem Granit, 1890)
- Denkmal Gottfried August Bürger (Gustav Eberlein, Granitsockel mit lebensgroßer Bronzebüste, 1895, ursprünglich auf dem Bartholomäusfriedhof, jetzt an der Bürgerstraße)[100]
- Gänselieselbrunnen (Bildhauer Paul Nissen und Architekt Heinrich Stöckhardt, Brunnen mit Bronzeskulptur, 1901)
- Rohns-Gedenkstein (1895, neben dem Rohns'schen Badehaus)[101]
- Merkelstein (Ferdinand Hartzer, Steinblock mit Bronzereliefbild, 1897)[102]
- Gedenkstein Pfalz Grona (1884)[103]
- Denkmal für Wilhelm IV., König von Großbritannien und Hannover (Ernst von Bandel, Eisengussstandbild, 1837, auf dem Wilhelmsplatz)[104][105]
- Langensalza-Denkmal (7,32 m hoher Fialen-Baldachin aus Gusseisen, 1872, an der Berliner Straße)[106]
- Hainbund Denkmal (1872)
- Eichendorff-Gedenkstein (1960)
- Hirtenbrunnen (Dietrich Wilhelm Rathkamp, 1914, am Groner Tor)[107]
- Kleiner Reinsbrunnen Nixe (Bildhauer Friedrich Küsthardt, Grotte mit Bronzeplastik, 1901)
- Bismarckturm auf dem Kleperberg (Stadtbaurat Heinrich Gerber und Architekt Conrad Rathkamp, 1896)
- Bismarckstein (7 m hohe Aussichtsplattform aus Kalkstein, 1903, Entwurf Stadtbaumeister Friedrich Jenner, Bauausführung Rudolf Hannig, Hannover)
- Mahnmal Synagoge (Entwurf Corrado Cagli, Rom, 1973, auf dem Platz der Synagoge)[108]
- Mahnmal für Zwangsarbeiter/-innen

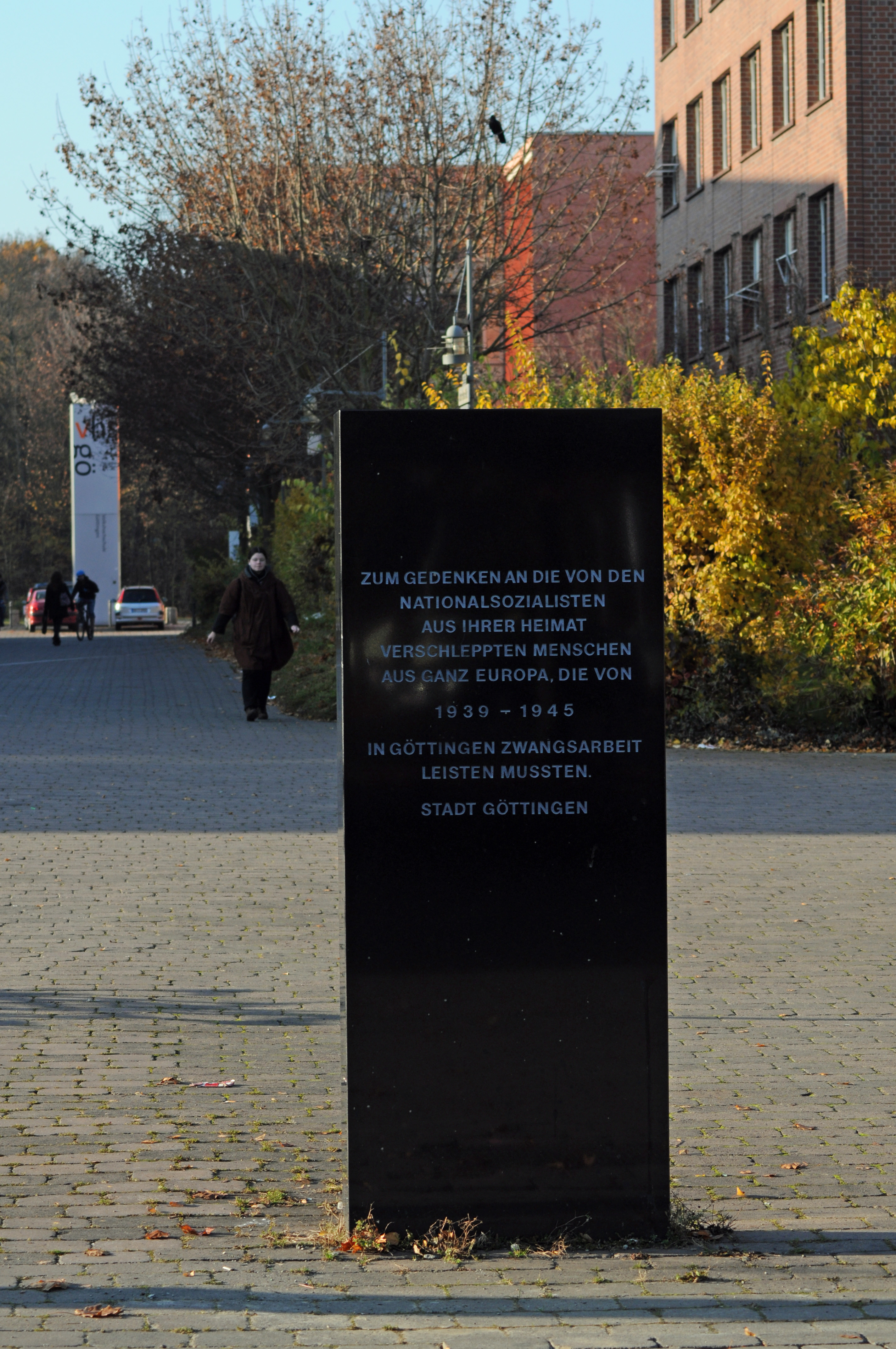
Denkmal für Zwangsarbeiter

- Göttinger Erhebung (Bildhauer Andreas Welzenbach, Skulpturenensemble vor der Kornmarktpassage, 2012)

### Bauwerke
Im Rahmen einer von 2008 bis 2010 durchgeführten Nachinventarisierung der Kulturdenkmale in der Innenstadt von Göttingen wurde der gesamte vom mittelalterlichen Wall umschlossene Bereich bis zum äußeren Wallfuß unter der Bezeichnung Baukulturensemble Innenstadt Göttingen als denkmalgeschützte Gruppe baulicher Anlagen im Denkmalverzeichnis ausgewiesen. Innerhalb dieses Bereichs sind 179 Bauwerke als Einzelbaudenkmale im Denkmalverzeichnis. Weitere 819 Gebäude, in 90 Gruppen zusammengefasst, zählen als konstituierende Bestandteile des Baukulturensembles Innenstadt. Eine Auflistung der Baudenkmale im Innenstadtbereich östlich der Weender Straße ist in der Liste der Baudenkmale in Göttingen/Baukulturensemble Innenstadt-Ostteil, ab der Weender Straße westlich in der Liste der Baudenkmale in Göttingen/Baukulturensemble Innenstadt-Westteil und die Befestigungsanlagen sowie Baudenkmale der Kernstadt außerhalb des Stadtwalles sind in der Liste der Baudenkmale in Göttingen aufgeführt. Für die weitere bauliche Entwicklung der Innenstadt wurde im Jahr 2011 ein Innenstadtleitbild herausgegeben.
In der Innenstadt innerhalb des Walles liegen acht Kirchen:
- St. Albani, im Osten der Innenstadt, leicht erhöht gelegen im Gebiet des ursprünglichen Gutingi, der Keimzelle der heutigen Stadt. Sie ist die älteste Kirche Göttingens.
- St. Jacobi, weithin sichtbares Wahrzeichen und mit 72 Metern höchste Kirche der Stadt. Sie beherbergt einen wertvollen Flügelaltar von 1402.
- St. Johannis, zweitürmige Markt- und Ratskirche und in ihrer Geschichte oft umgestaltet. Am 23. Januar 2005 brannte der Nordturm der Kirche nach einer Brandstiftung aus.
- St. Marien ist die Kirche der ehemaligen Deutschordenskommende.
- St. Michael, die einzige katholische Kirche in der Innenstadt, ist wie ein Bürgerhaus in die Kurze Straße eingereiht; 2014/2015 hat eine grundlegende Modernisierung stattgefunden.
- St. Nikolai, seit 1820 aufgrund einer Petition der Studentschaft aus dem Jahr 1819 Universitätskirche in deren Eigentum, ist von der Baugestalt her unscheinbar. Sie wurde von 1800 bis 1818 als Magazin genutzt. Im Zuge der Herrichtung für diese Nutzung wurde eine baufällige Doppelturmanlage abgetragen. Der Sandsteinbau stammt aus der Zeit des ausgehenden 13. Jahrhunderts. Jedoch wurden bei archäologischen Untersuchungen romanische Fundamente (12. Jahrhundert (?)) angetroffen. Zu den Ausstattungsdetails gehört ein aus der Paulinerkirche umgesetztes Epitaph zur Erinnerung an den berühmten Universitätskanzler von Mosheim.
- Paulinerkirche, heute umfunktioniert als alte Universitätsbibliothek, ist eine ehemalige Dominikanerkirche. Sie ist die älteste gotische Kirche der Stadt. Am 24. November 1944 wurde sie durch eine Luftmine schwer beschädigt und nach dem Krieg wieder aufgebaut.
- Reformierte Kirche (Untere Karspüle 10A), wurde nach der Universitätsgründung auf Initiative des von Göttingen aus unter anderem als Begründer der modernen Physiologie[111] wirkenden Schweizer Professors und Universalgelehrten Albrecht von Haller 1752/53 erbaut.

Davon sind die fünf ältesten Stadtpfarrkirchen St. Albani, St. Jacobi, St. Johannis, St. Nikolai und die Paulinerkirche. St. Marien als Kirche der Neustadt kam wahrscheinlich erst nach einer Stadterweiterung hinzu.
Der Vierkirchenblick ist mit einer Bronzeplatte im Pflaster an der Ecke Marktplatz/Kornmarkt gekennzeichnet. Von dort ist in jeder Himmelsrichtung eine Kirche zu sehen (N: Jacobi, O: Albani, S: Michaelis, W: Johannis). Die Bronzeplatte wurde von dem Inhaber des Bekleidungshauses Diekmann, Harro Tubbesing, gestiftet. 1981 wurden bei Umbauarbeiten im Bekleidungshaus Diekmann die Grundmauern des 1251 erbauten Schuhhofes, das älteste Gildehaus der Stadt mit gotischem Tonnengewölbe und Kreuzgratgewölbe, entdeckt. Das Kellergewölbe wird als Gaststätte genutzt. Die Gebäude mit den Hausnummern Markt 7 und 8 wurden in die Liste niedersächsischer Kulturdenkmale aufgenommen und stehen an der Südseite des Marktplatzes.

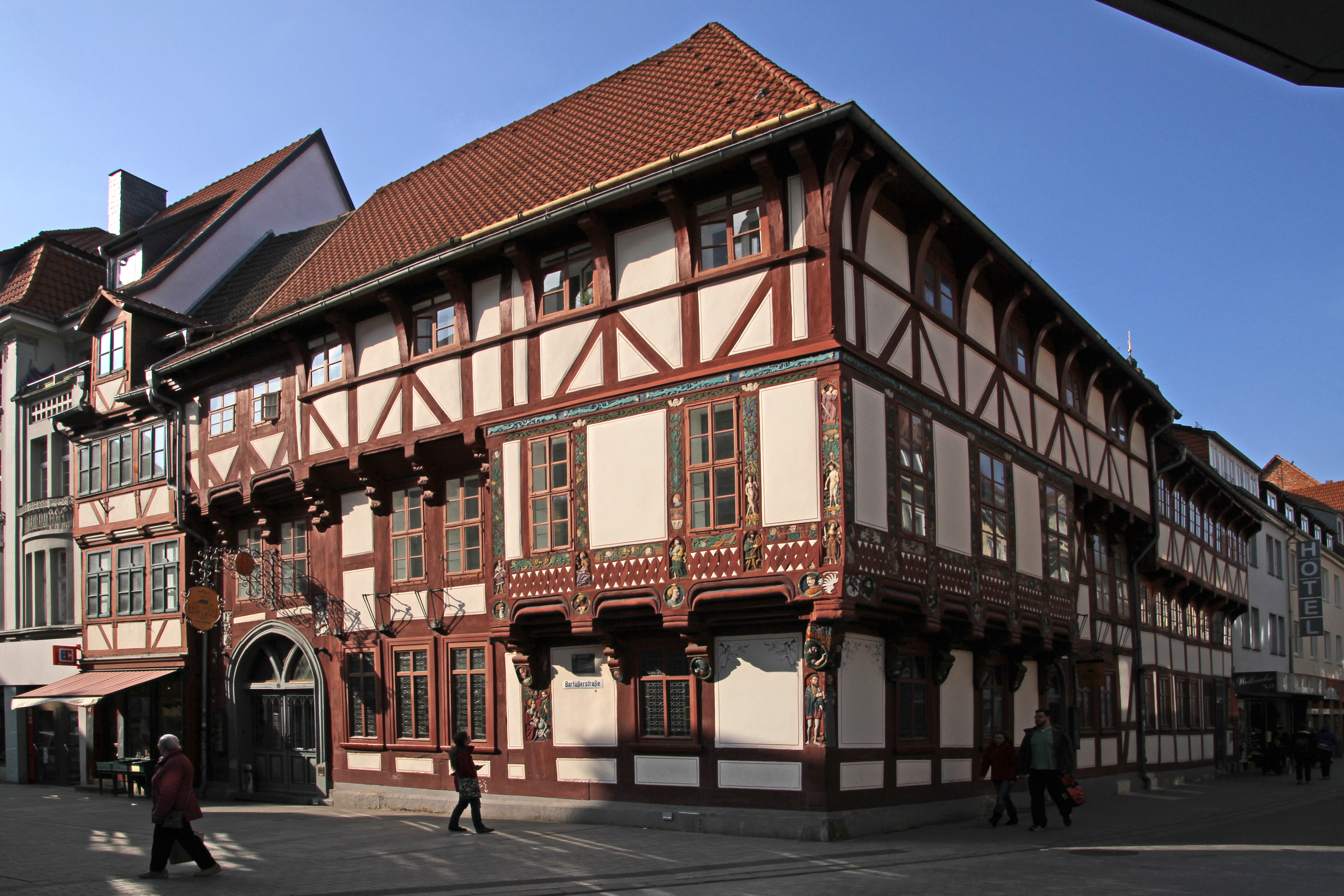
Die Junkernschänke wurde im 15. Jahrhundert als spätgotisches Fachwerkhaus erbaut. An der Hausfront sind prachtvolle Schnitzereien mit Gestalten des alten Testaments zu sehen.

Das Alte Rathaus (Markt 9) ist im Kern gotisch von 1270 und hat rund hundert Jahre später den markanten Zinnenkranz erhalten. An der Treppe des Rathauses befinden sich zwei steinerne, wappentragende Löwen. Auf dem davor gelegenen Marktplatz steht der berühmte Gänselieselbrunnen, das Wahrzeichen der Stadt. In der Altstadt befinden sich zahlreiche mitunter stark restaurierte Fachwerkhäuser (13. bis 19. Jahrhundert), wie die Rote Straße 25 von 1276, ein typisches gotisches Wohnhaus, und – nach zwei Fachwerkhäusern in Esslingen am Neckar von 1262/63 und 1267 – das drittälteste bislang dendrochronologisch datierte Fachwerkhaus in Deutschland. Ferner erwähnenswert sind die Ratsapotheke und die am 21. März 1945 durch Bomben zerstörte und nach dem Zweiten Weltkrieg wieder aufgebaute Junkernschänke (1547, Barfüßerstraße 5), das Bornemannsche Haus, der Schwarze Bär, das Schrödersche Haus und das Lichtenberghaus, mit dem sich die Stadt Göttingen im Zeit-Wettbewerb 365 Orte im Land der Ideen bewirbt. Die Innenstadt ist noch fast vollständig umgeben vom im 18. Jahrhundert zu einem Spazierweg umgebildeten Wall.
Zu den universitären Sehenswürdigkeiten zählen die Aula (Wilhelmsplatz) mit dem Karzer (in dem entgegen einem weit verbreiteten politischen Mythos der Reichskanzler Otto von Bismarck nicht als Student einsaß), die neben anderen Göttinger Bauten auf dem 10-D-Mark-Schein zu sehen war, das Alte Auditorium (Weender Landstraße 2) und der Alte Botanische Garten (Untere Karspüle 1). Die ehemalige Sternwarte (Geismar Landstraße 11) ist ein 1803–1816 errichteter klassizistischer Bau, in dem der berühmte Mathematiker, Astronom und Geodät Carl Friedrich Gauß lebte und arbeitete.
Am Geismartor befindet sich das 1785–1790 erbaute Accouchierhaus (Kurze-Geismar-Straße 1), eine ehemalige Entbindungsanstalt, die von der Universität genutzt wird.
An die Studienzeit Bismarcks erinnert neben dem Karzer das Bismarckhäuschen am Wall (Bürgerstraße 27a). Auf dem Kleperberg steht der 1892–96 als Aussichtsturm errichtete Bismarckturm.
Im Stadtteil Nikolausberg findet man in exponierter Lage eine malerische Dorfkirche, deren romanischen Bauteile stilistisch mit der „Bauschule“ von Königslutter am Elm in Verbindung zu stehen scheinen. Ursprünglich wurde sie als Klosterkirche gegründet; der Konvent siedelte aber schon früh in das nahe im Tal gelegene Weende (heute Stadtteil von Göttingen) über.
Im Stadtteil Weende beeindruckt der 1987 fertiggestellte, in der Region architektonisch einzigartige Schulbau der Freien Waldorfschule Göttingen mit seinem 2007 eingeweihten Südflügel (Entwurf: Jochen Brandi).
Nördlich von Göttingen, oberhalb von Bovenden, befindet sich die Ruine der mittelalterlichen Burg Plesse.

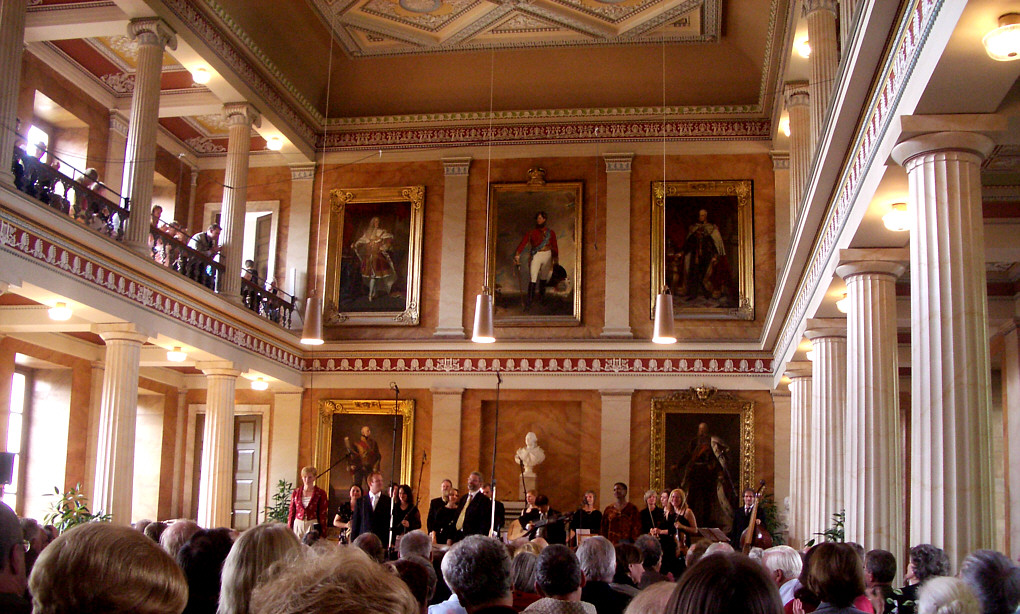
Konzert der Händel-Festspiele in der Aula am Wilhelmsplatz

In weiterer Entfernung um die historische Innenstadt von Göttingen herum wurden im Mittelalter 11 Warttürme angelegt. Erhalten sind die Rieswarte (Nikolausberg), die Diemardener Warte und die Roringer Warte.
Im Stadtgebiet gibt es zahlreiche Beispiele für moderne Kunst im öffentlichen Raum, beispielsweise die Bronzeskulptur Der Tanz von Bernd Altenstein (1982). Ihr Standort in der Mitte der Altstadt wird im Volksmund Nabel genannt.
2019–2021 wurde das Kunsthaus Göttingen im Kunstquartier (Düstere Straße 7) errichtet, die erste Ausstellung wurde am 4. Juni 2021 eröffnet.

### Glockenspiel
Der Turm der Jakobikirche beherbergt ein Carillon, größtenteils aus dem Jahre 1968, welches aus 14 Glocken besteht. Die zwei größten davon (c2 und d2) werden für den Viertelstundenschlag genutzt. Das Glockenspiel erklingt jeden Samstag um 11:30 Uhr.
Am Gebäude Lange-Geismar-Str. 44 ertönt mehrfach täglich ein Glockenspiel. Glockenspiel in der Göttinger Innenstadtⓘ

### Regelmäßige Veranstaltungen
- Januar: internationaler Sparkasse & VGH CUP, Lokhalle Göttingen, größtes U19-Hallenfußball Turnier Europas
- April: Ostermarkt
- Mai oder Juni: Internationale Händel-Festspiele
- Juni: Göttinger Spieleautorentreffen
- Juli: Göttinger Nacht der Kultur, Altstadtlauf, Schützenfest
- September: Gänseliesel-Fest, Lernfest, Gesundheitsmarkt, Nikolausberger Musiktage, Tanz-Kultur-Woche in der Alten Fechthalle, NDR 2 Soundcheck Neue Musik
- Oktober: Göttinger Literaturherbst
- November: Keiner soll einsam sein, Göttinger Jazzfestival
- Dezember: Göttinger Weihnachtsmarkt

Eine bekannte Veranstaltung mit zahlreichen über die gesamte Fußgängerzone verteilten Bühnen für die Präsentation von satirischen und musikalischen Liveaufführungen war das zeitweilig jeweils am letzten Augustwochenende stattfindende Altstadtfest. Der letzte Veranstalter wurde jedoch zahlungsunfähig, ein Nachfolger ließ sich aufgrund des finanziellen Risikos nicht mehr finden und zudem gab es eine Lärmschutzklage einer Anwohnerin, die den Prozess gewann. Diese beiden Gründe führten dazu, dass das letzte Altstadtfest im Jahre 2004 stattfand. Auf Initiative verschiedener Einrichtungen in Göttingen findet seit 2007 das Indoor-Altstadtfest zum gleichen Zeitpunkt in einigen Kneipen statt.
Gemeinsam mit der Stadt Toruń verleiht Göttingen alljährlich den Samuel-Bogumil-Linde-Preis. Damit ehrt sie das Ehrenmitglied der Akademie der Wissenschaften zu Göttingen Samuel Linde.

### Studentenverbindungen und Logen
Durch die Universität gründeten sich seit Beginn des 19. Jahrhunderts etliche Burschenschaften und andere Studentenverbindungen in Göttingen. Es gibt hier noch über 40 aktive Studentenverbindungen. Von den Burschenschaften sind noch die Hannovera, Holzminda und Brunsviga aktiv. Als Gegner der Burschenschaften entstand seit den 1960er Jahren eine größere Gruppe linker Aktivisten, welche ein Gebäude in der Roten Straße zu ihrem Treffpunkt machte und regelmäßig Demonstrationen veranstaltet.
Nach Gründung der Universität wurde in Göttingen 1747 auf Wunsch von Carl Phillip Freiherr von Knigge, der in Göttingen studiert hatte und in Hannover Meister vom Stuhl der Freimaurerloge Friedrich geworden war, eine Deputationsloge (Zweigloge) ins Leben gerufen. Damit war Göttingen eine der ersten Städte mit einer Loge. Erster Meister vom Stuhl wurde der Professor und Rechtswissenschaftler Georg Ludwig Böhmer. Nach anfänglichen Schwierigkeiten wurde die Loge 1753 aufgelöst, 1765 und 1793 erneut gegründet und 1810 unter dem jetzigen Namen Augusta zum Goldenen Zirkel mit der Matrikelnummer 22 gegründet.
Die Loge, die knapp 50 Mitglieder umfasst, stellt sich selbst als offene Gemeinschaft für jeden dar. Sie nimmt nur Männer auf, lädt aber auch deren Familien ein und trifft sich regelmäßig in ihrem Logenhaus in der Oberen Karspüle 47. Aktueller Meister vom Stuhl ist Dietmar Meinshausen.

### Nachtleben
Göttingen hat ein vielfältiges und buntes Nachtleben. Beispielsweise bietet der Nörgelbuff Funk- bis Rock-Musik und ist ebenfalls Veranstaltungsort für Livemusik. Das Dots, eine gemütliche „Spielunke“ im Börner Viertel (Barfüßerstraße), hat ein vielfältiges kulturelles Angebot sowie regelmäßig Live Acts, zudem wird das Dots im Kollektiv organisiert. Auf dem Zentral Campus der Universität befindet sich das von Studenten verwaltete Stilbrvch, ein Veranstaltungsort für alle möglichen Events. Weitere Feiermöglichkeiten bieten das Amavi Wild Göttingen, das Eins B, Der Freihafen, T-Keller, Exil, der in der ehemaligen Landeszentralbank Niedersachsens befindliche Club Savoy und das Alpenmax Göttingen. Des Weiteren gibt es unzählige Kneipen in der Innenstadt. Dem Club Savoy und dem Alpenmax Göttingen wurden 2009 von der Vorsitzenden des Integrationsrates rassistische Einlasspraktiken vorgeworfen. Laut ihr sei es zu der Zeit häufiger vorgekommen, dass Ausländern in Diskotheken der Zutritt verwehrt werde.

## Wirtschaft und Infrastruktur
Im Dezember 2024 betrug die Arbeitslosenquote 6,6 % (Im Jahr 2017: 5,8 %, 2010: 8,3 %).
Im Rahmen eines Divestment-Beschlusses zum Klimaschutz hat die Stadt sich verpflichtet, öffentliche Gelder nur noch in Geldanlagen zu investieren, die ethischen und ökologischen Kriterien entsprechen und damit z. B. Anlagen in fossile Energien oder Kinderarbeit ausschließen.

### Verkehr
Straßenverkehr

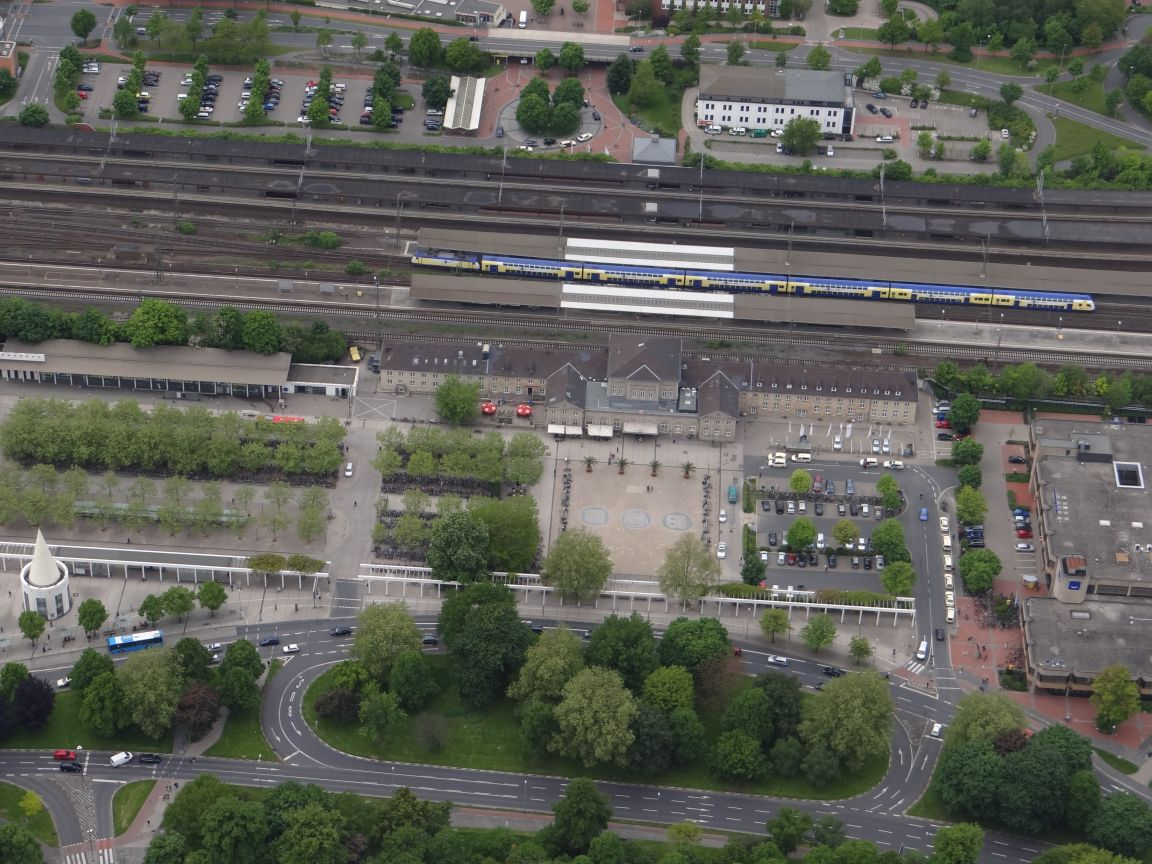
2013 aufgenommenes Luftbild vom Göttinger Bahnhof

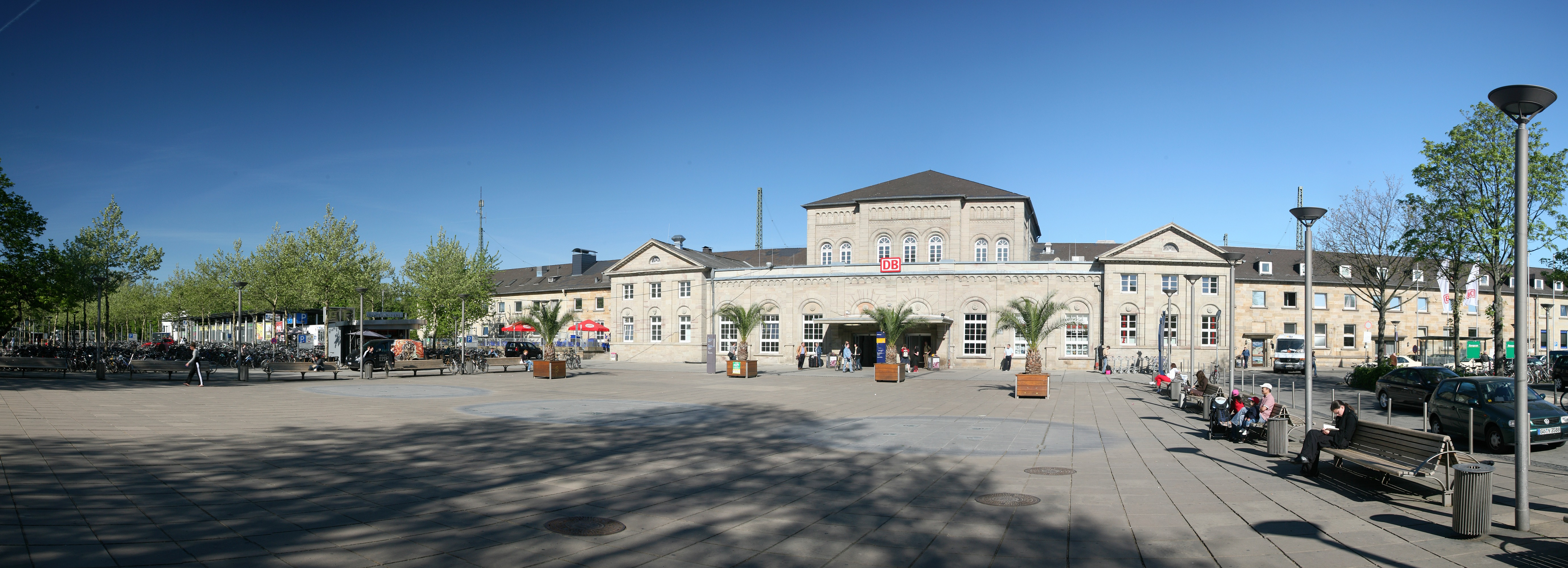
Bahnhof Göttingen mit Vorplatz

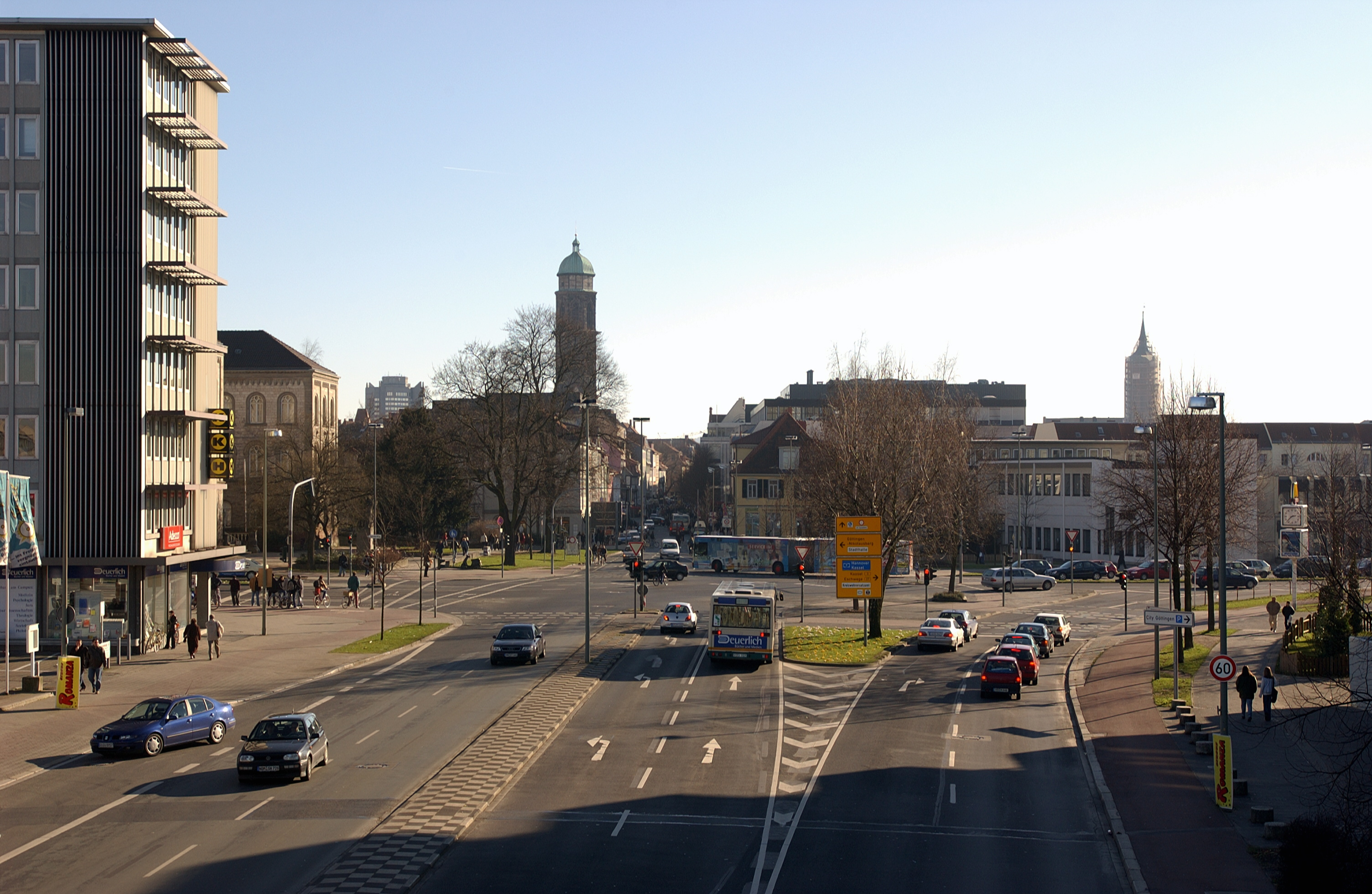
Weender Tor zwischen Innenstadt und Universitätsbereich

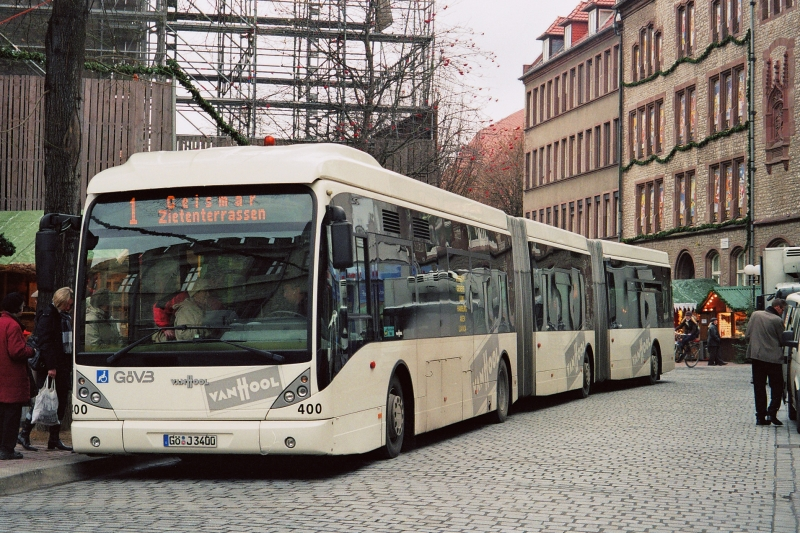
Versuchsweise wurde Ende 2007 ein Doppelgelenkbus in Göttingen eingesetzt

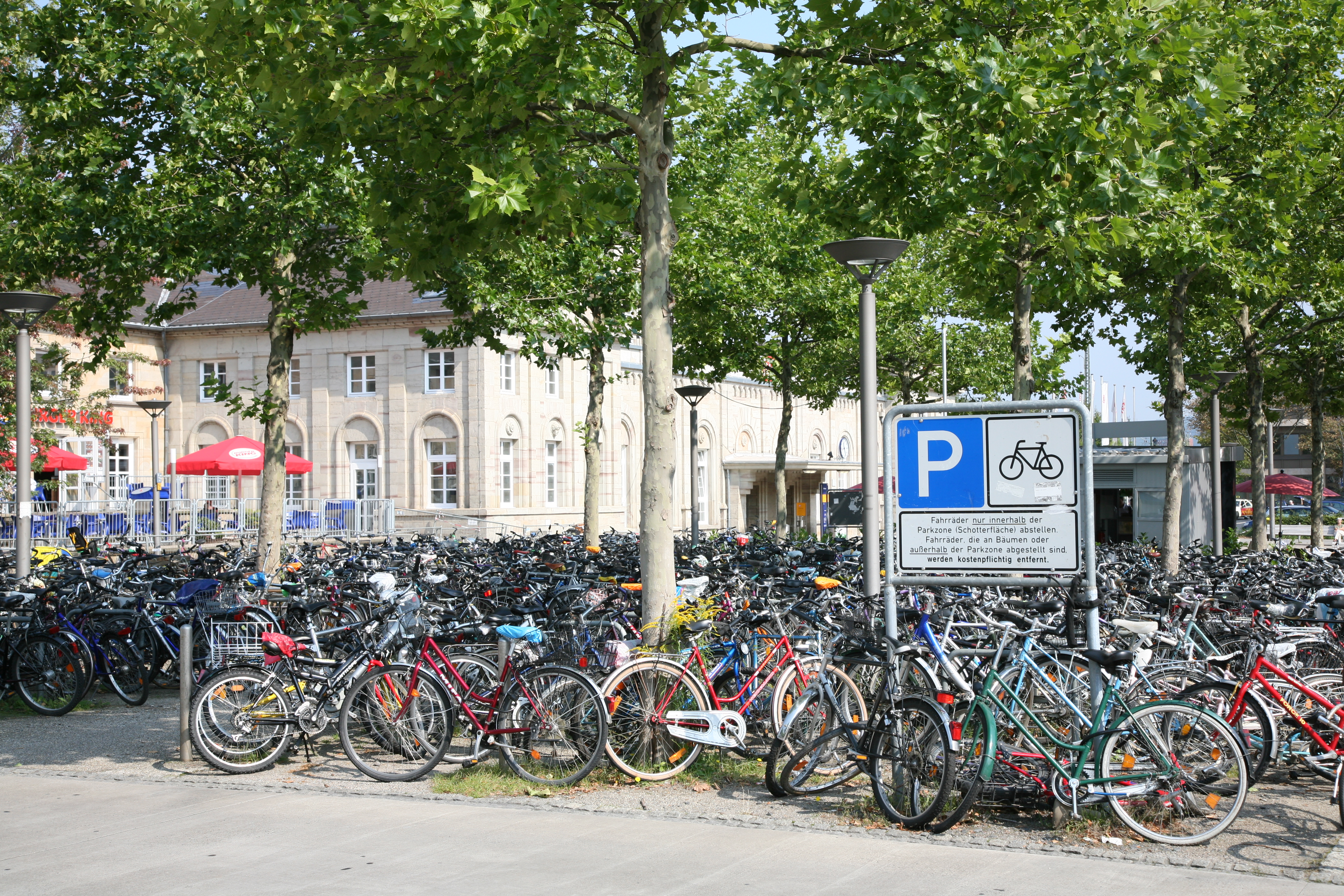
Fahrradstadt Göttingen: Der Bahnhofsvorplatz

Durch das westliche Stadtgebiet von Göttingen führt von Nord nach Süd die Bundesautobahn 7 Hannover–Kassel. Südlich von Göttingen entstand mit dem Autobahndreieck Drammetal der Anschluss an die Bundesautobahn 38 nach Halle (Saale) und Leipzig. Ferner führen die Bundesstraßen 3 und 27 durch Göttingen. Rund um die Innenstadt verläuft entlang des ehemaligen Stadtwalls der Verkehrsring, der das Stadtzentrum fußläufig stark von den angrenzenden Quartieren abschneidet, den Autoverkehr weitestgehend aus dem Stadtkern heraushält und in die entlegenen Stadtteile in allen Richtungen hin verteilt. Dennoch gibt es Überschneidungen unterschiedlicher Nutzergruppen, insbesondere im Bereich des Übergangs zwischen Fußgängerzone und kleingekammerter Bebauung. Bus- und Parksuchverkehr stören sich hier mit Fahrradfahrern und Fußgängern.
Schienenverkehr und ÖPNV
Der Bahnhof Göttingen liegt an der alten Hannöverschen Südbahn, die Hannover mit Kassel verband. Seit 1991 ist Göttingen ICE-Halt der Schnellfahrstrecke Hannover–Würzburg. Die Linienverläufe des InterCityExpress führen über Kassel nach Frankfurt am Main, München und Stuttgart, teils in die Schweiz und nach Österreich, sowie in Gegenrichtung nach Hannover, Hamburg, Bremen und über Hildesheim, Braunschweig und Wolfsburg nach Berlin. Die Bahnstrecke Göttingen–Bodenfelde führt an die Weser und in den Solling. Ab Göttingen verkehren wochentags durchschnittlich etwa 109 ICE, 6 IC und 114 Nahverkehrszüge. Hinzu kommt eine Zahl von internationalen Nachtzügen. Der Regionalverkehr wird seit einigen Jahren auf der Südstrecke nach Ausschreibungen durch private Anbieter gewährleistet. In Richtung Kassel fährt über Eichenberg–Witzenhausen–Hann.Münden eine Regionalbahn, wobei ein Zugteil südlich Eichenberg die Strecke über Bad Sooden–Eschwege bis nach Bebra bedient.
Seit 1980 ist die in Göttingen abzweigende Dransfelder Bahn, die als Bestandteil der Hannöverschen Südbahn die erste Bahnverbindung zwischen Hannover und Kassel war, stillgelegt. 1957 wurde die Gartetalbahn, eine Schmalspurbahn nach Duderstadt für den Personenverkehr stillgelegt.
1914 sollte in Göttingen eine Straßenbahn von 8,5 km Streckenlänge in Normalspur gebaut werden, kriegsbedingt wurden die Arbeiten jedoch eingestellt und nach 1918 nicht wieder aufgenommen. Seit 1925 gibt es Stadtbusse. 27 Stadtbuslinien (Linien 11/12, 21/22, 23, 31/32, 33, 41/42, 50, 61/62, 71/72, 73, 80, 91/92 sowie Nachtbuslinien N1 bis N8) der Göttinger Verkehrsbetriebe und zahlreiche Taxis bedienen den öffentlichen Personennahverkehr Göttingens.
Radverkehr
Vielfach bevorzugtes Verkehrsmittel in der Studentenstadt ist das Fahrrad. Durch seine weitgehend hügellose Lage ist der Stadtkern Göttingens für den Fahrradverkehr prädestiniert. Es gibt zahlreiche ausgebaute Fahrradwege und Stellplätze, darunter eine kostenpflichtige Fahrradstation am Bahnhof. Im Jahr 2006 hat die Stadt Göttingen den Landeswettbewerb Fahrradfreundliche Kommune des Landes Niedersachsen gewonnen. In den Jahren 2016 und 2018 erreichte die Stadt jeweils den ersten Platz im Fahrradklimatest des ADFC in ihrer Einwohnerkategorie. Seit 2008 ist ein im Auftrag der Stadt herausgegebener Fahrrad-Stadtplan erhältlich.
Im Juni 2024 sprachen sich die Bürgerinnen und Bürger in dem Bürgerentscheid „Radentscheid Göttingen“ für eine vorrangige Behandlung des Radverkehrs aus.
Durch die Stadt führt der Leine-Heide-Radweg.
Luftverkehr
Die nächsten Verkehrsflughäfen sind in Hannover (etwa 105 km Luftlinie), Paderborn/Lippstadt (etwa 90 km Luftlinie) und Kassel-Calden (etwa 40 km Luftlinie). Göttingen hat einen Flugplatz in Günterode in Thüringen, den Flugplatz Eichsfeld (20 km Luftlinie). Weitere Flugplätze in der Umgebung sind das Segelfluggelände Burgberg bei Witzenhausen (20 km Luftlinie), der Flugplatz Höxter-Holzminden (47 km Luftlinie) und der Flugplatz Northeim (etwa 20 km Luftlinie).

### Ansässige Unternehmen
Göttingen hat eine hohe Anzahl von Firmen, welche sich mit Messtechnik beschäftigen. Deshalb wurde 1998 der regionale Wirtschaftsverband Measurement Valley gegründet. Zu den 47 Mitgliedern gehören Einrichtungen wie Berufsbildende Schulen, die Georg-August-Universität Göttingen, die Fachhochschule Hildesheim/Holzminden/Göttingen oder die Industrie- und Handelskammer Hannover. Ebenfalls Mitglieder sind die Sartorius AG und die Mahr-Gruppe. Die Sartorius AG ist ein weltweit agierender Konzern mit Hauptsitz in Göttingen und als Anbieter in Teilbereichen von Labor- und Prozesstechnologie international führend. Mit rund 8125 Mitarbeitern weltweit erzielte das Unternehmen 2018 einen Umsatz von 1,566 Milliarden Euro. Die Mahr-Gruppe mit weltweit circa 1700 Mitarbeitern hat ebenfalls ihren Hauptsitz in Göttingen, beschäftigte 2012 rund 750 Mitarbeiter in Göttingen und erzielte einen Umsatz in Höhe von 214 Millionen Euro.
Die zehn größten Unternehmen nach Bilanzsumme sind:
- Sparkasse Göttingen
- Sartorius AG
- Volksbank Kassel Göttingen eG
- Novelis (vormals Alcan)
- Sartorius Stedim Biotech GmbH
- Amedes Medizinische Dienstleistungen GmbH
- Coherent GmbH (Lasertechnik)
- Logistikunternehmen Zufall
- Sartorius Weighing Technology GmbH
- Wohnungsgenossenschaft eG Göttingen

Von Bedeutung sind ebenfalls:
- optische Industrie (Zeiss, Qioptiq, ISK OPTICS)
- Naturwissenschaftliche Lehr- und Lernsysteme (Phywe)
- Vakuumsysteme (Pfeiffer Vacuum Components & Solutions GmbH)
- Regionale Wurstspezialitäten (Börner-Eisenacher GmbH)
- Pressevertriebsunternehmen (Tonollo)
- Gesundheitswesen (AQUA-Institut)
- Genussmittel (Kaufmanns AG)
- Buchverlage (Vandenhoeck & Ruprecht; Steidl-Verlag; Wallstein-Verlag)

### Energieversorgung
Im Jahr 2012 wurde Göttingen für sein Engagement für erneuerbare Energien als Energie-Kommune ausgezeichnet. Biogas-getriebene Blockheizkraftwerke (BHKWs) und ein mit Altholz befeuertes Heizwerk  versorgen dort zahlreiche Haushalte über Fernwärmenetze. In Zukunft sollen die Netze Stück für Stück ausgeweitet werden.

### Trinkwasserversorgung
Die Versorgung mit Trinkwasser wird von den Stadtwerken Göttingen übernommen. Das Wasser stammt zu 80 % aus der Sösetalsperre im Harz und wird von den Harzwasserwerken über eine 40 km lange Fernleitung bezogen. Die übrigen 20 % sind Grundwasser aus den eigenen Gewinnungsanlagen Springmühle , Stegemühle  und Weendespring . Alle Wässer werden an drei Mischstationen vermischt und an die Haushalte abgegeben. Am Standort Springmühle werden über ein Wasserrad etwa 50.000 kWh elektrische Energie jährlich erzeugt.
Nach der Aufbereitung gelangt das Trinkwasser in das 493 km lange Leitungsnetz. Mit einer Gesamthärte von 1,2 mmol/l (6,5 °dH) fällt das Wasser in den Härtebereich „weich“.
Der Brutto-Verbrauchspreis liegt bei 2,03 Euro je Kubikmeter. Bei einem Test der Zeitschrift Öko-Test im August 2014 belegte das Trinkwasser aus Göttingen von 69 getesteten Städten den ersten Platz.

### Abwasserentsorgung
Die Ableitung und Reinigung des anfallenden Abwassers fällt in den Zuständigkeitsbereich der Göttinger Entsorgungsbetriebe. Die 720 Kilometer lange Kanalisation (überwiegend im Trennsystem) befördert das Abwasser über drei Hauptsammler zum zentralen Klärwerk im Rinschenrott . Das Einzugsgebiet der Anlage reicht im Norden bis Lenglern und im Süden bis zur Landesgrenze von Thüringen und Hessen Täglich werden 30.000 m³ Abwasser gereinigt (bei Regen 80.000 m³) und in die Leine abgegeben. Der anfallende Klärschlamm wird verfault, getrocknet und anschließend als Dünger an die Landwirtschaft abgegeben (10.000 t jährlich). Das bei der Faulung entstehende Klärgas wird zur Stromerzeugung verwendet.

### Gesundheitswesen
Die Gesundheitsversorgung der Einwohner wird von mehreren Krankenhäusern sichergestellt. Die Universitätsmedizin Göttingen steht mit ca. 1500 Betten, davon 1362 Planbetten an der Spitze der Krankenversorgung, gefolgt vom psychiatrischen Asklepios Fachklinikum Göttingen mit 428, dem Evangelischen Krankenhaus Göttingen-Weende mit 421, dem Krankenhaus Neu-Mariahilf mit 104 und dem Agaplesion Krankenhaus Neu Bethlehem mit 100 Planbetten.

### Behörden und öffentliche Einrichtungen
Göttingen ist Verwaltungssitz des Landkreises Göttingen und der Bildungsregion Südniedersachsen. Die Stadt ist weiterhin Sitz einer Polizeidirektion und eines Reviers der Bundespolizei. Neben dem Amtsgericht Göttingen befinden sich das Landgericht Göttingen, das Verwaltungsgericht Göttingen und das Arbeitsgericht Göttingen in der Stadt, außerdem weitere Behörden wie Finanzamt, Zollamt, eine Dienststelle der Bundesagentur für Arbeit und eine Filiale der Deutschen Bundesbank.

### Haushalt der Stadt Göttingen
Der städtische Haushalt weist für das Jahr 2025 voraussichtliche Einnahmen in Höhe von 592 Mio. EURO aus, dem stehen absehbare Ausgaben von 642 Mio. € gegenüber.

## Medien

### Printmedien
mit hohem Verbreitungsgrad
- Göttingen ist Einzeitungskreis; hier erscheint als einzige lokale Tageszeitung das Göttinger Tageblatt, das von der Verlagsgesellschaft Madsack in Hannover herausgegeben wird. Es handelt sich um eine regionalisierte Variante der Hannoverschen Allgemeinen Zeitung.
- Wöchentlich erscheinen die kostenlosen Anzeigenblätter blick (ebenfalls Madsack) und ExtraTip (Madsack hält 20 % der Anteile).

weitere
- In vierteljährlichem Abstand wird seit 2008 das Magazin GÖKick herausgegeben, welches die regionale Fußballsituation thematisiert.
- Monatlich erscheinen das Straßenmagazin TagesSatz und K3-Das Magazin, zehn Mal im Jahr erscheinen die Stadtmagazine 37°, pony und trends&fun sowie vierteljährlich Faktor, das Entscheider-Magazin für die Region Göttingen, und das Regional-Journal für Südniedersachsen RegJo.

im Umland/eingestellt
- Die Hessische/Niedersächsische Allgemeine (HNA) ist in Göttingen mit einer Redaktion vertreten. Für die HNA-Lokalredaktionen in Südniedersachsen (Hann. Münden, Northeim und Uslar) werden dort die landespolitischen Seiten sowie die Seite Blick nach Göttingen (erscheint in der Witzenhäuser Allgemeinen) hergestellt. Außerdem zeichnet die Redaktion für die wöchentlich erscheinende Veranstaltungsseite Das ist los in der Region verantwortlich.
- Der Versuch, eine unabhängige und genossenschaftlich organisierte Göttinger Wochenzeitung zu etablieren, scheiterte im Juli 2006.
- Alle ein bis zwei Wochen erschien die als linksradikal wahrgenommene Göttinger Drucksache.

Bis zur Gleichschaltung der Presse 1933 erschienen in Göttingen und dem Umland die Göttinger Zeitung und das Göttinger Volksblatt.

### Hörfunk
Als Lokalsender bietet das StadtRadio Göttingen ein nichtkommerzielles Lokalradio-Programm an. Lokale Fenster werden ebenfalls von den niedersächsischen Privatsendern Hit-Radio Antenne und radio ffn ausgestrahlt. NDR 1 Niedersachsen sendet werktags aus dem Studio Braunschweig für Süd- und Ostniedersachsen Regionalfenster aus, wobei südniedersächsische Beiträge in einem in Göttingen ansässigen Regionalstudio produziert werden, das für die anderen NDR-Hörfunkwellen sowie für Das Erste und NDR Fernsehen produziert.
Wegen der für UKW-Empfang ungünstigen Tallage ist der stadtweite Empfang auf die Sender Bovenden, Hoher Meißner und Nikolausberg beschränkt. Letzterer wurde im Dezember 2022 gesprengt, nachdem durch den NDR ein Neubau in Stahl-Skelettbauweise erfolgte. Die folgenden Frequenzen werden von diesen ausgestrahlt:
1. NDR 1 Niedersachsen auf 88,5 MHz (Nikolausberg)
2. NDR 2 auf 94,1 MHz (Nikolausberg)
3. NDR Kultur auf 96,8 MHz (Nikolausberg)
4. NDR Info auf 99,9 MHz (Nikolausberg)
5. N-Joy vom NDR auf 95,9 MHz (Nikolausberg)
6. StadtRadio Göttingen auf 107,1 MHz (Bovenden)
7. Radio 21 auf 93,4 MHz (Bovenden)
8. radio ffn auf 102,8 MHz (Bovenden)
9. Hit-Radio Antenne auf 106,0 MHz (Bovenden)
10. Deutschlandfunk auf 101,0 MHz (Bovenden)
11. hr1 auf 99,0 MHz (Hoher Meißner)
12. hr2-kultur auf 95,5 MHz (Hoher Meißner)
13. hr3 auf 89,5 MHz (Hoher Meißner)
14. hr4 auf 101,7 MHz (Hoher Meißner)
15. Hit Radio FFH auf 105,1 MHz (Hoher Meißner)

Die von den starken Sendeanlagen auf dem Brocken ausgestrahlten Programme sind ebenfalls überwiegend gut zu empfangen:
1. MDR Sachsen-Anhalt auf 94,6 MHz
2. MDR Figaro auf 107,8 MHz
3. MDR Jump auf 91,5 MHz
4. Deutschlandradio Kultur auf 97,4 MHz
5. 89.0 RTL auf 89,0 MHz
6. Radio SAW auf 101,4 MHz

In einigen höher gelegenen Stadtteilen kann eine Vielzahl weiterer Sender auf UKW aus den Bundesländern Sachsen-Anhalt, Thüringen und Nordrhein-Westfalen gehört werden.

### Fernsehen
In Göttingen existiert kein Lokalfernsehen. Ende Mai 2006 wurde das analoge terrestrische Fernsehsignal der Sender Göttingen (Nikolausberg) und Hoher Meißner, die bisher das Stadtgebiet mit Analogfernsehen abdeckten, abgeschaltet und DVB-T eingeführt. Die Privatsender RTL und Sat.1 konnten nicht mehr terrestrisch empfangen werden; aber im Vergleich zum Analogempfang stand eine größere Anzahl öffentlich-rechtlicher Programme zur Verfügung. Der Sender Espol überträgt Das Erste, Arte, Phoenix, tagesschau24, 3sat, ZDF, KiKA/ZDFneo, ZDFinfo sowie die dritten Programme von NDR, WDR, hr-fernsehen und MDR. Im Stadtgebiet können die im Wesentlichen aus den gleichen Programmen bestehenden Bouquets vom Hohen Meißner bzw. vom Sender Hetjershausen empfangen werden. Neben dem Kabel- und Satellitenfernsehen ist in einigen Stadtteilen IPTV verfügbar.

### Online-Medien
- 1999 bis Anfang 2020[138] brachte die Göttinger Stadtinfo (goest.de) als nichtkommerzielles Online-Magazin im Internet Berichte zu lokalen Ereignissen politischer wie kultureller Art und einem ausführlichen Veranstaltungskalender.
- Von Mitte 2005 bis Ende 2012 war die Internet-Zeitung www.buergerstimmen.de online.
- Gö-Polis – Göttinger Stadtmagazin (früher: Polis – Göttinger Stadtmagazin) von 2004 bis 2013 als Printmedium, ab 2010 auch, ab 2014 nur noch als Online-Magazin (www.goe-polis.de) mit Schwerpunkt auf tagesaktueller lokalpolitischer und ökologischer Berichterstattung. Das Projekt wurde 2018 eingestellt.
- Die Tageszeitung Göttinger Tageblatt (kostenpflichtig)[139] und die Lokalausgabe der Hessisch/Niedersächsischen Allgemeinen[140] bringen Online-Ausgaben.

### Filmstadt Göttingen

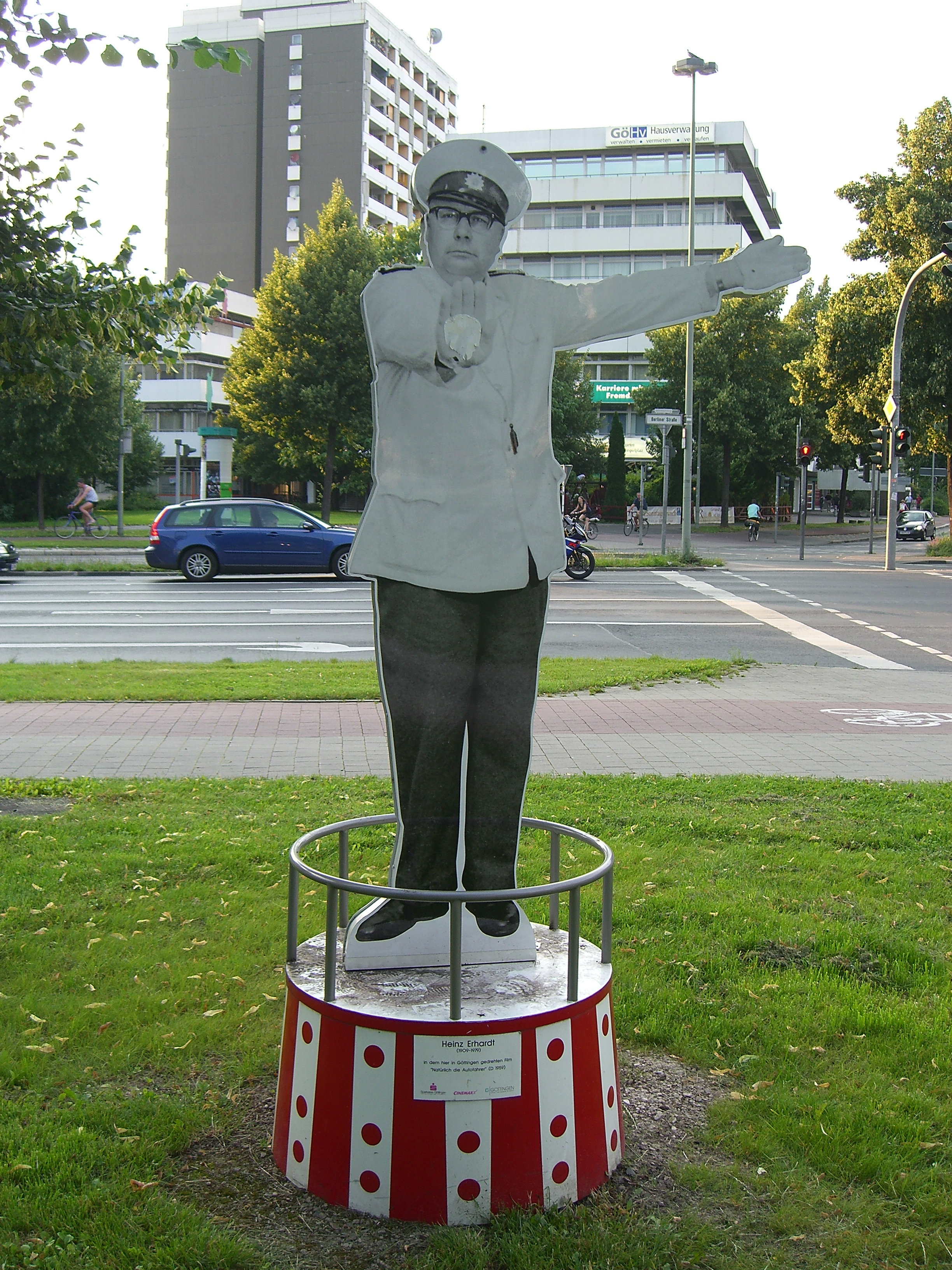
Denkmal für Heinz Erhardt am Weender Tor (Heinz-Erhardt-Platz)

1945 bis 1960 war Göttingen Produktionsstätte von über 90 Spielfilmen, unter anderem
- 1949: Liebe 47 (Regie: Wolfgang Liebeneiner, Hauptdarstellerin: Hilde Krahl, nach Wolfgang Borcherts Stück Draußen vor der Tür)
- 1950: Frauenarzt Dr. Prätorius (Regie: Curt Goetz und Karl Peter Gillmann, Darsteller: Curt Goetz, Valérie von Martens, Albert Florath, Rudolf Reif, Erich Ponto)
- 1950: Es kommt ein Tag (Regie: Rudolf Jugert, Darsteller: Dieter Borsche, Maria Schell, Lil Dagover, Herbert Hübner, Gustav Knuth)
- 1951: Das Haus in Montevideo (Regie: Curt Goetz und Valérie von Martens, Darsteller: Curt Goetz, Valérie von Martens, Albert Florath)
- 1953: Hokuspokus (Regie: Kurt Hoffmann, Darsteller: Curt Goetz, Valérie von Martens, Hans Nielsen, Erich Ponto)
- 1958: Hunde, wollt ihr ewig leben (Regie: Frank Wisbar, Darsteller: Joachim Hansen, Ernst Wilhelm Borchert, Wolfgang Preiss, Karl Lange, Horst Frank, Peter Carsten, Richard Münch, Günter Pfitzmann, Sonja Ziemann)
- 1958: Wir Wunderkinder (Regie: Kurt Hoffmann, Darsteller: Johanna von Koczian, Hansjörg Felmy, Wera Frydtberg, Robert Graf)
- 1959: Rosen für den Staatsanwalt (Regie: Wolfgang Staudte, Darsteller: Martin Held, Walter Giller, Ingrid van Bergen, Camilla Spira)
- 1959: Buddenbrooks (Regie: Alfred Weidenmann, Darsteller: Liselotte Pulver, Nadja Tiller, Hansjörg Felmy, Lil Dagover, Werner Hinz, Hanns Lothar, Rudolf Platte, Günther Lüders)
- 1959: Natürlich die Autofahrer (Hauptdarsteller: Heinz Erhardt, Maria Perschy, Erik Schumann, Ruth Stephan, Trude Herr) sowie zahlreiche weitere Heinz-Erhardt-Filme

Produktionsfirma war die Göttinger Filmaufbau-Gesellschaft, die von Hans Abich und Rolf Thiele 1946 gegründet wurde. Die Gesellschaft steht für den problemorientierten Kinofilm der 1950er Jahre sowie die Produktion zahlreicher Komödien mit Heinz Erhardt. 1960 siedelte die Gesellschaft nach München um.
Die Curt-Goetz-Filme wurden von der Domnick-Filmproduktion GmbH produziert.
- 2004 wurde in Göttingen und Hann. Münden die Folge Dunkle Wege aus der Kriminalreihe Tatort gedreht.
- 2012 wurde in Göttingen Harder und die Göre gedreht, um Göttingen wieder zu einer Filmstadt zu machen (Regie: Oliver Clark, Hauptdarsteller: Harry Baer, Paula Hans, Thomas Lehmann, Thomas Kahler)

Seit 1994 gibt es alle zwei Jahre im Mai in der Himmelfahrtswoche in der innerstädtischen Pauluskirche das Göttingen International Ethnographic Film Festival.
Seit 2019 wurden mehrere Tatorte in Göttingen gedreht:
- 2019: Das verschwundene Kind – Erster Fall der Kommissarin Charlotte Lindholm (Maria Furtwängler) in Göttingen. Erste Folge mit Anaïs Schmitz (Florence Kasumba)
- 2020: Krieg im Kopf – Kommissarin: Charlotte Lindholm, Drehorte: Göttingen und Hamburg
- 2020: National feminin – Kommissarin: Charlotte Lindholm, Drehorte: Göttingen und Hamburg
- 2022: Die Rache an der Welt – Kommissarin: Charlotte Lindholm, Drehorte: Göttingen und Hamburg

## Sport

### Alpinsport
Die Sektion Göttingen des Deutschen Alpenvereins mit 3.954 Mitgliedern (Stand: 31. Dezember 2021) ist einer der größten Sportvereine in Göttingen. Sie wurde am 22. November 1889 gegründet und ist damit eine der ältesten Vereine Göttingens. Sie betreibt eine Kletterhalle in Weende und eine mobile Kletterwand.

### Fußball
Ein überregional bekannter Fußballclub Göttingens ist der 1. SC Göttingen 05. Dieser ist der Nachfolgeverein des gleichnamigen 1. SC Göttingen 05, der zwischen 1948 und 1958 in der damals erstklassigen Oberliga Nord spielte und im Jahre 2003 insolvenzbedingt aufgelöst wurde. Der Club spielt aktuell in der Landesliga Braunschweig. Spielort des 1. SC Göttingen 05 ist der Maschpark.
Langjähriger sportlicher Rivale ist der Nachbarverein, die SVG Göttingen 07. Dieser ist (vom Jahnstadion gesehen) auf der anderen Seite des Leineufers beheimatet, im SVG-Stadion am Sandweg und spielt in der Landesliga Braunschweig. Höhepunkt waren die Göttinger Stadtderbys in der Landesliga Braunschweig in der Saison 2010/2011 an der Göttinger Benzstraße mit ca. 1800 Zuschauern und dem Rückspiel vor etwa 2500 Zuschauern im SVG-Stadion. Die Partie ging 1:1 aus und der RSV 05 stieg Monate danach überraschend in die Oberliga auf.
Einige Funktionäre der größeren Vereine in Göttingen planten bereits mehrmals eine Fusion zu einem Großverein, um den höherklassigen Fußball wieder in die Universitätsstadt zu bringen (wie in anderen Städten auch geschehen, beispielsweise beim FC Ingolstadt 04). Dies konnten sie aufgrund vieler negativen Stimmen von Vereinen und Fans nicht umsetzen. Zuletzt wurde dabei im November 2008 durch Vorstandsmitglieder der SVG Göttingen, des RSV Göttingen 05, dem SCW Göttingen, dem TSV Holtensen und Sparta Göttingen der FC Göttingen gegründet. Ziel war der höherklassige Fußball in Göttingen. Der Verein wurde teilweise begrüßt, teilweise strikt abgelehnt. Nachdem die SVG Göttingen sich nach Vorstandsgesprächen schnell wieder aus dem Projekt zurückgezogen hatte, wurde der Verein nach nur 21 Tagen wieder aufgelöst. Ein Sprecher der SVG begründete dies mit den Worten: „die […] materiellen und personellen Ressourcen [die Existenz der SVG] erheblich gefährden.“
In Göttingen wird jährlich ein A-Jugend-Hallenturnier, Sparkasse & VGH Cup, statt. Das früher kurz vor Weihnachten in der Lokhalle stattfindende Turnier musste auf Grund des in diesem Zeitraum angesetzten Viertelfinales des DFB-Junioren-Ligapokals auf Mitte Januar verlegt werden. Vier Tage lang kämpfen international bekannte Vereine (FC Barcelona, Chelsea London, Inter Mailand, PSV Eindhoven, Brøndby IF, Manchester United, FC Fulham, FK Austria Wien), acht Bundesliga-Mannschaften (wie VfL Wolfsburg, Hannover 96 oder Borussia Dortmund) und 12 Regionalvereine um den Turniersieg.
Das Turnier hat regelmäßig hohe Zuschauerzahlen und gilt als Europas größtes A-Jugend-Hallenturnier.
Die mexikanische Nationalmannschaft hatte anlässlich der Fußball-Weltmeisterschaft 2006 ihr WM-Quartier in Göttingen aufgeschlagen. Die Mannschaft gastierte dabei im Hotel Freizeit In und trug ein Testspiel vor 15.000 Zuschauern gegen eine Göttinger Regionalauswahl aus. Zudem war Göttingen 2006 Austragungsort der inoffiziellen deutschen Meisterschaft im Futsal.

### Basketball
Göttingen ist ebenfalls ein traditionsreicher Basketballstandort. Die BG 74 Göttingen ist mit dem Herrenteam derzeit als BG Göttingen in der ersten Basketball-Bundesliga vertreten. Diese Mannschaft hat 2010 die EuroChallenge gewonnen. In den Jahren 1980, 1983 und 1984 gewannen die Göttinger Basketballer des ASC 1846 Göttingen, der zweite große Verein der Stadt, die deutsche Meisterschaft, 1984 und 1985 wurde man deutscher Pokalsieger.
Als erfolgreichste Basketballmannschaft gelten die Damen des 1. SC Göttingen 05. In den Jahren 1968, 1970, 1971, 1972 und 1974 gewannen die Göttingerinnen insgesamt fünf Mal die deutsche Meisterschaft. Darüber hinaus gewannen sie 1973 den erstmals ausgespielten DBB-Pokal. Mitte der 1970er Jahre wollte der Vorstand des Vereins mehr Geld in die Fußballabteilung stecken, so dass die Frauenbasketballabteilung gänzlich aufgelöst wurde. Viele Spielerinnen schlossen sich der BG 74 Göttingen an. Die Damenmannschaft der BG 74 Göttingen spielte von 2003 bis 2009 ebenfalls in der ersten Damen-Basketball-Bundesliga, in der Saison 2008/2009 unter dem Namen Trinos Göttingen. Nach der Saison 2008/2009 gab es jedoch erneute finanzielle Probleme, die dazu führten, dass dem Team keine Erstligalizenz erteilt wurde. Des Weiteren spielt das Team Göttingen (bestehend aus Spielern des ASC 1846, der BG 74 sowie dem Sportgymnasium Bad Sooden-Allendorf) in der Nachwuchs-Basketball-Bundesliga (NBBL). Dass drei Teams in der höchsten deutschen Liga spielten, war bisher einzigartig in der deutschen Basketballgeschichte.
Spielort des Damenteams ist die Sporthalle des Felix-Klein-Gymnasiums, welche etwa 1500 Zuschauer fasst. Spielort der Herren seit der Saison 2007/2008 war die Göttinger Lokhalle. Seit der Saison 2011/12 spielt die Herrenmannschaft die meisten ihrer Heimspiele in der neu gebauten Sparkassen-Arena am Schützenplatz, trägt aber auch weiterhin einzelne Partien in der Lokhalle aus. Der ASC 1846 spielt in der Halle der IGS.
Die Wettkampfgemeinschaft der Universität Göttingen war zudem mehrfacher deutscher Hochschulmeister, zuletzt 2006.

### Standard-Formationstanzen
Das Tanzsportteam Göttingen wurde 1994 gegründet und stieg mit seiner A-Formation 1999 erstmals in die 1. Bundesliga der Standard-Formationen auf. Seit dem erneuten Aufstieg in die 1. Bundesliga im Jahr 2008 tanzt das Team ununterbrochen in der höchsten Klasse und arbeitete sich Schritt für Schritt an die Weltspitze heran. Einem 5. Platz bei der Weltmeisterschaft in Pécs im Jahr 2016 folgte 2019 der erstmalige Gewinn der 1. Bundesliga. Im gleichen Jahr wurde die Mannschaft Deutscher Meister der Standard-Formationen und belegte bei der Weltmeisterschaft in Moskau als bester deutscher Teilnehmer den 3. Platz. In den Saisons 2020 und 2022 gelang es dem Team, den 1. Platz in der Bundesliga erfolgreich zu verteidigen. Am 24. September 2022 gelang der Göttinger Standardformation in Nürnberg der Gewinn der Europameisterschaft. Bei der Weltmeisterschaft in Braunschweig am 15. Oktober 2022 belegte das Team den 2. Platz.
Zur Nachwuchsarbeit des Tanzsportteams gehören eine B- und in vielen Jahren auch eine C-Formation. Das Team wird, vor allem bei der jedes Jahr stattfindenden Teampräsentation und dem Bundesligaheimturnier in der Sparkassen-Arena, von zahlreichen freiwilligen Helfern unterstützt.

### American Football
Die BG 74 Göttingen Generals, die 2018 ihr 30-jähriges Bestehen feiern, sind die American Football Abteilung des Göttinger Traditionsvereins BG 74. Die Generals stellen ein U19 Jugendteam sowie ein Herrenteam. Das Herrenteam tritt in der Saison 2018 in der Oberliga Nord an.

### Kanupolo
Kanupolo ist eine der erfolgreichsten Sportarten Göttingens. Das Herrenteam des Göttinger Paddler Clubs (GPC) wurde 2012 nach zwei Vizemeisterschaften (2006 in Essen und 2007 in Berlin) und einem dritten Platz 2009 zum ersten Mal in der Vereinsgeschichte Deutscher Meister der Kanupolo Bundesliga und erreichte bei den European Club Championships (Championsleague) in Duisburg den 8. Platz. Das Damenteam, eine der erfolgreichsten Mannschaften des Landes (Meister: 2004, 2005, 2007, 2011; Vizemeister 2008, 2010; Dritter: 2009, 2012; European-Club-Championshipssiegerin 2007), erreichte 2012 den dritten Platz. Die Nachwuchsmannschaften des GPC konnten schon einige Erfolge feiern: beispielsweise den ersten Platz in der Niedersachsenmeisterschaft, den ersten Platz auf dem hochkarätig besuchten Karnath-Cup und den bisher größten Erfolg bei der Deutschen Meisterschaft 2007 in Berlin mit dem dritten Platz. Neben den Erfolgen auf nationaler Ebene hat Göttingen zahlreiche erfolgreiche Nationalspieler hervorgebracht. Aktuell spielen Lukas Richter (Vizeweltmeister 2012) und Tonie Lenz (Weltmeisterin 2006, 2012 – 1. Platz World Games 2005) in den höchsten Nationalkadern. Alljährlich findet am letzten April Wochenende mit internationaler und hochkarätiger Besetzung eins der größten nationalen Turniere im Freibad am Brauweg statt. 2023 stieg die Herren-Mannschaft des GPC in die Erste Liga auf.

### Hockey
Seit dem 1. Juli 1982 existiert der Hockey-Club Göttingen e. V., der sich aus dem ESV Rot-Weiß Göttingen abspaltete.
Die Trainingsplätze befinden sich für die Feldsaison auf der Bezirkssportanlage (BSA) im Greitweg, dort wird auf dem Naturrasen gespielt und für die Hallensaison in der großen Halle der Geschwister-Scholl-Gesamtschule (KGS). Der Clubraum befindet sich ebenfalls auf dem Schulgelände.
Nach einem Doppel-Aufstieg im Februar 2019 spielen die 1. Damen und 1. Herren des HC Göttingens in der Hallensaison 2019/20 beide in der Regionalliga Nord. Die 2. Herren treten nach ihrem Aufstieg (ebenfalls 2019) in der 2. Verbandsliga Niedersachsen an. Neben diesen drei Teams gibt es noch Kinder- und Jugendmannschaften sowie eine Freizeitmannschaft, die hauptsächlich an Turnieren in der Region teilnimmt.

### Inline-Skater Hockey
Die Black-Lions vertreten den Tuspo 1861 Göttingen in der Norddeutschen Inlinehockey Liga (NIHL).

### Tischfußball
Die Tischfußballer des ASC vertreten ihren Verein in der 2. Tischfußball-Bundesliga.
Neben dem Mannschaftswettbewerb starten Spieler der Mannschaft des ASC Göttingen auch in Einzel- und Doppelwettbewerben. So wurde neben der hessischen Verbandsmeisterschaft 2009 und der nordhessischen Meisterschaft 2009 im Doppel, die Weltmeisterschaft im Einzel in der Amateur-Klasse von einem Spieler des ASC gewonnen.

### Göttinger Fallschirmsportclub
Gegründet wurde der Fallschirmsportclub 1986 zur Förderung und Implementierung im Hochschulsport der Georg-August-Universität. Eine Vierermannschaft unter Polizeihauptkommissarin Jacqueline Emmermann wurde 2013 Deutscher Meister im Formationsspringen. Fallschirmsprungsplatz für das Team ist Kassel-Calden.

### Inklusion
2021 bewarb sich die Stadt als Host Town für die Gestaltung eines viertägigen Programms für eine internationale Delegation der Special Olympics World Summer Games 2023 in Berlin. 2022 wurde sie als Gastgeberin für Special Olympics Südafrika ausgewählt. Damit wurde sie Teil des größten kommunalen Inklusionsprojekts in der Geschichte der Bundesrepublik mit mehr als 200 Host Towns.

## Persönlichkeiten
Eine Zusammenstellung von Ehrenbürgern, Söhnen und Töchtern der Stadt, Angehörigen der Universität, (Ober-)Bürgermeistern, Oberstadtdirektoren sowie weiteren Persönlichkeiten der Stadt findet sich im

## Sonstiges

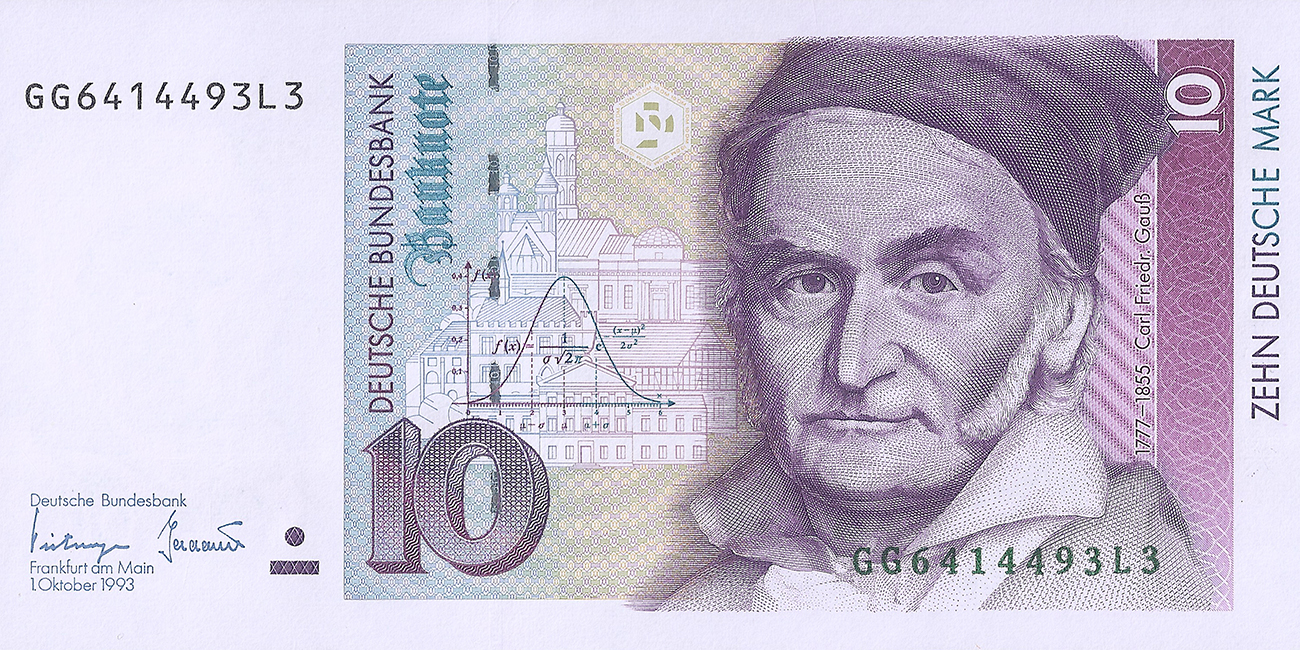
10 Markschein (1993)

In der letzten Serie der D-Mark-Banknoten fand sich auf der 10-D-Mark-Banknote, links neben dem Porträt des Mathematikers und Astronomen Carl Friedrich Gauß, eine „Gaußschen Glockenkurve“ (Normalverteilung) sowie eine Collage verschiedener historischer Bauwerke von Göttingen. Dargestellt sind die Sternwarte, die Johanniskirche, die Universitätsaula, das Alte Rathaus, der Kirchturm von Jacobi und das Städtische Museum.
Ein Airbus A340-311 der Lufthansa mit der Kennung D-AIGF trug bis zu dessen Außerdienststellung im Jahre 2014 den Namen Göttingen, zwischenzeitlich rückte ein etwas kleinerer Airbus A321-231 mit der Kennung D-AIDG an dessen Stelle. Seit 2019 trägt der Airbus A350-900 mit der Kennung D-AIXN den Namen der Universitätsstadt.
Ein ICE der Deutschen Bahn mit dem Triebzug Tz 330 (ICE-Baureihe 3) wurde 2003 auf den Namen Göttingen getauft.

### Historische Stadtbeschreibungen
(chronologisch)
- Moses Rintel: Versuch einer skizzirten Beschreibung von Göttingen nach der gegenwärthigen Beschaffenheit. Ruprechtische Buchhandlung, Göttingen 1794. (Digitalisat auf digitale-sammlungen.de, abgerufen am 17. September 2023)
- Christoph Meiners: Kurze Geschichte, und Beschreibung der Stadt Göttingen, und der umliegenden Gegend. Haude und Spener, Berlin 1801. (Digitalisat auf digitale-sammlungen.de, abgerufen am 17. September 2023)
- Ernst Spangenberg: Beitraege zu einer Geschichte und Beschreibung der Stadt Goettingen, in: Neues Hannoversches Magazin, Jg. 17, 1807, S. 417–458.
- Heinrich Veldeck (= Georg Heinrich Klippel): Göttingen und seine Umgebungen. Ein Taschenbuch vorzüglich für Studirende [sic] und Reisende. Verlag C. E. Rosenbusch, Göttingen o. J. (1824), S. 365. (Digitalisat auf digitale-sammlungen.de, abgerufen am 17. September 2023)
- Wilhelm Mithoff: Kunstdenkmale und Alterthümer im Hannoverschen. Band 2: Fürstenthümer Göttingen und Grubenhagen nebst dem hannoverschen Theile des Harzes und der Grafschaft Hohnstein. Helwing'sche Hofbuchhandlung, Hannover 1873 (Digitalisat auf books.google.de, abgerufen am 17. September 2023), S. 66–89.

### Allgemeine Literatur
(chronologisch geordnet)
- Gustav Schmidt (Hrsg.): Urkundenbuch der Stadt Göttingen bis zum Jahre 1400. Hannover 1863.
- August Tecklenburg: Göttingen. Die Geschichte einer deutschen Stadt. Turm, Göttingen 1930.
- Albrecht Saathoff: Geschichte der Universitätsstadt Göttingen. 2 Bände, Göttingen 1937 und 1940.
- Deutsches Städtebuch. Handbuch städtischer Geschichte. Band 3. Nordwestdeutschland. 1. Teilband. Niedersachsen/Bremen. Im Auftrage der Arbeitsgemeinschaft der historischen Kommissionen und mit Unterstützung des Deutschen Städtetages, des Deutschen Städtebundes und des Deutschen Gemeindetages, hrsg. von Erich Keyser, Stuttgart 1952.
- Otto Fahlbusch: Topographie der Stadt Göttingen (= Studien und Vorarbeiten zum historischen Atlas Niedersachsens 21), Göttingen 1952.
- August Deppe, Richard Jäger, Heinrich Troe: Das tausendjährige Göttingen: Ursprung und Entwicklung im Spiegel seiner Straßen und Bauten. Reise, Göttingen 1953.
- Wiebke Fesefeldt: Der Wiederbeginn des kommunalen Lebens in Göttingen. Die Stadt in den Jahren 1945 bis 1948. Göttingen 1962.
- Ludwig Börne: Die Göttinger Unruhen (1818). Sämtliche Schriften, Band 1, Düsseldorf 1964.
- Jürgen Höltken, Günther Meinhardt: Göttingen im 19. und 20. Jahrhundert. Göttingen 1976.
- Denkmaltopographie Bundesrepublik Deutschland, Baudenkmale in Niedersachsen, Bd. 6.1 Stadt Göttingen. Bearbeitet von Ilse Rüttgerodt-Riechmann. Friedr. Vieweg & Sohn, Braunschweig / Wiesbaden 1982, ISBN 3-528-06203-7. (Digitalisat auf digi.ub.uni-heidelberg.de, abgerufen am 24. Februar 2025)
- Dietrich Denecke, Helga-Maria Kühn (Hrsg.): Göttingen. Geschichte einer Universitätsstadt. 3 Bände, Vandenhoeck & Ruprecht, Göttingen 1987–2002, ISBN 3-525-36196-3.
- Wieland Sachse: Göttingen im 18. und 19. Jahrhundert – Zur Bevölkerungs- und Sozialstruktur einer deutschen Universitätsstadt. Vandenhoeck & Ruprecht, Göttingen 1987, ISBN 3-525-85415-3.
- Hermann Wellenreuther (Hrsg.): Göttingen 1690–1755 – Studien zur Sozialgeschichte einer Stadt. Vandenhoeck & Ruprecht, Göttingen 1988, ISBN 3-525-35839-3.
- Kornelia Duwe, Carola Gottschalk, Marianne Koerner im Auftrag der Geschichtswerkstatt Göttingen e. V. (Hrsg.): Göttingen ohne Gänseliesel. Texte und Bilder zur Stadtgeschichte. 2. Auflage. Wartberg, Gudensberg-Gleichen 1989, ISBN 3-925277-26-9.
- Gustav Meier: Filmstadt Göttingen. Bilder für eine neue Welt? Zur Geschichte der Göttinger Spielfilmproduktion 1945 bis 1961. Filmaufbau GmbH. Geschichte 1946–1960. Reichold, Hannover 1996, ISBN 3-930459-14-0.
- Gudrun Schwibbe, Michael Schwibbe: Zeit-Reise – 1050 Jahre Leben in Göttingen. Göttinger Tageblatt, 2003, ISBN 3-924781-48-6.
- Martin Heinzelmann: Göttingen im Luftkrieg. Die Werkstatt, Göttingen 2003, ISBN 3-89533-424-3.
- Bettina Borgemeister: Die Stadt und ihr Wald. Eine Untersuchung zur Waldgeschichte der Städte Göttingen und Hannover vom 13. bis zum 18. Jahrhundert. Veröffentlichungen der Historischen Kommission für Niedersachsen und Bremen. Band. 228. Hahn, Hannover 2005, ISBN 3-7752-6028-5.
- Betty Arndt, Andreas Ströbl: „Gutingi“ – vom Dorf zur Stadt. Hrsg. von der Stadt Göttingen. Vandenhoeck & Ruprecht, Göttingen 2005, ISBN 3-525-85424-2.
- Sibylle Obenaus: Göttingen. In: Herbert Obenaus: Historisches Handbuch der jüdischen Gemeinden in Niedersachsen und Bremen. Hrsg. in Zusammenarbeit mit David Bankier und Daniel Fraenkel. 2 Bände Göttingen 2005, ISBN 3-89244-753-5, S. 626–663.
- Elmar Mittler (Hrsg.): Eine Welt allein ist nicht genug – Großbritannien, Hannover und Göttingen 1714–1835. Katalog, Göttingen 2005, ISBN 3-930457-75-X.
- Nils Oschinski: Inhalt und Umsetzung früher nationalsozialistischer Presseanweisungen: Drei Göttinger Zeitungen im Vergleich (1933–1935). Grin, München 2007, ISBN 3-638-74303-9.
- Maren Büttner, Sabine Horn: Alltagsleben nach 1945. Die Nachkriegszeit am Beispiel der Stadt Göttingen. Göttinger Universitätsverlag, Göttingen 2010, ISBN 978-3-940344-81-6.
- Sabine Horn, Inge Marszolek, Maria Rhode, Eva Schöck-Quinteros (Hrsg.): Protest vor Ort. Die 1980er Jahre in Bremen und Göttingen, Essen 2012.
- Michael Sauer (Hrsg.): Denkmäler in Göttingen. Handreichungen für den Geschichtsunterricht, Göttingen 2012.
- Stine Marg, Franz Walter (Hrsg.): Göttinger Köpfe und ihr Wirken in die Welt, Vandenhoeck & Ruprecht, Göttingen 2012, ISBN 978-3-525-30036-7.
- Thomas Appel: Göttinger Künstlerlexikon. Maler – Grafiker –  Bildhauer – Architekten. Vom 14. bis zur Mitte des 20. Jahrhunderts. Universitätsverlag Göttingen, Göttingen 2022, ISBN 978-3-86395-504-5 (Digitalisat auf d-nb.info, abgerufen am 17. September 2023).